# Steyr
Steyr (Ausspracheⓘ) ist eine Stadt in Oberösterreich, nach Linz und Wels die drittgrößte Stadt des Bundeslandes und die zwölftgrößte Stadt Österreichs. Die Statutarstadt am Zusammenfluss von Enns und Steyr ist Sitz der Bezirkshauptmannschaft des Bezirkes Steyr-Land.

## Geografie

Ansicht der Steyrmündung mit Blick nach Westen. Links oben liegt die Altstadt, links unten Ennsdorf, rechts oben Steyrdorf und rechts unten der Ortskai

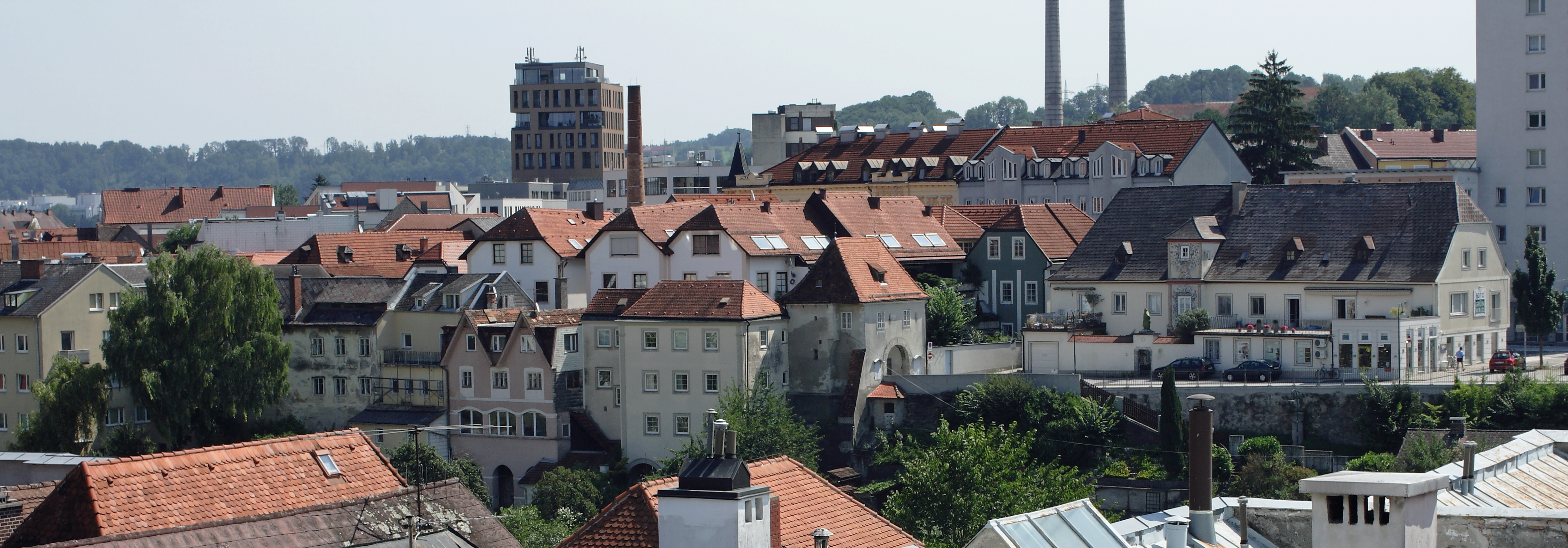
Blick auf den Stadtteil Ennsdorf

### Lage und Ausdehnung
Steyr liegt auf 310 m Höhe im Alpenvorland an der Grenze zu Niederösterreich. Die Ausdehnung beträgt von Nord nach Süd 7 km, von West nach Ost 7,3 km. 2,8 % der Fläche sind bewaldet, 11,1 % der Fläche landwirtschaftlich genutzt.

### Stadtgliederung
Steyr besteht aus den folgenden acht Katastralgemeinden:
Christkindl, Föhrenschacherl, Gleink, Hinterberg, Jägerberg, Sarning, Stein, Steyr.
Für Statistiken wird die Stadt vom Magistrat in statistische Zonen geteilt: Innere Stadt, Steyrdorf, Wehrgraben, Alter Tabor, Tabor/Resthof, Ennsdorf, Fischhub, Waldrandsiedlung, Ennsleite, Neuschönau, Pyrach/Reichenschwall, Christkindl/Schlühslmayr, Gründbergsiedlung, Steyr-Gleink, Winkling/Hausleiten, Münichholz, Hinterberg/Hammer, Schlüsselhof-Ort, Stein.

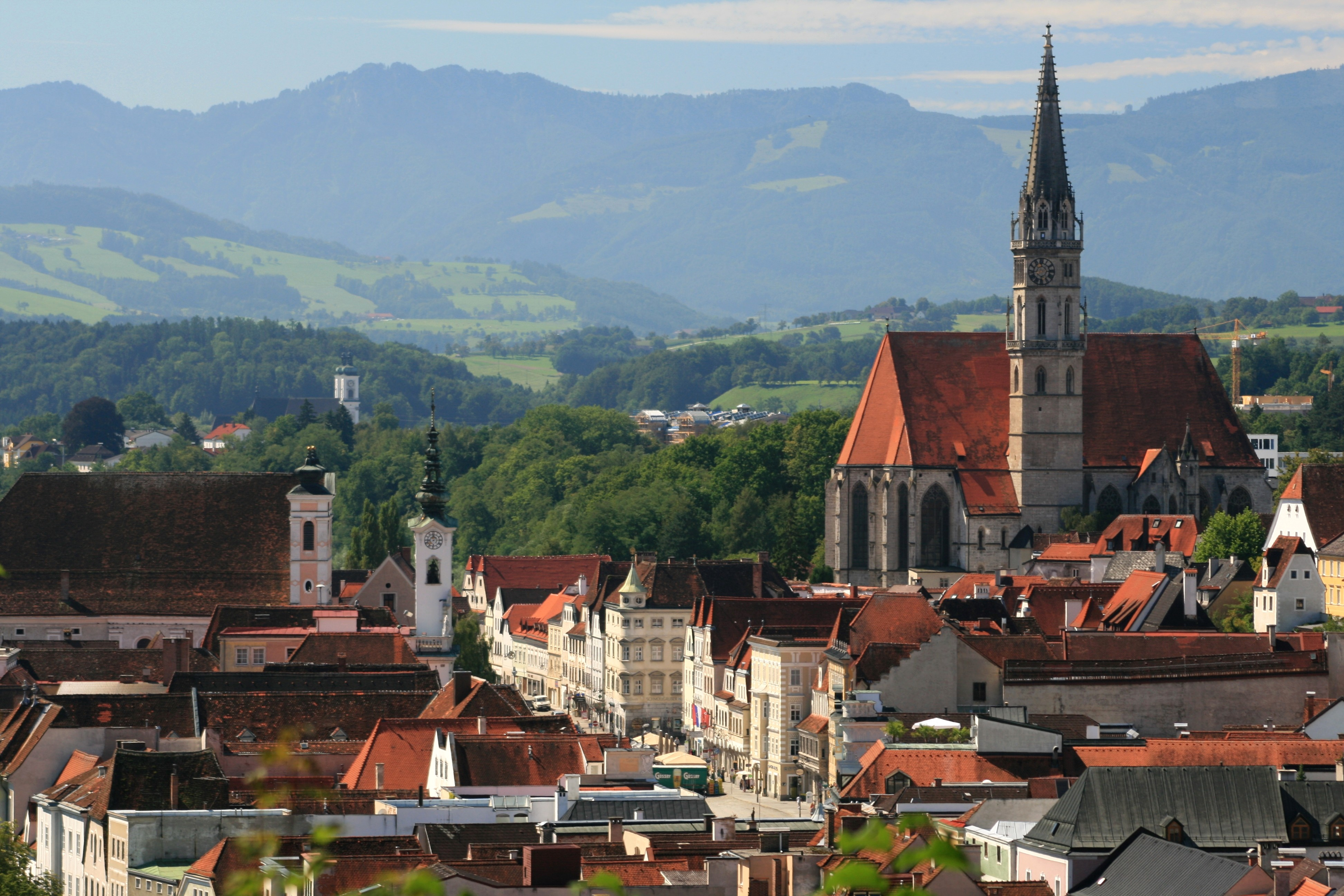
Altstadt mit Stadtpfarrkirche (rechts), Marienkirche und Rathaus (beide am Stadtplatz)
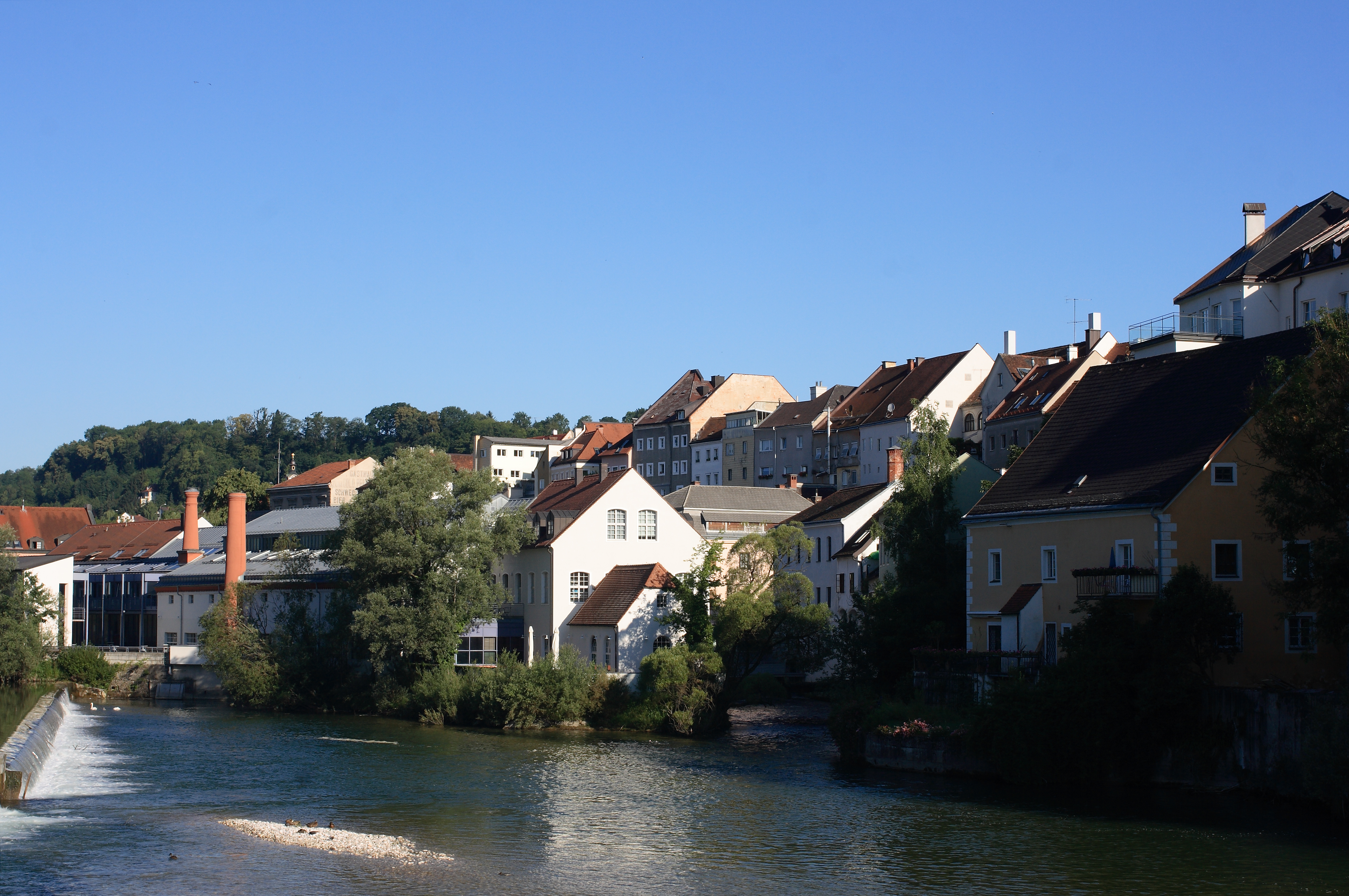
Blick von der Steyrbrücke auf Steyrdorf
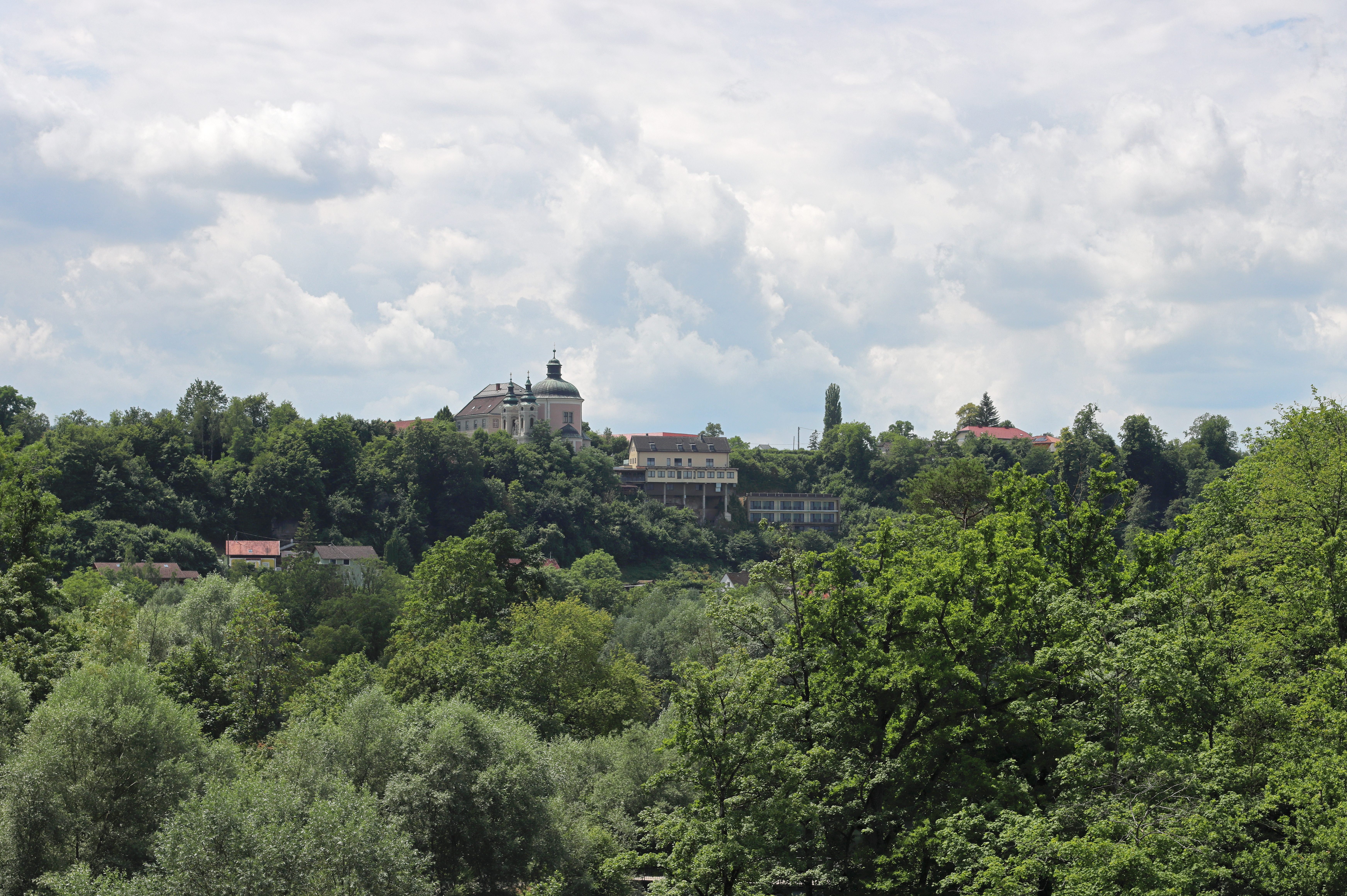
Christkindl, im Vordergrund die Unterhimmler Au

### Nachbargemeinden
| Wolfern  | Dietach                                     | Haidershofen         |
| Sierning | Kompassrose, die auf Nachbargemeinden zeigt | Behamberg            |
| Garsten  |                                             | St. Ulrich bei Steyr |

## Geologie
Im Wehrgraben, mit u. a. der Gsanginsel, ist Alluvialboden (Schwemmboden) vorhanden. Darüber folgen Terrassen aus eiszeitlichen Schottern. Die Niederterrasse ist dreistufig und umfasst zuunterst die Altstadt mit dem Stadtplatz, darüber jene mit Schloss Lamberg, Berggasse, Michaelerkirche sowie den Stadtteil Münichholz und darüber Vogelsang mit dem Stadttheater (ehemalige Industriehalle). Der Stadtteil Tabor liegt auf der Hochterrasse.

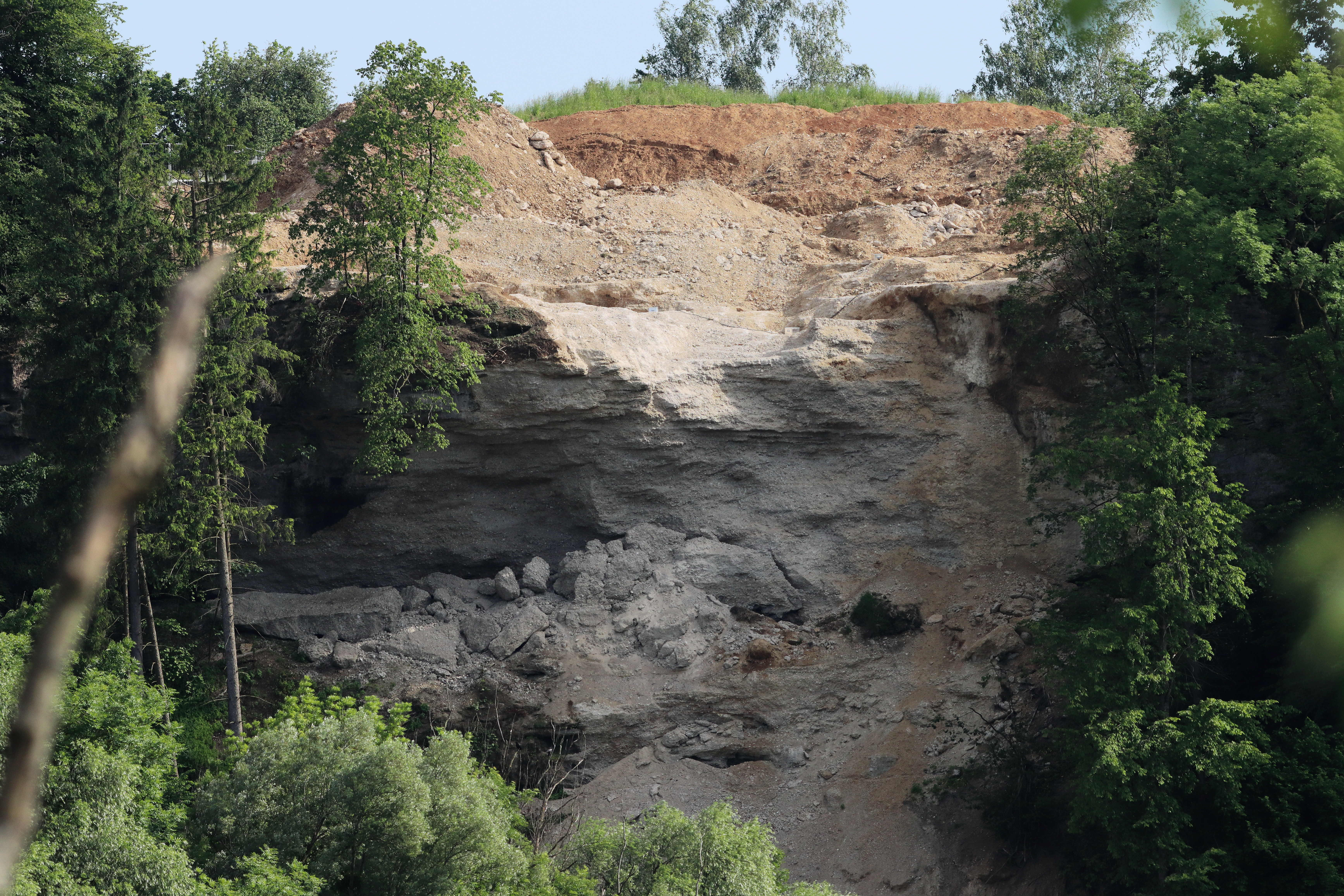
Hangrutsch in Christkindl/Unterhimmel (Aufnahme vom 12. Juni 2023)

Das Gestein der Schotterterrassen begünstigt Steinschläge und Hangrutschungen. Am 8. Februar 2023 kam es im Stadtteil Christkindl zu einem Hangrutsch von etwa 400 Kubikmetern, als zur Sicherung vor Steinschlägen ein 40 Kubikmeter großer Felsen abgetragen werden sollte.

## Klima
Steyr und seine nähere Umgebung liegen in einem Ausläufer des pannonischen Klimas, der sich bis in die Welser Heide erstreckt. Aufgrund der schwierigen Topografie mit vielen Wasserflächen und Anhöhen kommt es zu kleinräumigen Abweichungen mit höheren Niederschlägen und tieferen Temperaturen. Das Jahresmittel der Lufttemperatur beträgt 10 °C, das niedrigste Tagesmittel −15 °C, das höchste +33 °C. Die mittlere Sonnenscheindauer beträgt 1500 Stunden, die mittlere Niederschlagsmenge 750 mm. Durch heftige Niederschläge im Quell- und Einzugsgebiet von Enns und Steyr kommt es im Stadtgebiet immer wieder zu Überflutungen.
|                        | Jan  | Feb  | Mär  | Apr  | Mai   | Jun   | Jul   | Aug   | Sep  | Okt  | Nov  | Dez  |   |         |
| Mittl. Temperatur (°C) | −1,2 | 0,2  | 4,3  | 8,2  | 13,5  | 16,4  | 18,3  | 17,8  | 13,7 | 8,6  | 3,1  | 0,2  | ⌀ | 8,6     |
| Mittl. Tagesmax. (°C)  | 2,4  | 4,7  | 9,9  | 14,2 | 19,9  | 22,2  | 24,3  | 24,1  | 19,6 | 13,9 | 6,7  | 3,6  | ⌀ | 13,8    |
| Mittl. Tagesmin. (°C)  | −4,3 | −3,2 | 0,3  | 3,4  | 7,8   | 11,2  | 13,0  | 13,0  | 9,8  | 5,2  | 0,4  | −2,6 | ⌀ | 4,5     |
|                        |      |      |      |      |       |       |       |       |      |      |      |      |   |         |
| Niederschlag (mm)      | 75,5 | 63,6 | 90,9 | 93,9 | 105,2 | 129,3 | 154,6 | 116,3 | 95,0 | 75,6 | 92,8 | 85,9 | Σ | 1.178,6 |
|                        |      |      |      |      |       |       |       |       |      |      |      |      |   |         |
| Sonnenstunden (h/d)    | 1,6  | 2,9  | 3,9  | 5,3  | 7,1   | 6,7   | 7,6   | 7,3   | 5,3  | 3,5  | 1,7  | 1,2  | ⌀ | 4,5     |
|                        |      |      |      |      |       |       |       |       |      |      |      |      |   |         |
| Regentage (d)          | 11,9 | 10,6 | 13,0 | 12,4 | 11,9  | 14,1  | 14,1  | 11,7  | 10,8 | 10,2 | 12,3 | 13,1 | Σ | 146,1   |

| −4,3 |

| −3,2 |

| 0,3 |

| 3,4 |

| 7,8 |

| 11,2 |

| 13,0 |

| 13,0 |

| 9,8 |

| 5,2 |

| 0,4 |

| −2,6 |

| −4,3 |

| −3,2 |

| 0,3 |

| 3,4 |

| 7,8 |

| 11,2 |

| 13,0 |

| 13,0 |

| 9,8 |

| 5,2 |

| 0,4 |

| −2,6 |

## Bevölkerung

### Agglomeration
Im Ballungsraum Steyr lebten im Jänner 2010 69.766 Menschen. Zum Ballungsraum gehören Steyr und die Gemeinden Dietach (3.200), Wolfern (2.983), St. Ulrich bei Steyr (3.049), Sierning (9.106), Garsten (6.618) und in Niederösterreich die Gemeinden Haidershofen (3.576) und Behamberg (3.239).

## Hoheitszeichen

### Wappen

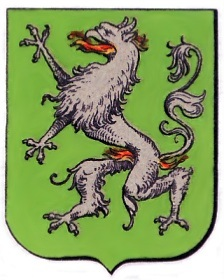
Historisches Wappen (Lithographie 1895)

| Wappen der Stadt Steyr | Blasonierung: „In Grün ein silberner, rot gewaffneter und gehörnter, flammenspeiender, aufgerichteter Panther.“ |
| Wappen der Stadt Steyr | Das zur ursprünglich blau-weißen Gruppe der bajuwarisch-karantanischen Pantherfamilie zählende Fabeltier ist das signifikante Wappenbild der nach ihrem Leitnamen als Otakare bezeichneten Markgrafen, später Herzöge der Steiermark, die ihren Stammsitz in Steyr hatten. Im Jahr 1160 von Markgraf Ottokar (Otakar) III. von Steyr zu seinem offiziellen Schildwappen gewählt, bildet es seitdem das steiermärkische Landeswappen. |

Die Stadtfarben sind Grün-Weiß.

### Siegel

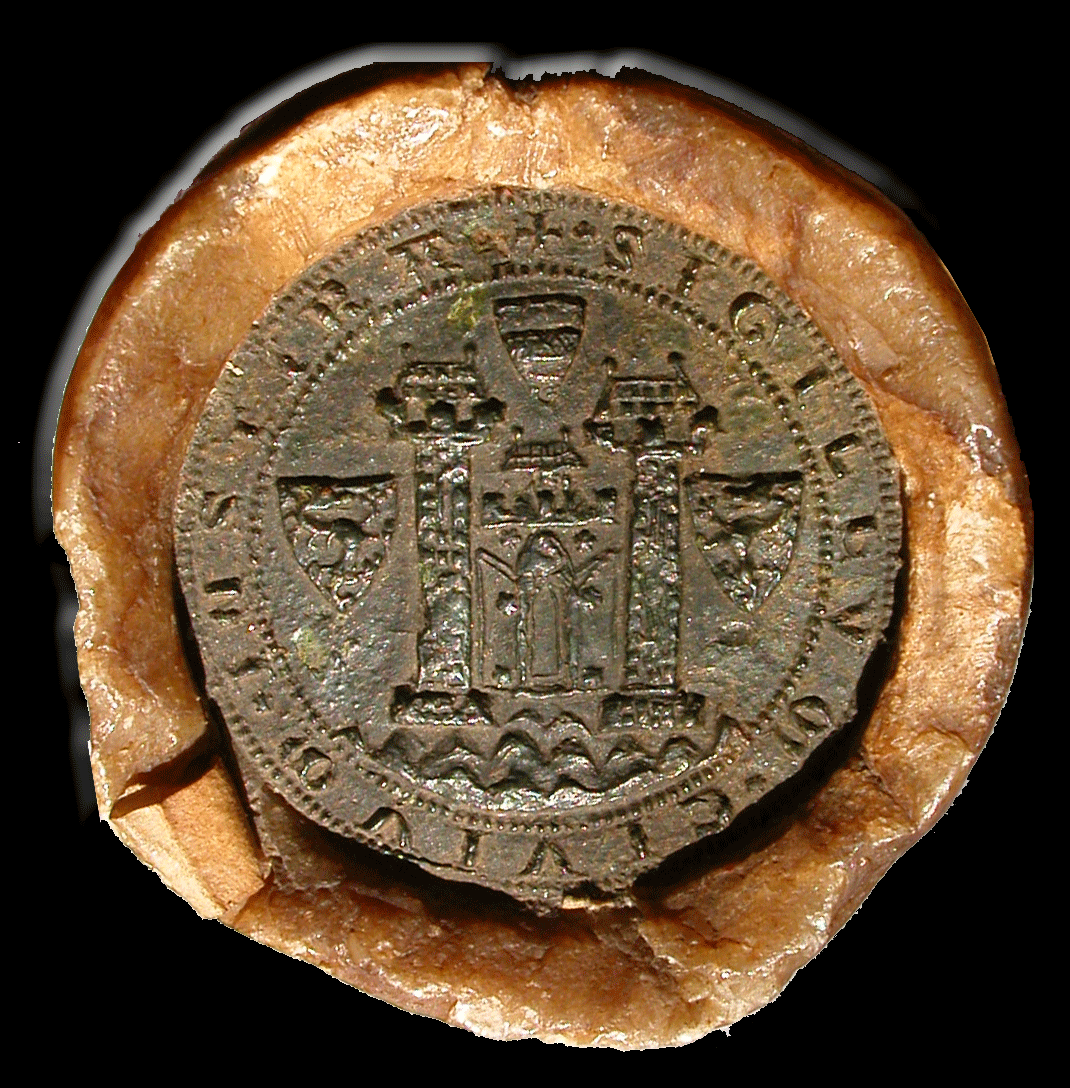
Siegel der Stadt (1304)

Das ursprüngliche Siegel der Bürgerschaft stammt aus dem Jahr 1304. Es zeigt ein Stadttor mit zwei Türmen, darüber den österreichischen Bindenschild und beiderseits des Tores das Stadtwappen. Die Umschrift lautet:
+SIGILLVM CIVIVM IN STIRA.

## Geschichte

### Eisenzeit
Zahlreiche Streufunde zeigen, dass die Gegend um Steyr schon in frühester Zeit besiedelt war, wenn sich auch eine vorgeschichtliche Siedlung im Stadtgebiet nicht nachweisen lässt. Um 600 v. Chr. wanderten Kelten ein, die als Erste das Eisen des Erzberges abbauten. Der Name Steyr entstammt der keltischen Sprache (Stiria) und bezeichnet den gleichnamigen Fluss.
Der griechische Geograph Klaudios Ptolemaios hat in seinem „Atlas der Oikumene“ (Geographike Hyphegesis) unter Noricum einen Ort „Gesodunum“ vermerkt, der von Wissenschaftlern der TU Berlin anhand von transformierten antiken Koordinaten im „Raum von Steyr“ lokalisiert wird.

### Römerzeit
Die Römer brachten das Eisen, das sie das „norische“ nannten, auf der alten Eisenstraße zu ihrer Schildfabrik nach Lauriacum. Nach der Überlieferung stand auf dem Felsen über dem Zusammenfluss von Steyr und Enns bereits ein römischer Wachturm. So heißt der Bergfried der Styraburg, der in das Barockschloss Lamberg integriert ist, noch heute Römerturm. Bei seiner tatsächlichen Errichtung im Hochmittelalter dürften aber Quader des ehemaligen römischen Legionslagers Lauriacum verwendet worden sein, wodurch der Turm zu seinem Namen kam.
Im Jahr 1297 berichten die Annalen des Stiftes St. Florian über einen großen Schatzfund bei Steyr („Maximus Thesaurus“), wobei dies als erste überlieferte Nachricht über archäologische Funde in Österreich gilt. Im Laufe der Jahrhunderte kamen noch einige eher unspektakuläre Kleinfunde hinzu.
Die Römerzeitliche Siedlung Münichholz (KG Hinterberg, Stadtteil Münichholz) wurde in den 1990ern bei der Notgrabung im Zuge der Errichtung der Steyrer Nordspange (B122a) befundet; dort wurden Baureste eines Gehöfts ergraben.

### Mittelalter
Im 6. Jahrhundert wurde das Gebiet von bairischen Stämmen besiedelt und Teil des Herzogtums. Es gehörte später zum Rodungsbezirk des 777 vom Bayernherzog Tassilo gegründeten Klosters Kremsmünster. Zum Schutze des Reiches gegen die Einfälle der Ungarn wurden um 900 an der Enns zwei wehrhafte Burgen errichtet, die Burg zu Enns und die Styraburg, die 980 erstmals urkundlich erwähnt wurde. Die Erbauer der Burg waren die Grafen von Wels-Lambach, die Besitzungen im Traungau und in der Karantanischen Mark (Obersteiermark) hatten.
1055 traten die aus dem Chiemgau stammenden Otakare deren Erbe unter der Herrschaft der bayerischen Herzöge an. Das Wappentier der Otakare war der weiße Panther. Durch Erbschaften und kluge Heiratspolitik – Otakar II. war mit einer Babenbergerin vermählt – vergrößerten sie ihre Besitzungen in der Steiermark beträchtlich. Hier lag auch der Erzberg, dessen Abbau von den Otakaren intensiv gefördert wurde. Die Machtstellung der Otakare zeigte sich in einer prächtigen Hofhaltung. Die Styraburg war nicht nur der Schauplatz ritterlichen Lebens, sondern auch Ort der Pflege edler Künste. In den beiden mittelhochdeutschen Epen Biterolf und Dietleib und König Laurin wird der Burg zu Steyr ein literarisches Denkmal gesetzt. 1180 wurde Otakar IV., der Letzte seines Geschlechtes, von Kaiser Friedrich Barbarossa in den Herzogsstand erhoben, das Land von Bayern getrennt. 1186 vermachte Otakar IV., krank und kinderlos, in feierlichem Erbvertrag auf dem Georgenberg zu Enns Burg und Herrschaft Steyr den Babenbergern – schon 1170 wird Steyr als Urbs ‚städtische Siedlung‘ bezeichnet, worauf sich das Stadtrecht zurückführt.
Steyr verlor zwar seine Bedeutung als Herzogssitz, seine Rolle als Verarbeitungs- und Handelszentrum für das Innerberger Eisen blieb jedoch erhalten. Das in Innerberg, dem heutigen Eisenerz, geförderte „Schwarze Metall“ nahm schon im frühen Mittelalter seinen Weg durch das Tal der Enns zur Donau und ließ so eine der ältesten Industrielandschaften Europas, die Eisenwurzen, entstehen.
Begünstigt durch seine einmalige verkehrspolitische Lage und seine Bedeutung als Residenz unter den Otakaren, entwickelte sich Steyr zum wirtschaftlichen und kulturellen Zentrum dieses frühmittelalterlichen Industriegebietes. Unter den Babenbergern erfolgte der Aufstieg der Stadt zur Eisenmetropole nördlich der Alpen. Handwerker, vor allem Waffen- und Rüstungsschmiede, hatten am Fuße der Burg Schutz und Lebensraum gefunden.
Nach dem Aussterben der Babenberger 1246 begannen für die Stadt schwere Zeiten. In der Zeit vor den Habsburgern wurde Steyr 1254, als Folge des Friedens von Ofen, von seiner Mark (der Steiermark, die damals an Ungarn fiel) und damit von seiner wirtschaftlichen Basis, dem Erzberg, getrennt und zum Land ob der Enns unter dem Böhmenkönig Ottokar II. Přemysl geschlagen.
Am 23. August 1287 bestätigte Herzog Albrecht I. der Stadt die alten Rechte im Handel und in der Verarbeitung des Innerberger Eisens. In diesem Großen Privileg wurde den Steyrer Bürgern unter anderem das Stapelrecht für Holz und Eisen gewährt. Drei Tage lang mussten diese Rohstoffe den Steyrer Bürgern zu einem bevorzugten Preis angeboten werden, ehe sie ihren Weg zur Donau fortsetzen durften. Das machte Stadt und Bürger reich und versetzte sie in die Lage, bedeutende Künstler aus Deutschland, Böhmen und Italien einzuladen, um zu bauen und Kunstwerke zu schaffen. Handelsbeziehungen Steyrer Eisenhändler mit Deutschland und Osteuropa sind seit 1190 belegt.

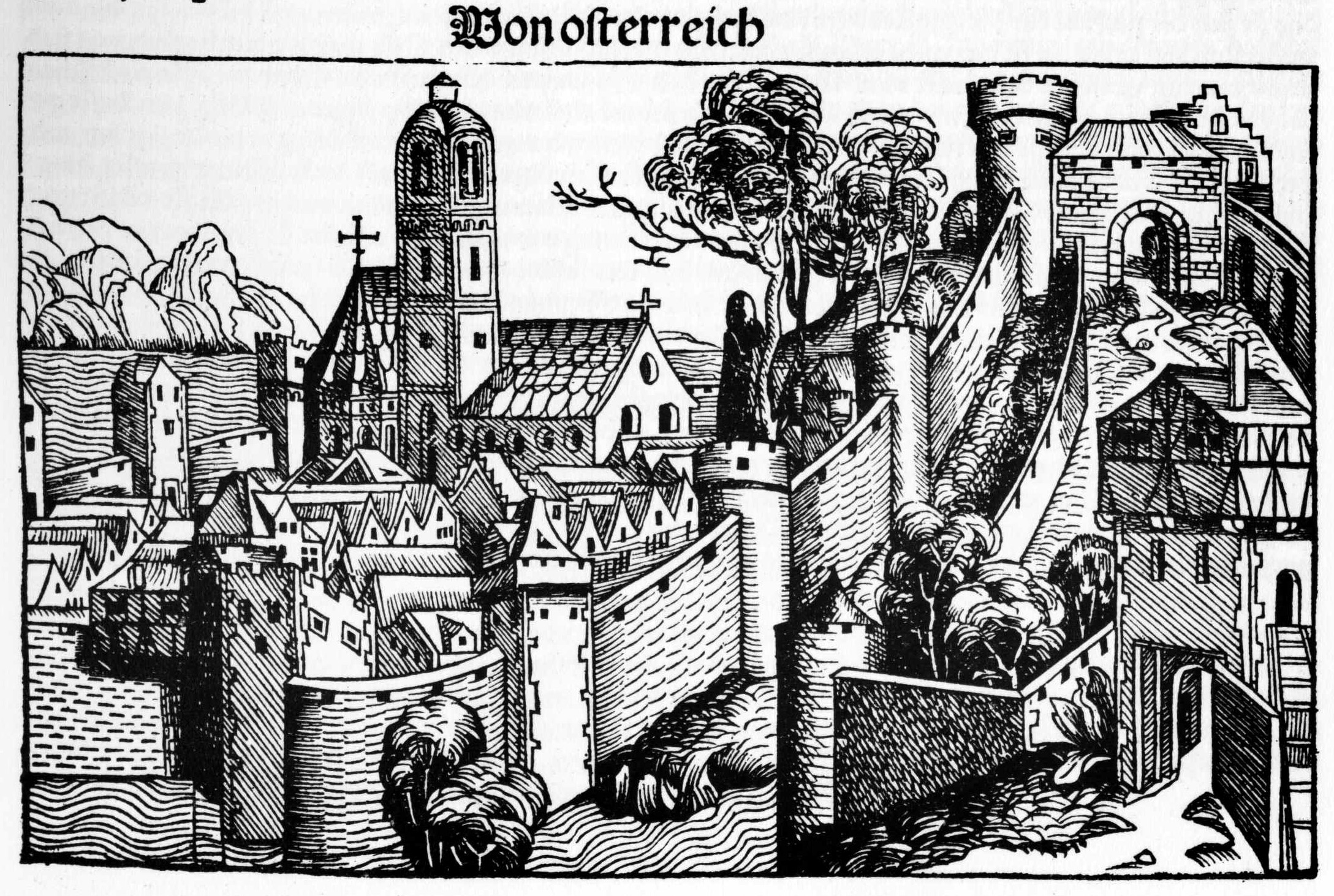
Vermutliche Stadtansicht um oder nach 1450. Schedelsche Weltchronik, Bl. CCLXXVI

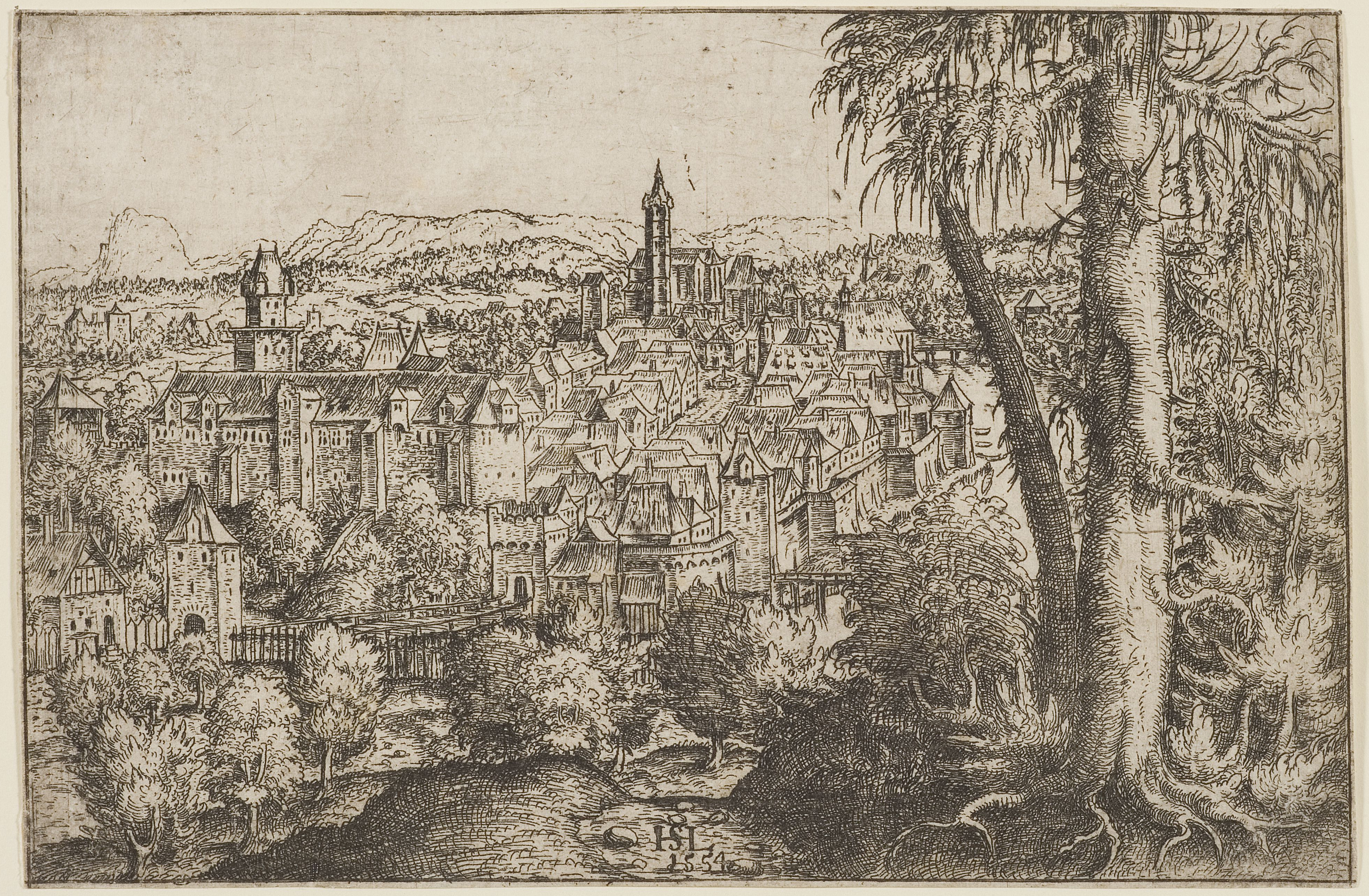
Ansicht von 1554 (Hans Sebald Lautensack)

Eine besondere Rolle spielte der Handel mit Venedig. Steyr gehörte damals zu jenen neun römisch-deutschen Städten, die in Venedig ein eigenes Handelskontor unterhielten. Steyrer Eisenwaren stellten auf dem Venediger Markt begehrte Artikel dar.
Eine große Anzahl von Steyrern bekannte sich im 13. und 14. Jahrhundert zum Waldensertum, einer christlichen Laienbewegung, die von der Inquisition als ketzerisch gebrandmarkt wurde. Steyr war in dieser Zeit der bedeutendste Waldenserort Österreichs. Aus diesem Grund wurde die Stadt mehrmals von der Inquisition heimgesucht. Um zirka 1260 wurden hier erstmals Waldenser entdeckt, Inquisitionsgerichte wurden danach neuerlich 1311 und etwa 1370 abgehalten. Zu den schwersten Verfolgungen kam es zwischen 1391 und 1398 unter dem Inquisitor Petrus Zwicker: Allein im Jahr 1397 wurden nach Angaben des Chronisten Preuenhueber „mehr denn tausend Personen eingezogen“. Im selben Jahr wurden auf dem Ketzerfriedhof zwischen 80 und 100 Personen verbrannt. Hieran erinnert das 1997 in Steyr errichtete Waldenserdenkmal.
Das rasche Aufblühen der Stadt im 14. Jahrhundert förderte den Zuzug von Handwerkern hauptsächlich aus Nürnberg. Neben Harnischmachern und Klingenschmieden waren es vor allem Messerer, deren Zunftbrief von 1406 zu den ältesten Österreichs gehört. Die Steyrer Messerer waren tonangebend im gesamten süddeutschen Raum. Mitte des 15. Jahrhunderts erreichte die Stadt ihren wirtschaftlichen Höhepunkt. Steyr war damals neben Wien die wohlhabendste und vornehmste Stadt Österreichs.

### 16. bis 18. Jahrhundert
Die weitreichenden und innigen Handelsbeziehungen Steyrs zu den bedeutendsten Handelszentren Europas machten die Bewohner empfänglich für neue Ideen und Strömungen. Preuenhueber schreibt in den Annales Styrenses, dass zur Advents- und Fastenzeit Franziskanerbrüder von außerhalb in den Städten predigten und Beichte hörten. Die Lehre Luthers, 1525 von einem Barfüßer namens Calixt in der Stadt verbreitet, wurde von den Steyrern beifällig aufgenommen. Fast geschlossen traten die Bürger und Handwerker zum neuen Glauben über. Am Beginn der Gegenreformation gab es in der Stadt nur mehr 18 katholische Familien. Steyr erlebte in dieser Zeit eine kulturelle Blüte und gehörte zu jenen wenigen Städten Österreichs, in denen der Meistergesang gepflegt wurde (Meistersingerschule ca. 1540–1616), der erst in den Wirren der Gegenreformation verstummte.
Anfang Juli 1572 suchte das bisher verheerendste Hochwasser die Stadt heim. Als Reaktion darauf wurde 1573 das Neutor am Eingang zum Grünmarkt als Wasserschutzbau errichtet. An der Südwand von Haus Nr. 4 in Zwischenbrücken (Café Werndl) sind Hochwassermarken angebracht. Demnach stand das Hochwasser 1572 deutlich höher als 2002.

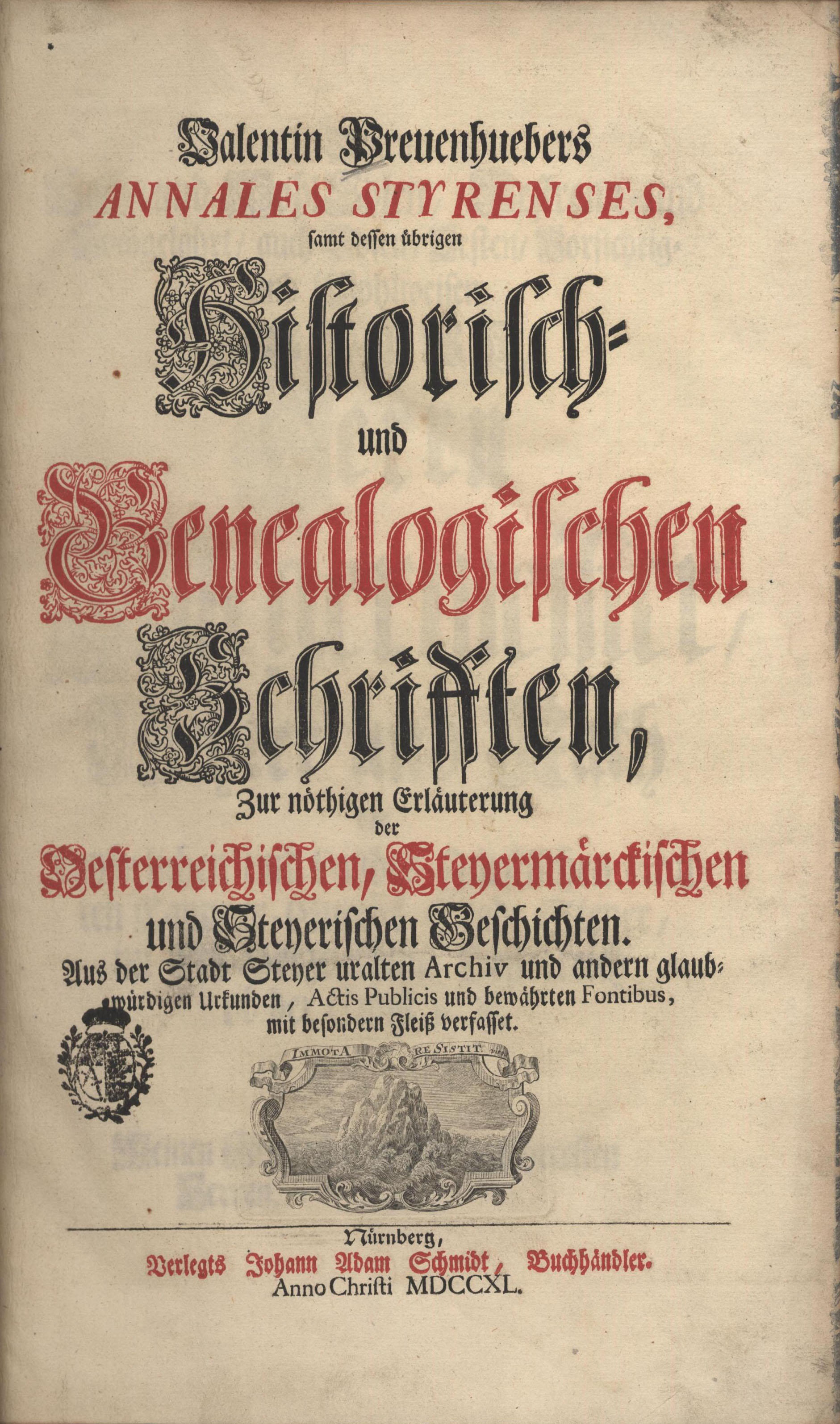
Titelblatt der Annales Styrenses

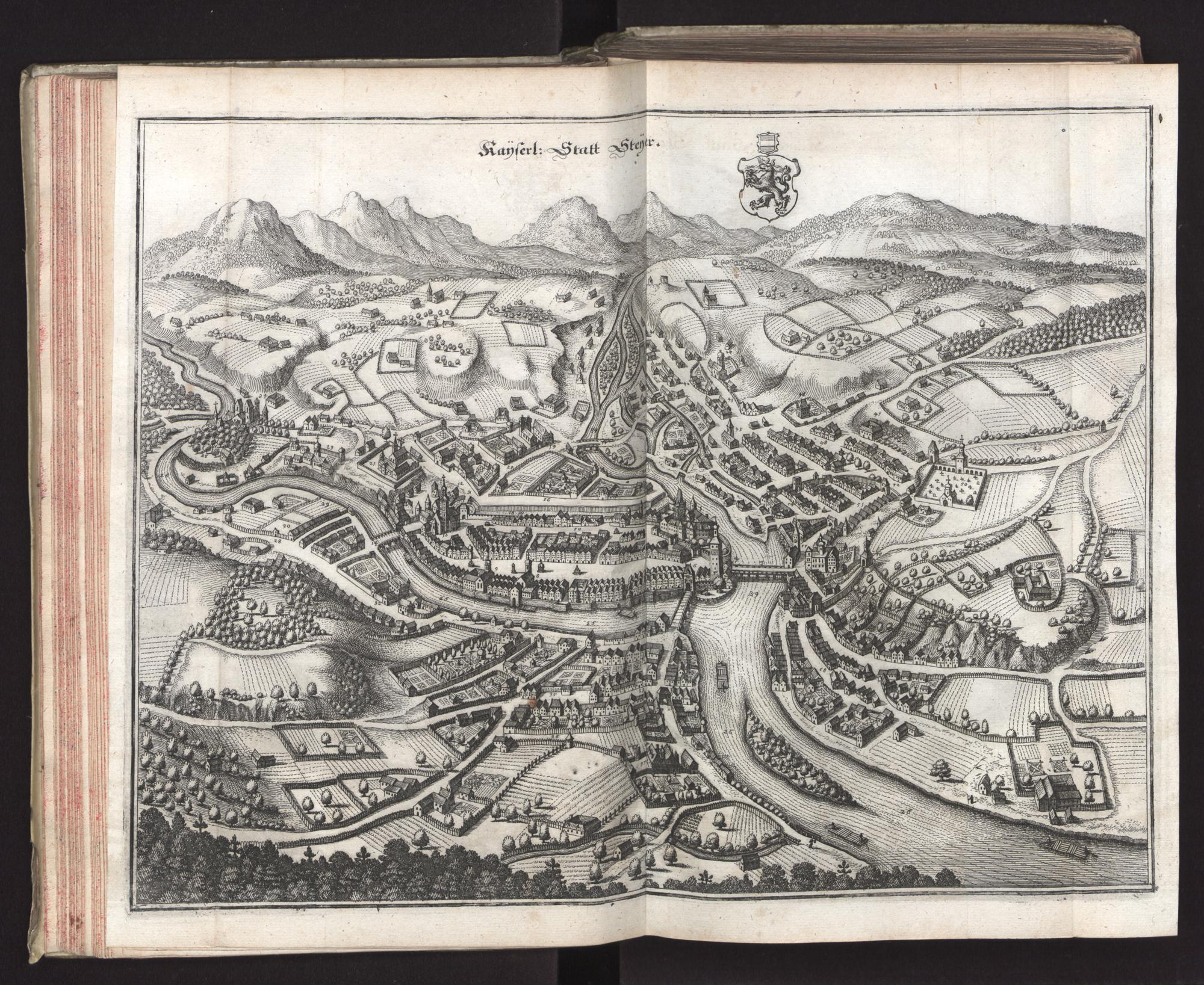
Kupferstich Matthäus Merians (Erste Hälfte des 17. Jahrhunderts)

Die ersten Anzeichen für den Niedergang des Eisenwesens machten sich bemerkbar: Handwerker klagten, dass Eisenhändler gewinnbringend ins Ausland verkauften und dem ansässigen Gewerbe so nur zweitklassige Ware bliebe. 1583 kam es daher zur Gründung der Eisenhandlungskompanie, die dem unlauteren Handel ein Ende bereiten sollte. Die in sie gesetzten Erwartungen erfüllten sich jedoch nicht. Der Ausbruch des Dreißigjährigen Krieges, Gegenreformation und der große oberösterreichische Bauernkrieg – zwei seiner Drahtzieher waren Steyrer Bürger – führten zum wirtschaftlichen Niedergang der Stadt. Die Verpfändung Oberösterreichs an Baiern 1620 und die rigorosen Maßnahmen der Gegenreformation unter Graf Herberstorff, die im Frankenburger Würfelspiel ihren grausigen Höhepunkt fanden, führten zur Erhebung der Bauern 1626.
Mit 40.000 Bauern kam der Führer der Aufständischen, Stefan Fadinger, nach Steyr, wo er in Stadtrichter Wolfgang Madlseder und Lazarus Holzmüller wichtige Verbündete fand. Nach der Niederschlagung des Aufstandes wurden die Rädelsführer enthauptet und gevierteilt. Die Einquartierung von Truppen, die dadurch entstehenden Kosten, die katastrophale Wirtschaftslage und der 1625 ergangene Ausweisungsbefehl für Protestanten hatten die Auswanderung von 228 Steyrer Familien zur Folge. Viele sahen ihre einzige Hoffnung in der Emigration. Es waren Steyrer Messerer, die die berühmte Solinger Stahlwarenerzeugung gründeten. Diese Entwicklung wirkte sich auch fatal auf das Eisenwesen aus. 1620 warteten 300.000 Zentner Stahl in Steyr auf ihre Abnehmer. Um das darniederliegende Eisenwesen zu beleben, kam es 1625 zur Gründung der Innerberger Hauptgewerkschaft, der Vereinigung von Radmeistern, Hammerherren und Eisenhändlern zu einem Konzern, aus dem später die Alpine Montangesellschaft hervorgehen sollte.
Von 1625 bis etwa 1630 arbeitete der Historiograph Valentin Preuenhueber an den bereits erwähnten Annales Styrenses, der ersten Geschichte der Stadt Steyr. Da Preuenhueber jedoch 1629 als Protestant Österreich verlassen musste, dauerte es mehr als hundert Jahre, bis das Werk gedruckt vorlag (Nürnberg 1740).
Mit dem Barock erlebte die Stadt nach der Türkengefahr ein neues Aufblühen. Der Großhandel mit dem Eisen war zwar versiegt, die Verarbeitung des steirischen Eisens währte aber fort. In dieser Zeit entstanden in Steyr einige interessante Bauten, wie die Michaelerkirche oder die Wallfahrtskirche von Christkindl am Rande der Stadt. In der Josephinischen Zeit, die nicht nur durch die Klosteraufhebungen geprägt wurde, machte sich in Steyr eine wirtschaftliche Aufwärtsbewegung bemerkbar. Durch die Umwandlung von bestehenden Handwerksbetrieben und die Gründung neuer Werkstätten wurde der Grundstein für die spätere Industrialisierung der Stadt gelegt.
Am 29. August 1727 wurde Steyr von einer verheerenden Feuersbrunst heimgesucht, die nicht nur große Teile der Altstadt, sondern auch die Styraburg mit ihren Giebeln, Türmen und Erkern vernichtete. Am selben Platz entstand das barocke Schloss Lamberg.

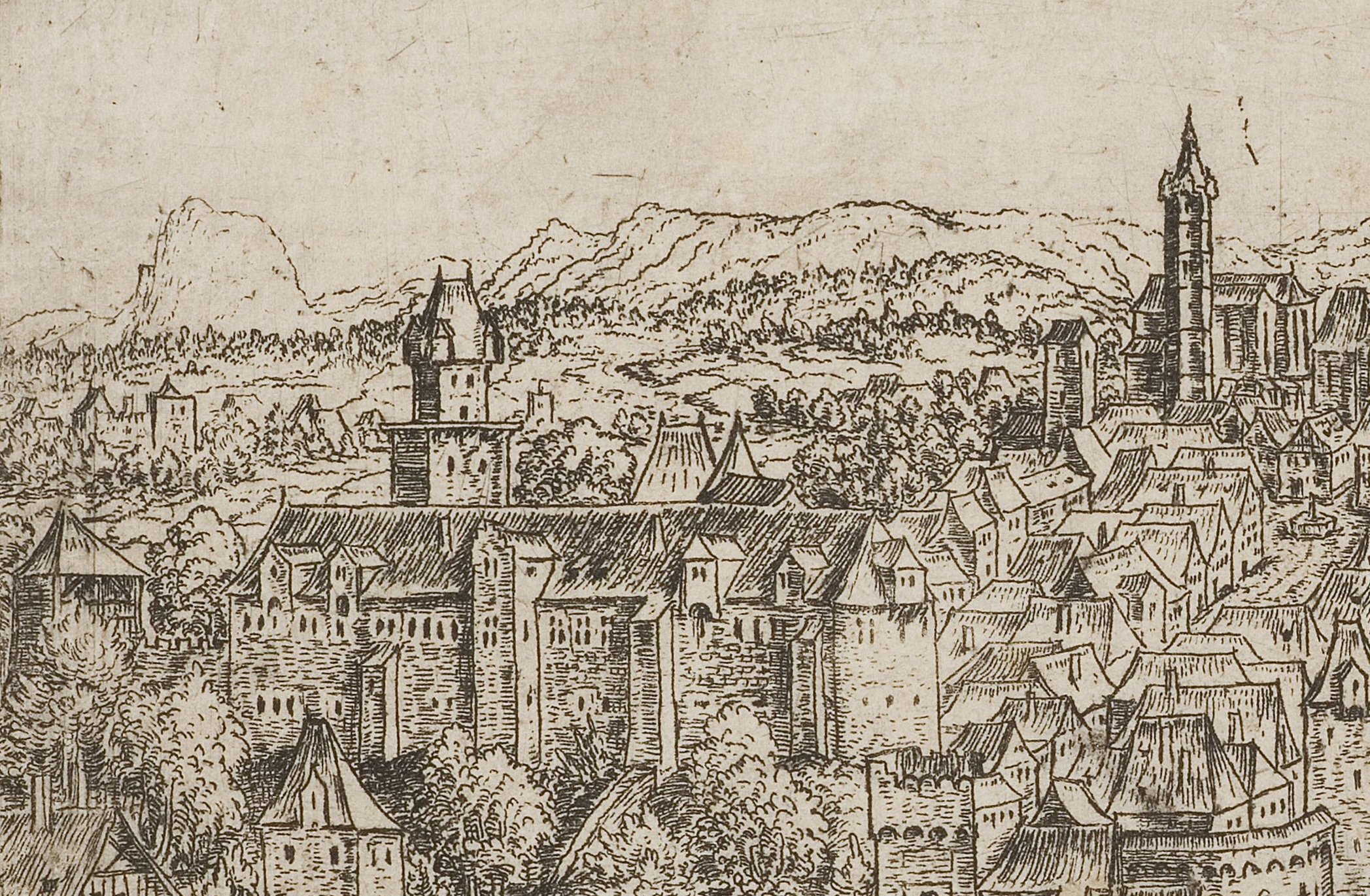
Die alte Styraburg
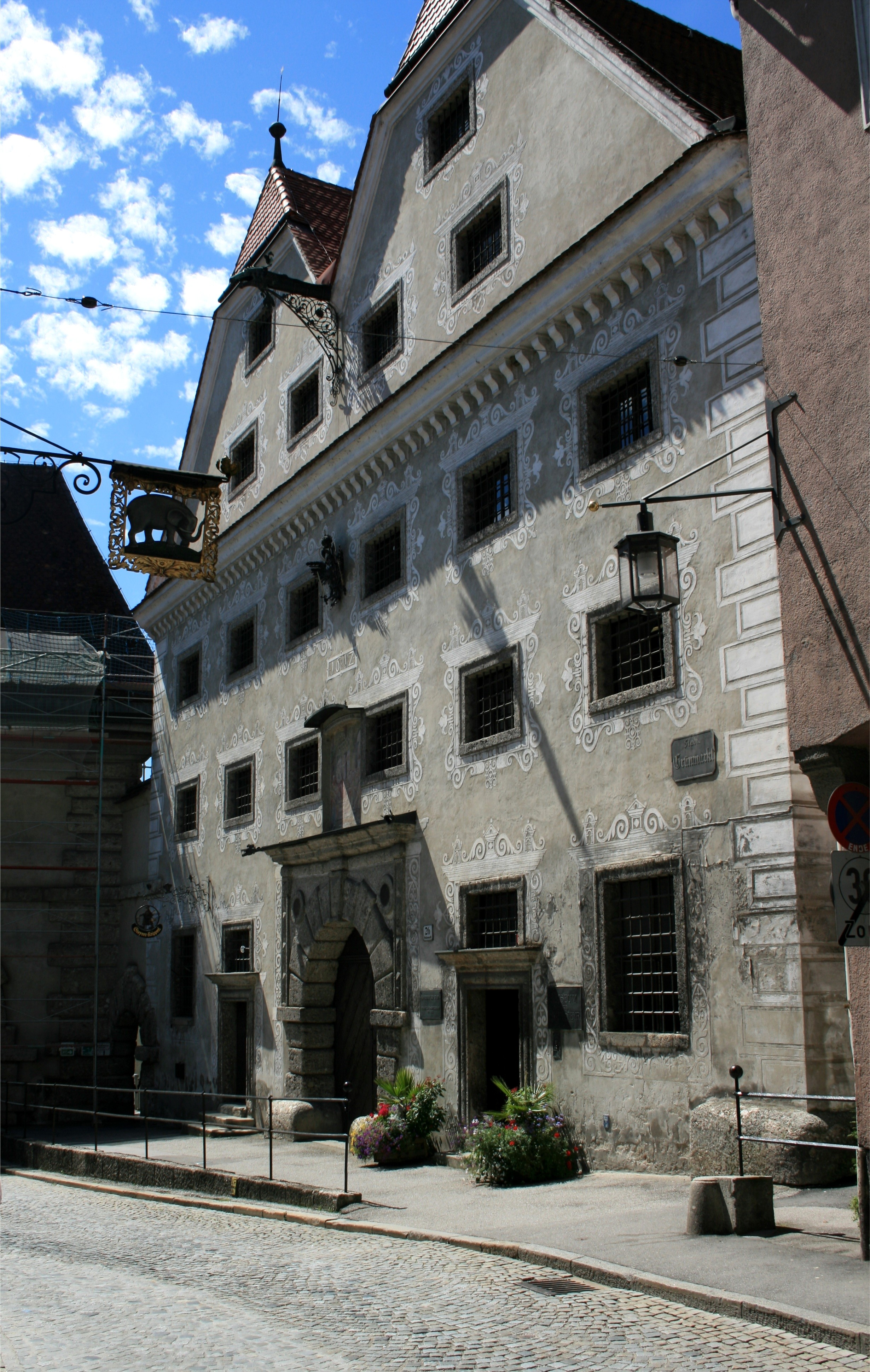
Der Innerberger Stadel am Grünmarkt 26
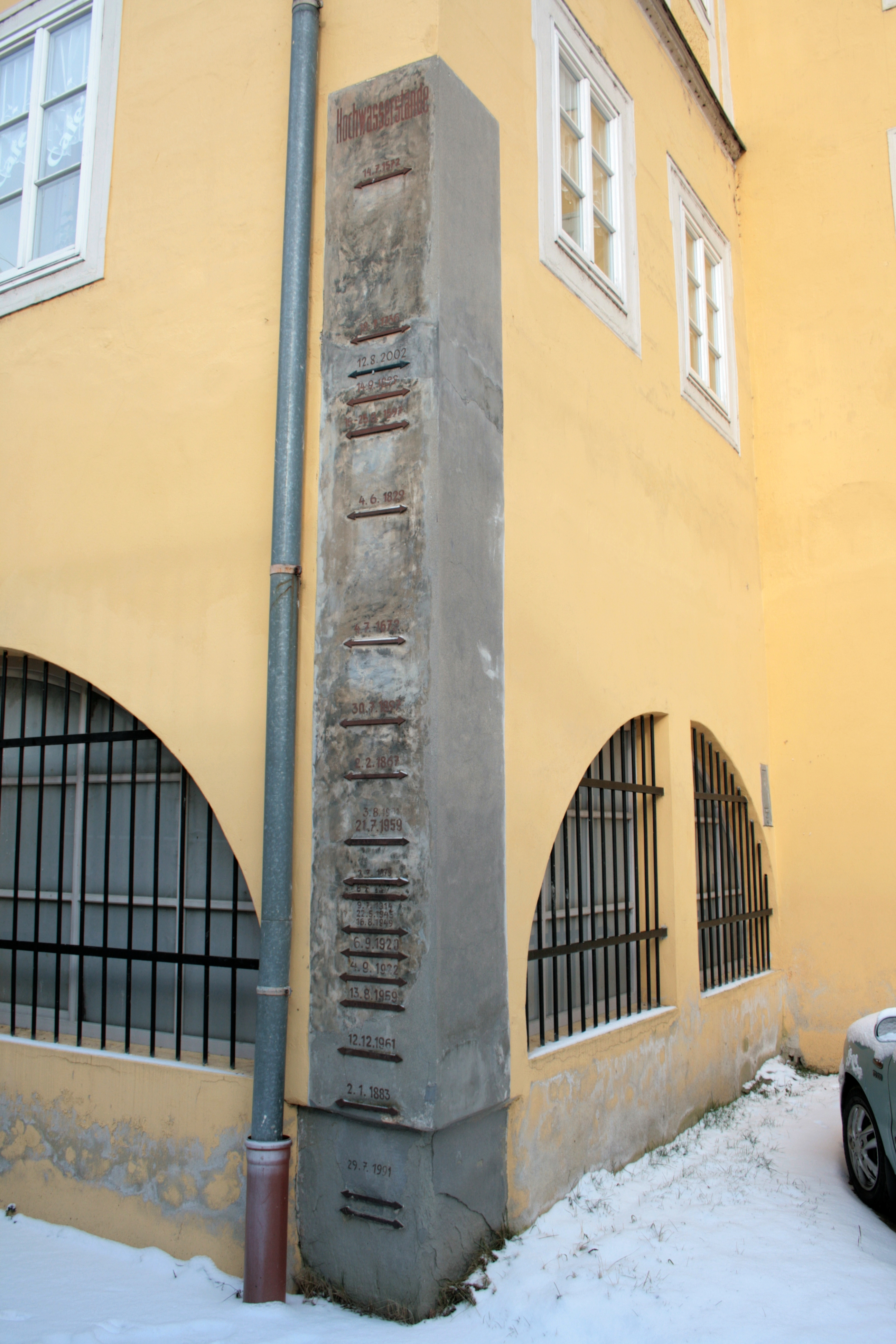
Hochwassermarken am Haus Nr. 4 in Zwischenbrücken

### 19. Jahrhundert

#### Überblick

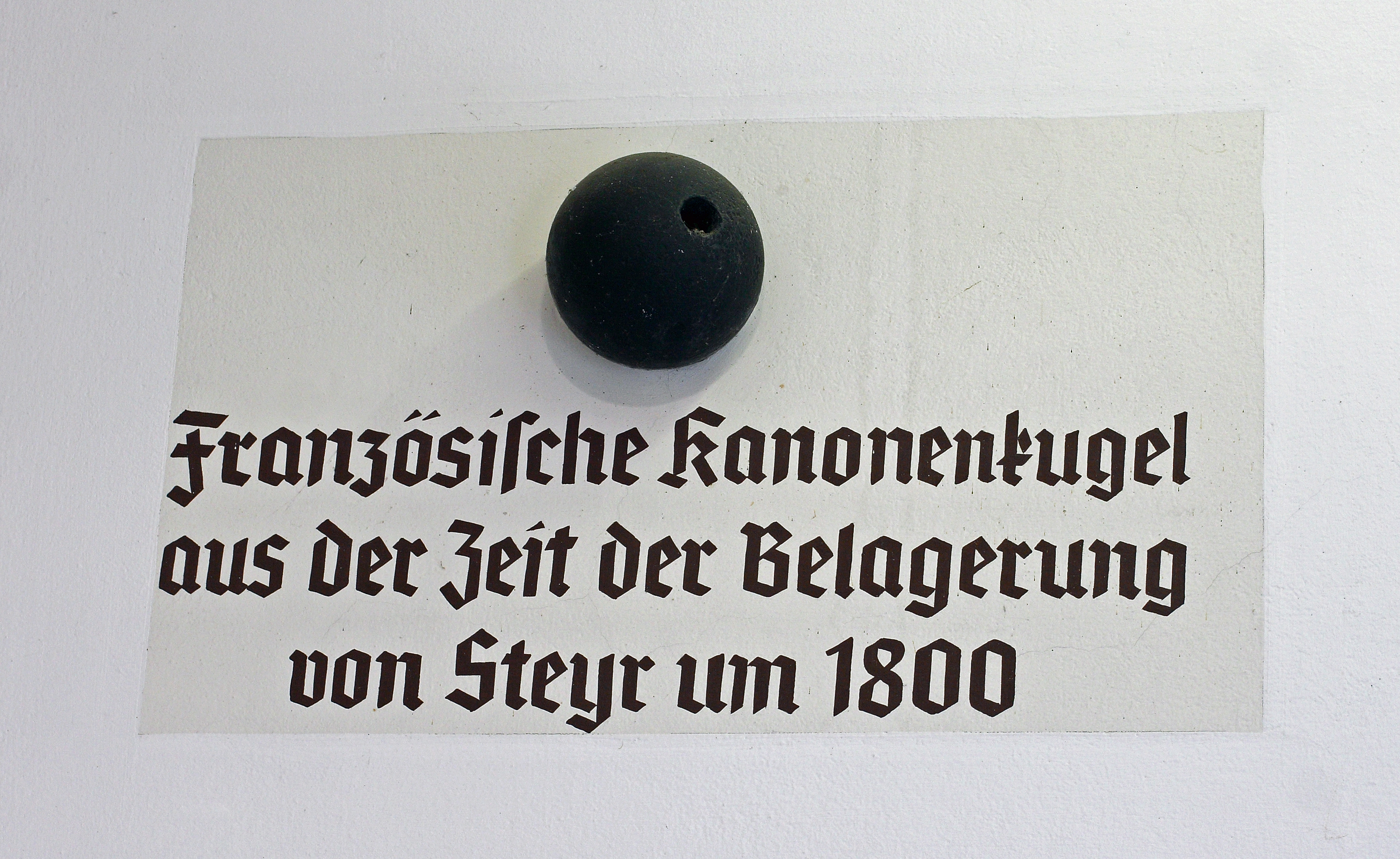
Französische Kanonenkugel in der Mauer des Hauses Stadtplatz 26

In der Zeit der Franzosenkriege wurde die günstige Entwicklung der Steyrer Wirtschaft jäh unterbrochen. Innerhalb von zehn Jahren besetzten französische Truppen dreimal die Stadt: 1800, 1805 und 1809. In der heutigen Löwenapotheke wurde am 25. Dezember 1800 der Waffenstillstand zwischen Österreich und Frankreich unterzeichnet, dem 1801 der Friede von Lunéville folgte. Um das Revolutionsjahr 1848 gab es auch in Steyr Krawalle und Unruhen. Als die Stadt am 6. Juni 1849 regierungsfeindlichen Husaren den Durchmarsch gestattete, führte dies zu schweren Verstimmungen mit dem Kaiserhaus. In der Folge bemühte sich die Stadt um Schadensbegrenzung: Der Gemeinderat beschloss der Errichtung eines Votivaltars in der Stadtpfarrkirche, anlässlich der Rettung des Kaisers vor dem Attentat 1853. Am 27. September 1857 besichtigte das Kaiserpaar den in der Wiener Minoritenkirche ausgestellten Altar.
Im Spätsommer 1855 brach in und um Steyr die Cholera aus. Prominentestes Todesopfer war der Waffenproduzent Leopold Werndl. Sein Sohn Josef Werndl begründete die Steyrer Großindustrie.

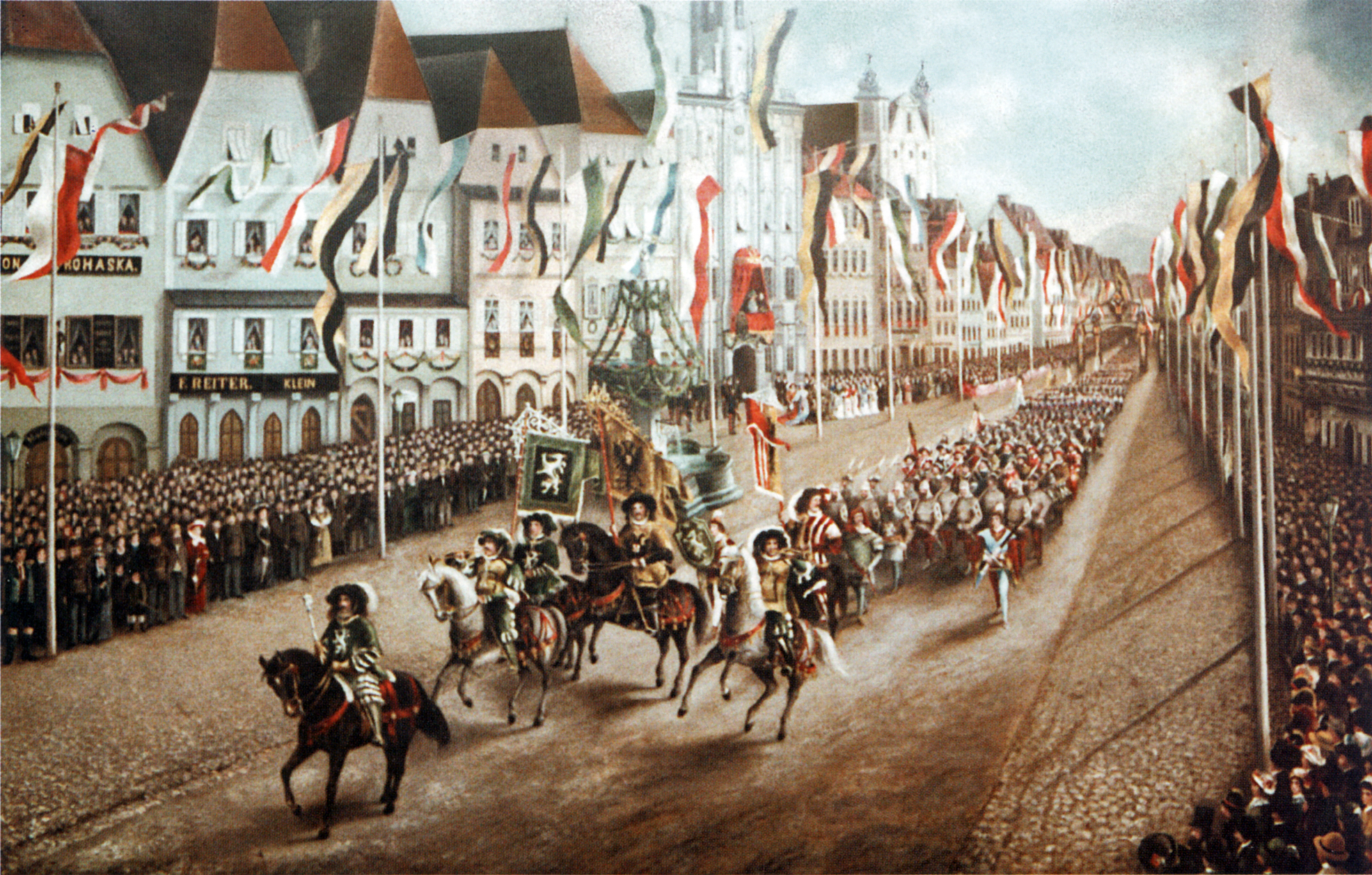
Festumzug zum 900-jährigen Bestand

Im Rahmen der Feierlichkeiten zum 900-jährigen Bestehen besuchte Kaiser Franz Joseph I. am 23. August 1880 die Stadt. Nach dem Empfang durch Honoratoren am Bahnhof um sechs Uhr morgens fuhr die Gesellschaft zum Rathaus, vor dem ein Festzug abrollte. Danach wurden die Gewerbeausstellung, die Versuchswerkstätte und die Werndlsche Waffenfabrik besichtigt. Dem kaiserlichen Besuch gewidmet ist das 1893 enthüllte Bürgerschaftsfenster in der Stadtpfarrkirche. Im Hauptbild empfängt der Heilige Dominikus aus der Hand Mariens einen Rosenkranz. Die Inschrift lautet: Gewidmet von der Bürgerschaft Steÿr zur Erinnerung an die durch die Anwesenheit Sr. k. k. Apostolischen Majestät Franz Josef I. verherrlichte Jubiläumsfeier im August 1880 des 900 jährigen Bestandes der Stadt und des 500 jährigen des uniformirten Bürgercorps in Steÿr.
Anton Bruckner suchte Steyr öfters auf und spielte auf der Chrismannorgel in der Stadtpfarrkirche. Ab 1884 verbrachte er mehrere Sommer in der Stadt und komponierte Teile der 8. und 9. Sinfonie, daran erinnert eine Tafel am Alten Pfarrhof. Steyr errichtete 1898 dem Komponisten das erste Denkmal (Brucknerplatz bei der Stadtpfarrkirche). Die Büste führte Victor Tilgner aus, den Sockel und das übrige Beiwerk Fritz Zerritsch. Während des Zweiten Weltkriegs wurde das Denkmal entfernt und im September 1945 wieder aufgestellt. Franz Schubert hielt sich 1819, 1823 und 1825 in Steyr auf. Die ersten beiden Male wohnte er im Stalzerhaus (Nr. 34), das letzte Mal im Haus Nr. 16 (Schuberthaus).

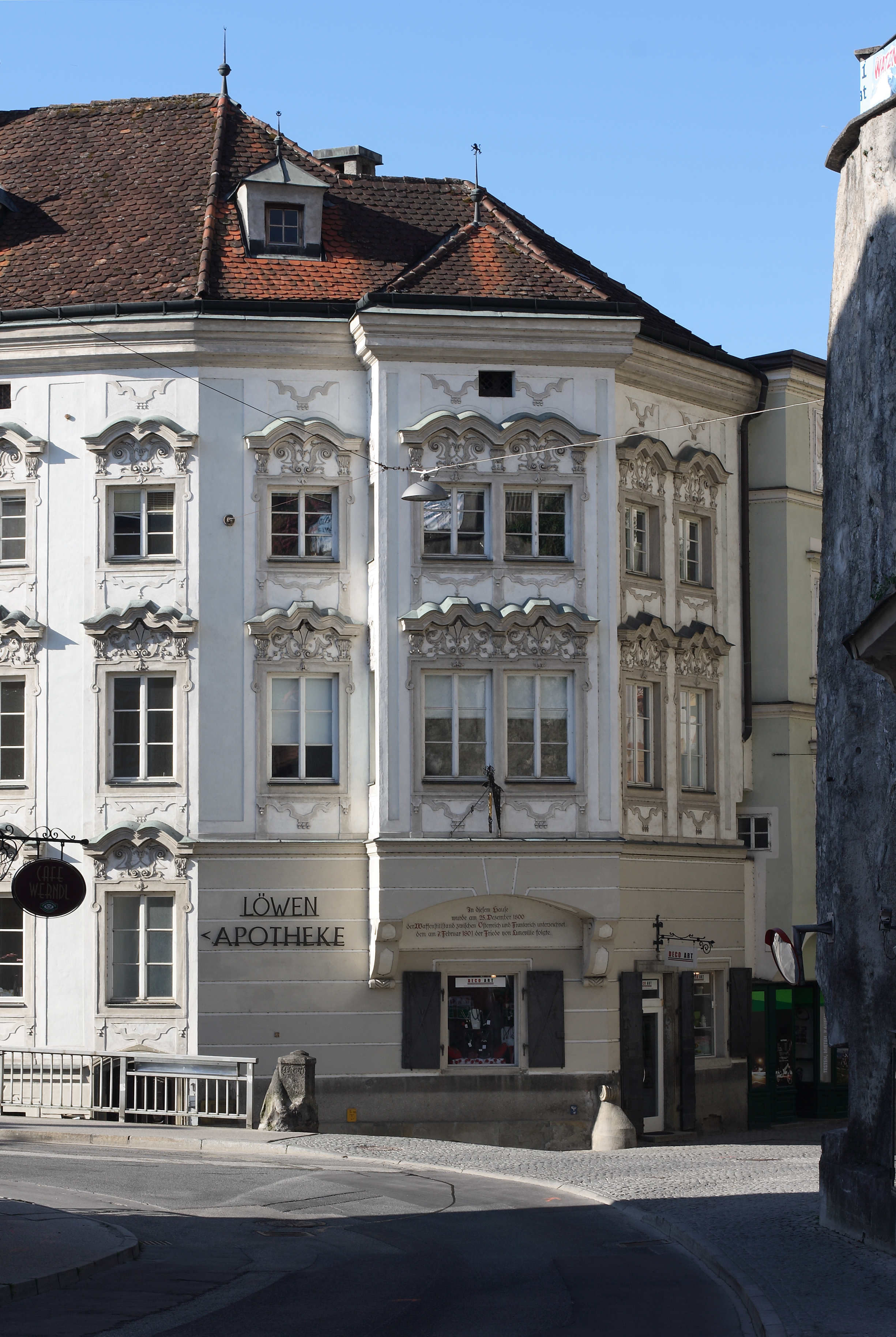
Löwenapotheke bei Zwischenbrücken
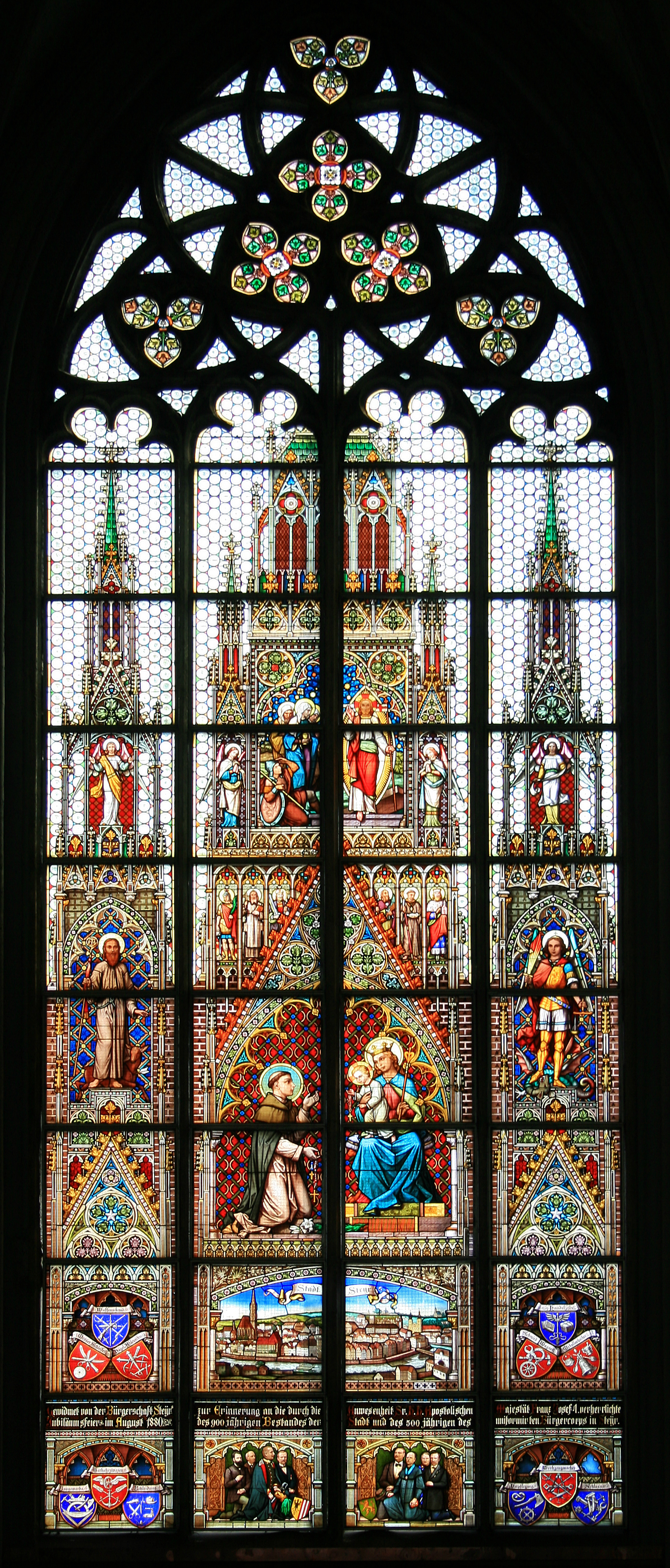
Bürgerfenster in der Stadtpfarrkirche
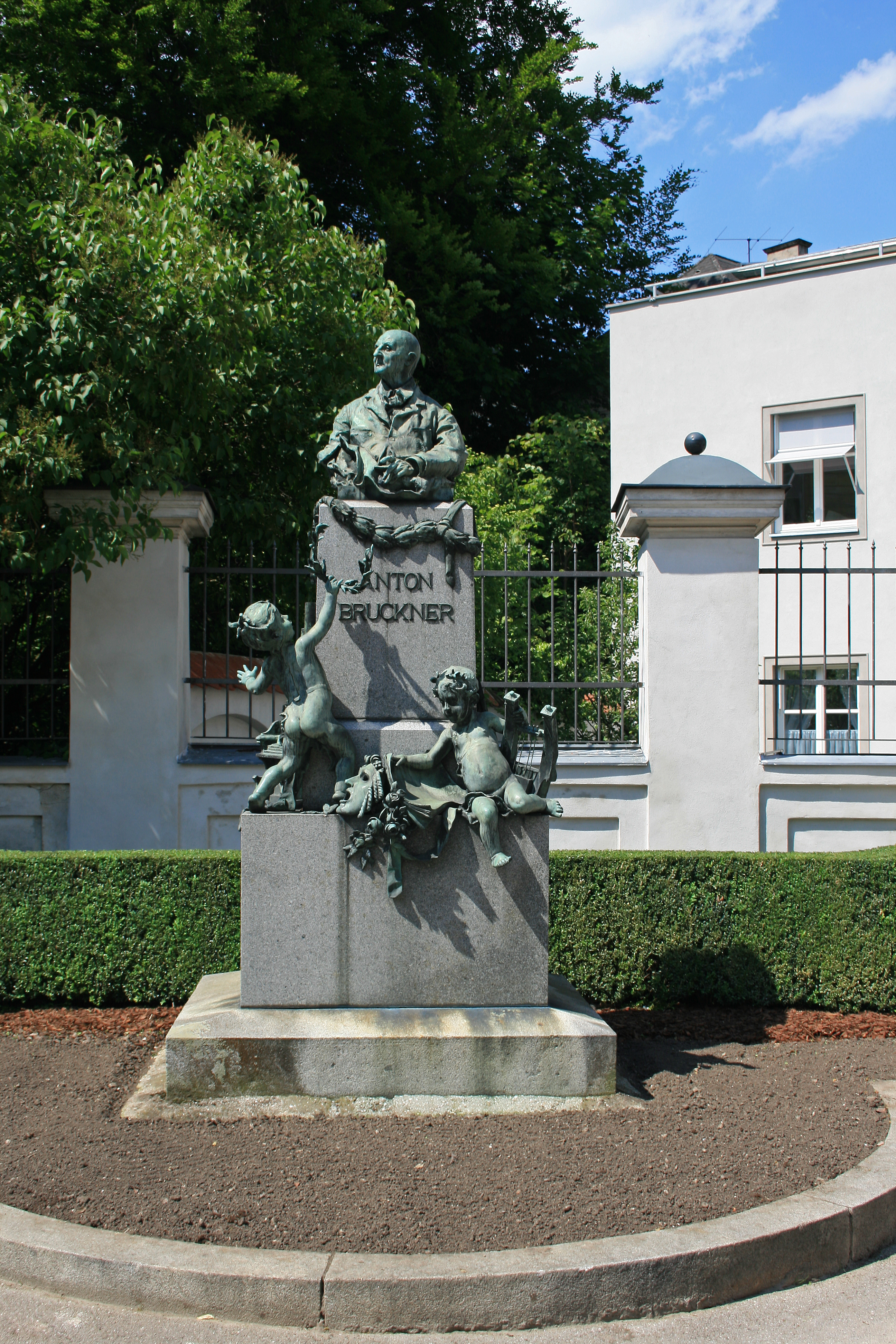
Brucknerdenkmal bei der Stadtpfarrkirche
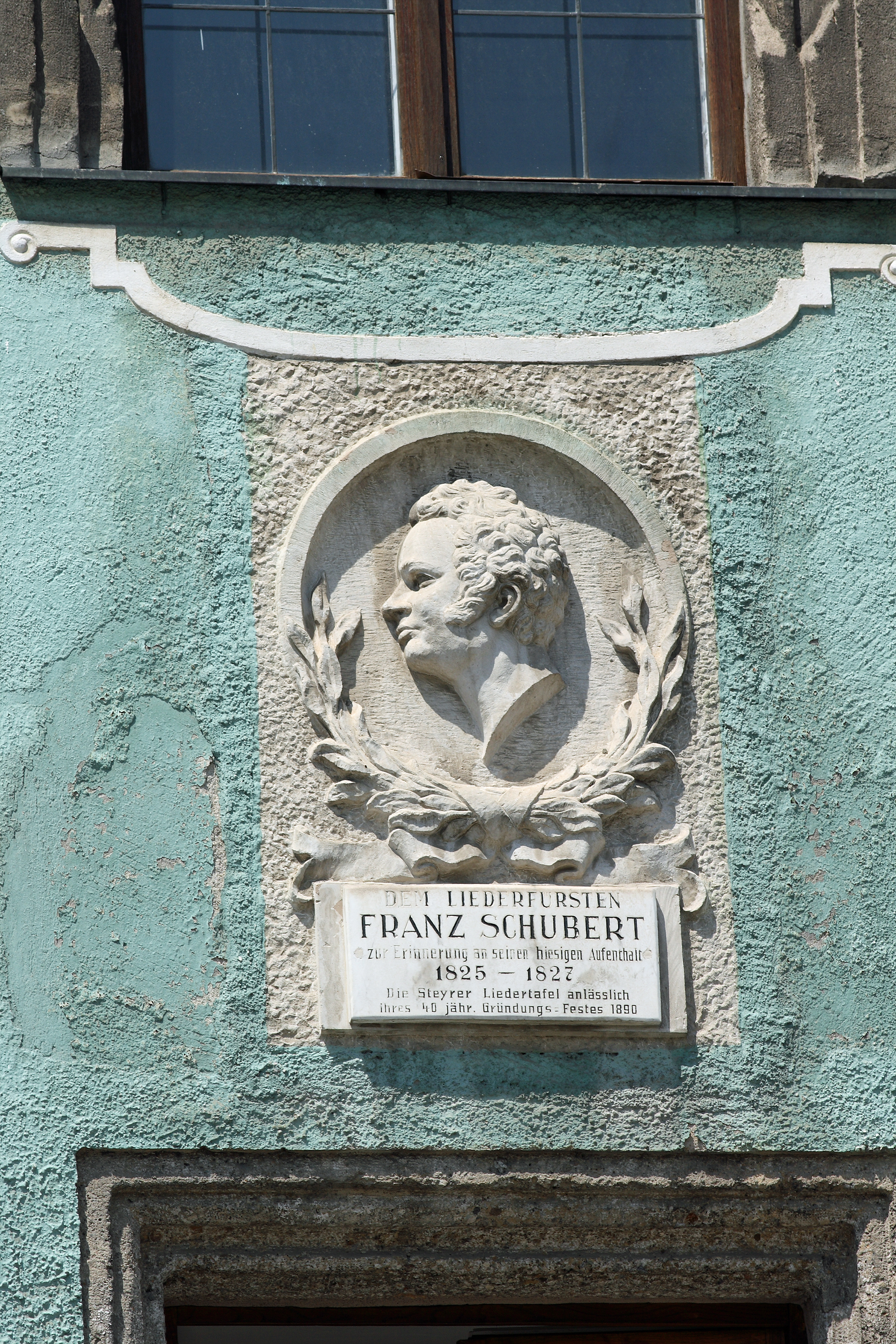
Gedenkplakette am Schuberthaus, Stadtplatz 16

#### Entstehung der Steyrer Großindustrie

Gebäude der Waffenfabrik im Wehrgraben (um 1890)

Bereits im späten Mittelalter siedelten sich im Wehrgraben Gewerbebetriebe an und nutzten die Wasserkraft der Steyr. Dazu wurde ein System von Kanälen angelegt, das im Wesentlichen bis heute erhalten ist. Im 18. Jahrhundert begannen hier ansässige bürgerliche Meister mit der Erzeugung von Säbeln, Bajonetten und Gewehrbestandteilen. 1830 gründete schließlich Leopold Werndl einen Betrieb, in dem er mit 450 Arbeitern Gewehrbestandteile erzeugte. Dem Sohn, Josef Werndl, gelang der große Schritt vom einfachen Unternehmer zum Großindustriellen. In wenigen Jahren baute er die Fabrik seines Vaters zu einer der größten und modernsten Waffenfabriken der Welt aus.
Anlässlich der Electrischen-Landes-Industrie-Forst und culturhistorischen Ausstellung 1884 (2. August bis 30. September) ließ Josef Werndls OEWG einen Teil der Stadt vorübergehend elektrisch beleuchten. Die benötigte elektrische Energie stammte von Dynamomaschinen in verschiedenen Objekten der Waffenfabrik. Neu daran war, dass dieser Strom nicht nur aus Dampfkraft, sondern auch aus Wasserkraft gewonnen wurde. In der ehemaligen Heindlmühle in Zwischenbrücken war eine Turbine installiert, die mit zwei Dynamomaschinen gekoppelt bei durchschnittlich 850 Umdrehungen pro Minute Strom mit 450 Volt und 8 Ampere erzeugte. Werndl baute somit die ersten leistungsfähigen Laufkraftwerke. Am 19. August besuchte Kaiser Franz Joseph I. die Ausstellung, Kronprinz Rudolf und Kronprinzessin Stephanie folgten am 19. September.

Mühlengebäude an den Flussufern: links die Heindlmühle, rechts die Spitalmühle (um 1880)
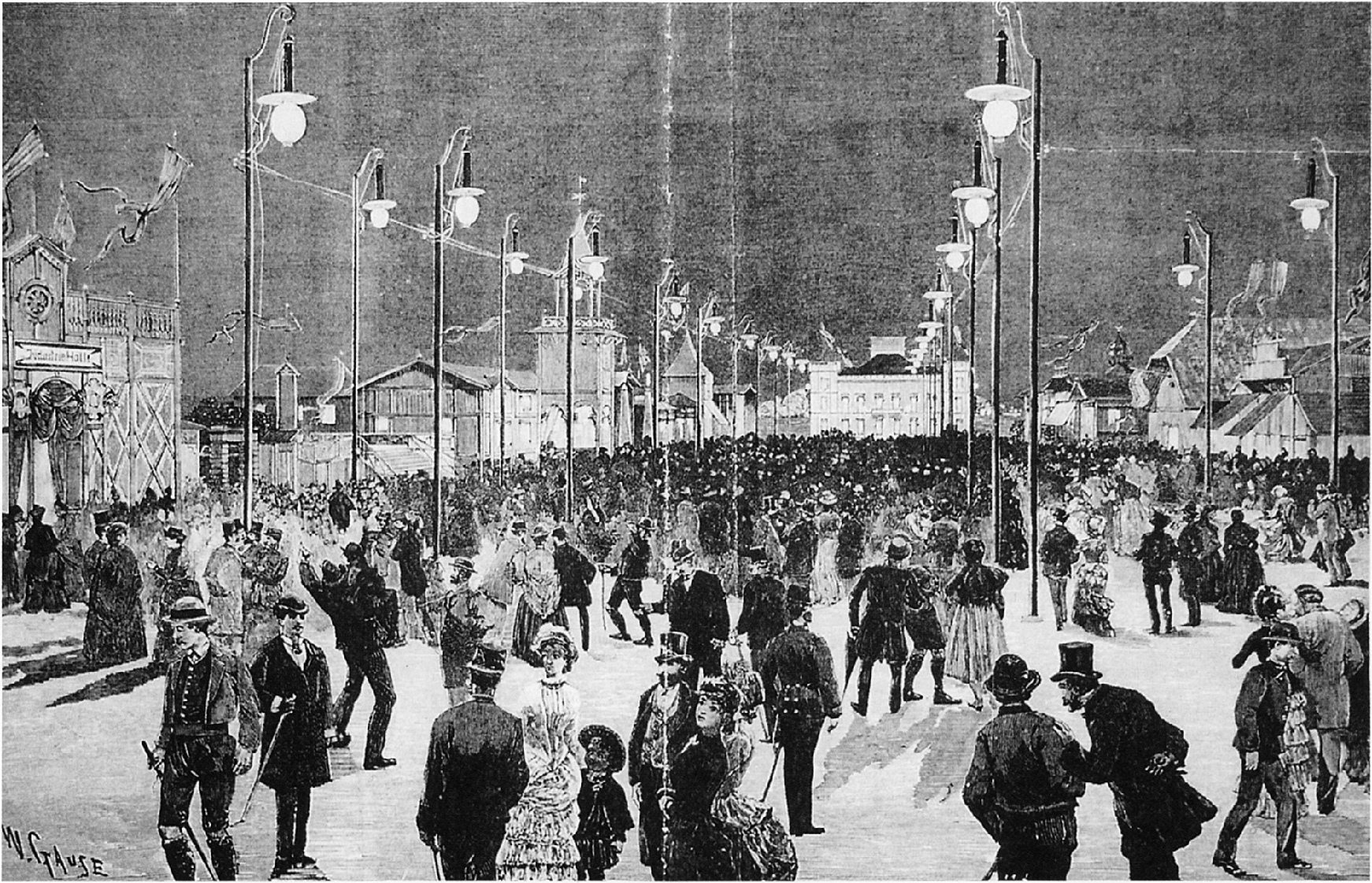
Der erleuchtete Festplatz der Electrischen Ausstellung

#### Schleifung der mittelalterlichen Befestigungsanlagen

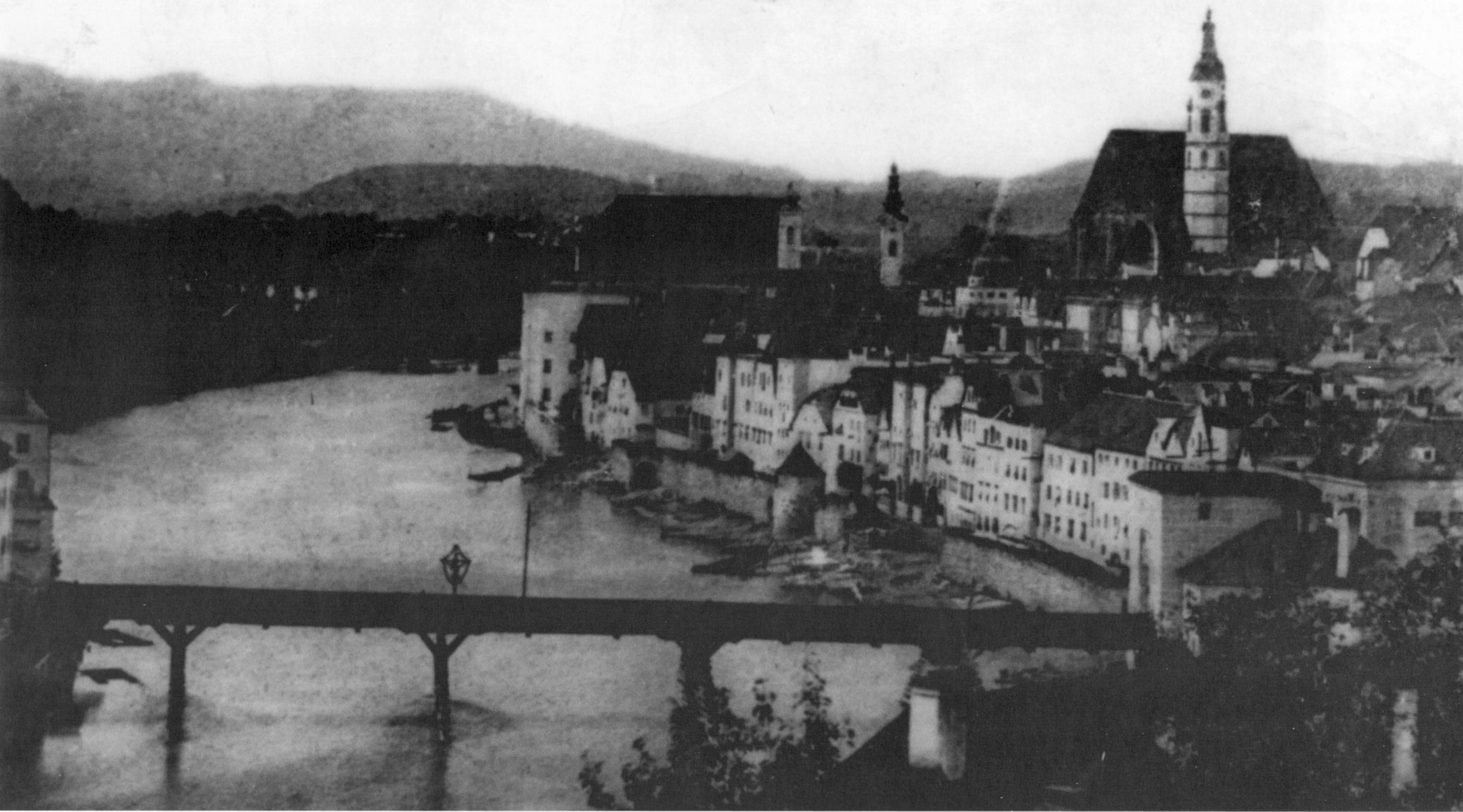
Aufnahme von 1857. Die Stadtmauer am Ennskai wird abgebrochen

Ab 1829 wurden die mittelalterlichen Befestigungsanlagen Schritt für Schritt geschleift. Als Erstes fiel das Steyrtor in Zwischenbrücken. Fürst Lamberg ließ 1838 die Zwingmauer und das den Schlossberg versperrende Tor abbrechen. Nachdem Anfang Mai 1842 ein Brand große Schäden in den Vorstädten Steyrdorf, Bei der Steyr und Wieserfeld anrichtete, wurde im selben Jahr das Schuhbodentor in der Schuhbodengasse abgetragen. 1843 folgten das ebenfalls abgebrannte Gleinkertor in der Gleinkergasse und das Brittingertor in der Kirchengasse. Im März 1844 verschwand das innere Gilgentor bei der Stadtpfarrkirche und das Frauentor in der Frauengasse 1848. Ein kastellartiges Festungstor außerhalb der Stadtpfarrkirche wich 1846 einem Villenbau. Ab 1848 wurde der Graben bei der Stadtpfarrkirche aufgefüllt und die dortige Mauer und der Zwinger abgebrochen. So konnte der Brucknerplatz angelegt werden. Ab Ende Mai 1848 wurde das Wieserfeld planiert. Die Reste des alten Gilgentores existieren seit 1852 nicht mehr und ein Torturm in der Langen Gasse in Ennsdorf (Haratzmüllerstraße) seit 1855. Ab Anfang 1857 wurde die Stadtmauer im Bereich des heutigen Ennskais beseitigt, das mächtige Ennstor in Zwischenbrücken 1864. Josef Werndl ließ 1870/71 den Stadtgraben größtenteils zuschütten und die Promenade erweitern. Die Kosten betrugen etwa 8000 fl. 1891 fiel das Örtltor in der Schlüsselhofgasse.
Im 21. Jahrhundert sind von der Befestigung noch einige Reste erhalten, wie etwa das Schnallentor, das Neutor und das Kollertor. Ein Teil der ehemaligen Stadtmauer trennt die Promenade von der Berggasse, die Häuser in diesem Bereich sind an die Stadtmauer angebaut. Beim Brucknerplatz, hinter der ehemaligen Musikschule, blieb ein kurzer Abschnitt des Stadtgrabens erhalten, der 2007 öffentlich zugänglich gemacht wurde. Unterhalb der Stadtpfarrkirche und des Stadtpfarrhofes befinden sich ein Wehrturm und ein weiterer teils erhaltener Abschnitt der Stadtmauer bis zum Neutor.

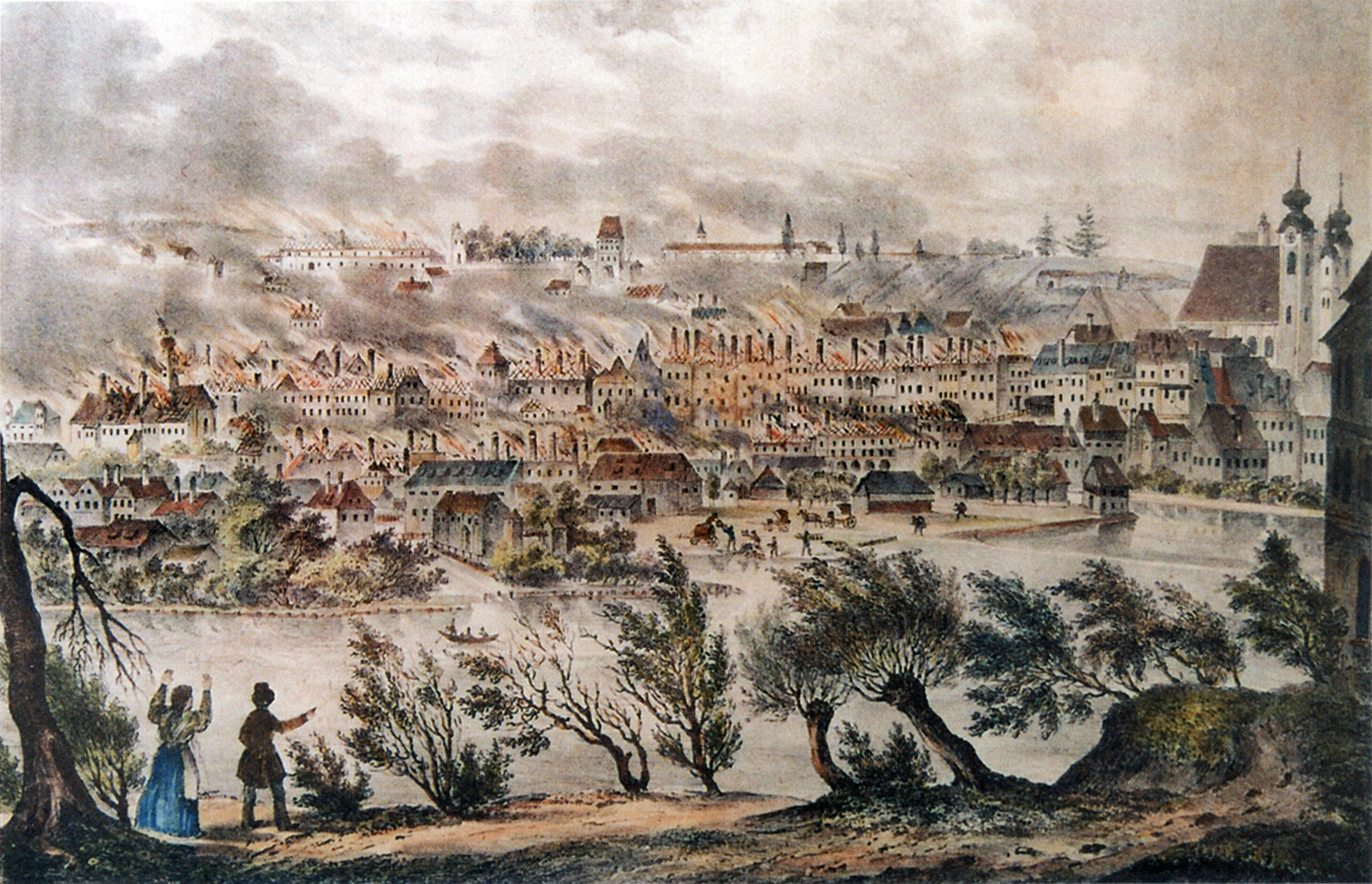
Großbrand in den Vorstädten 1842
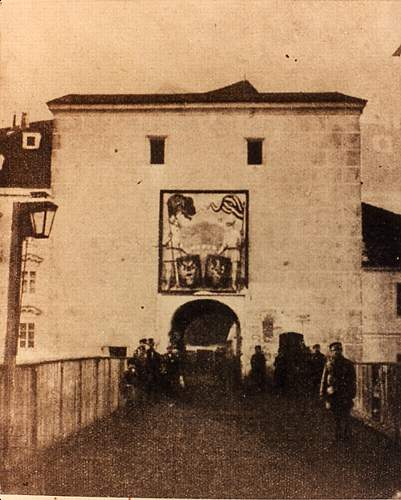
Ennstor (spät. 1864)
Das Örtltor 1890
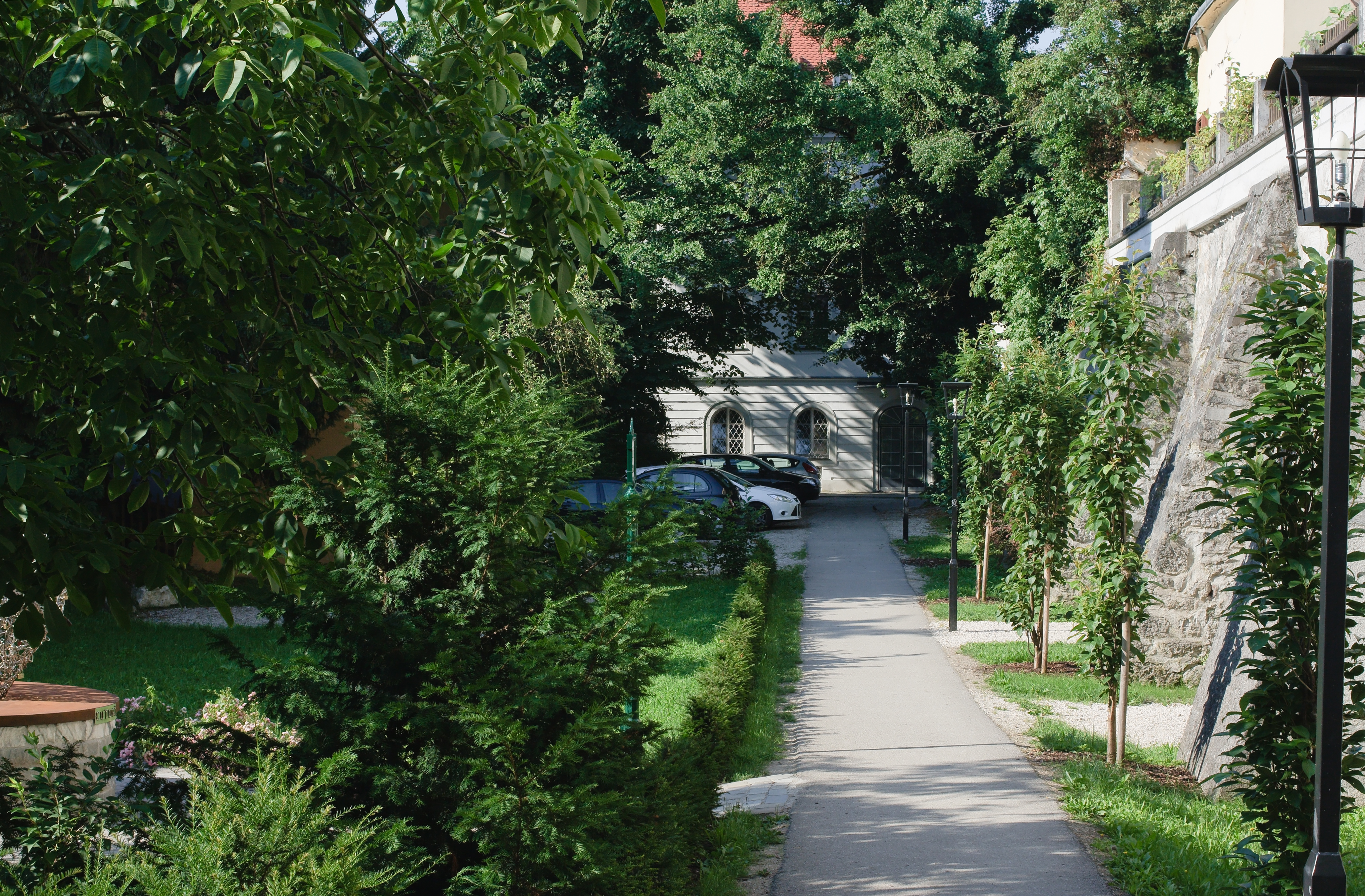
Stadtgrabenweg
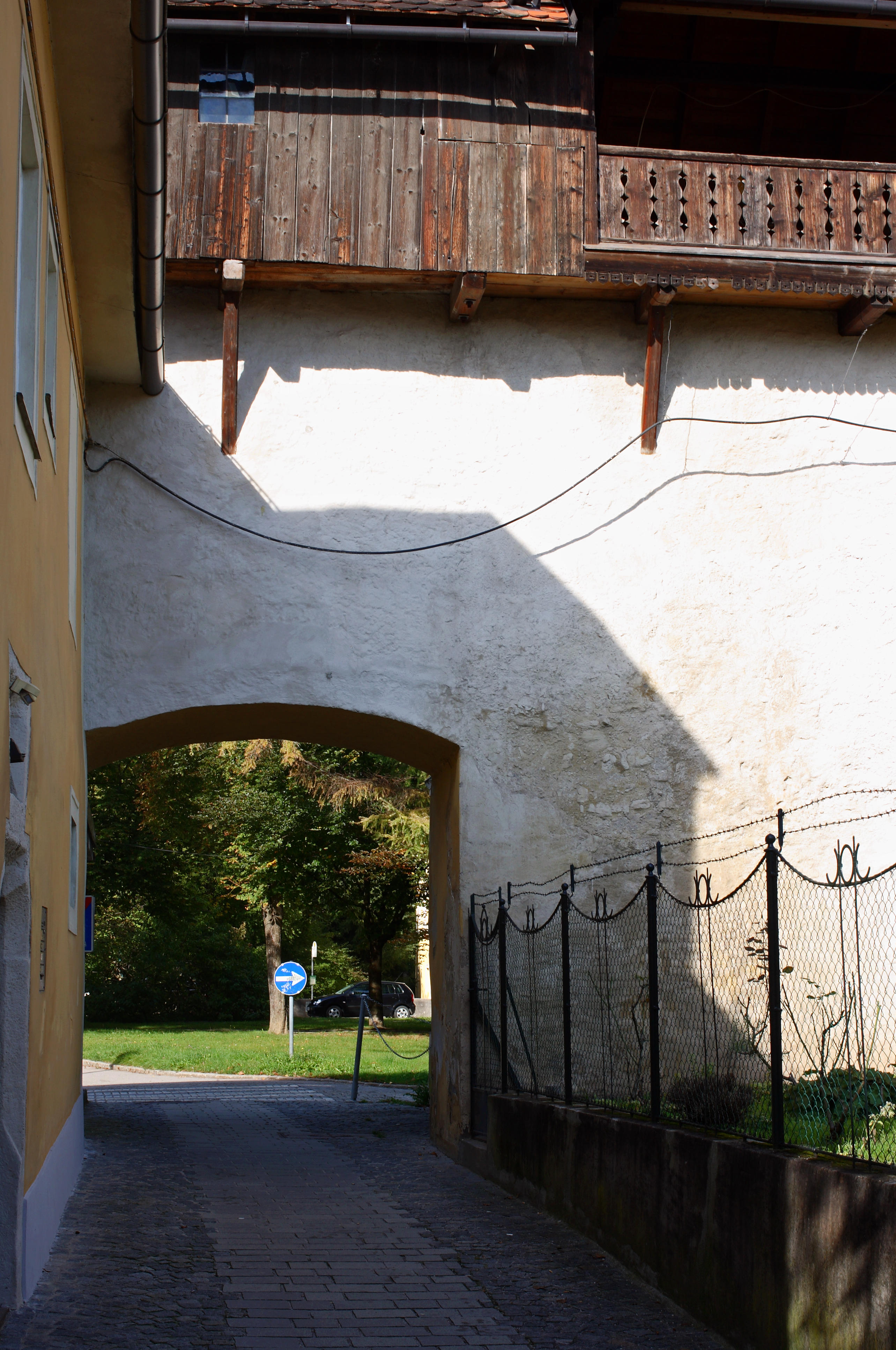
Stadtmauerdurchgang von der Berggasse zur Promenade
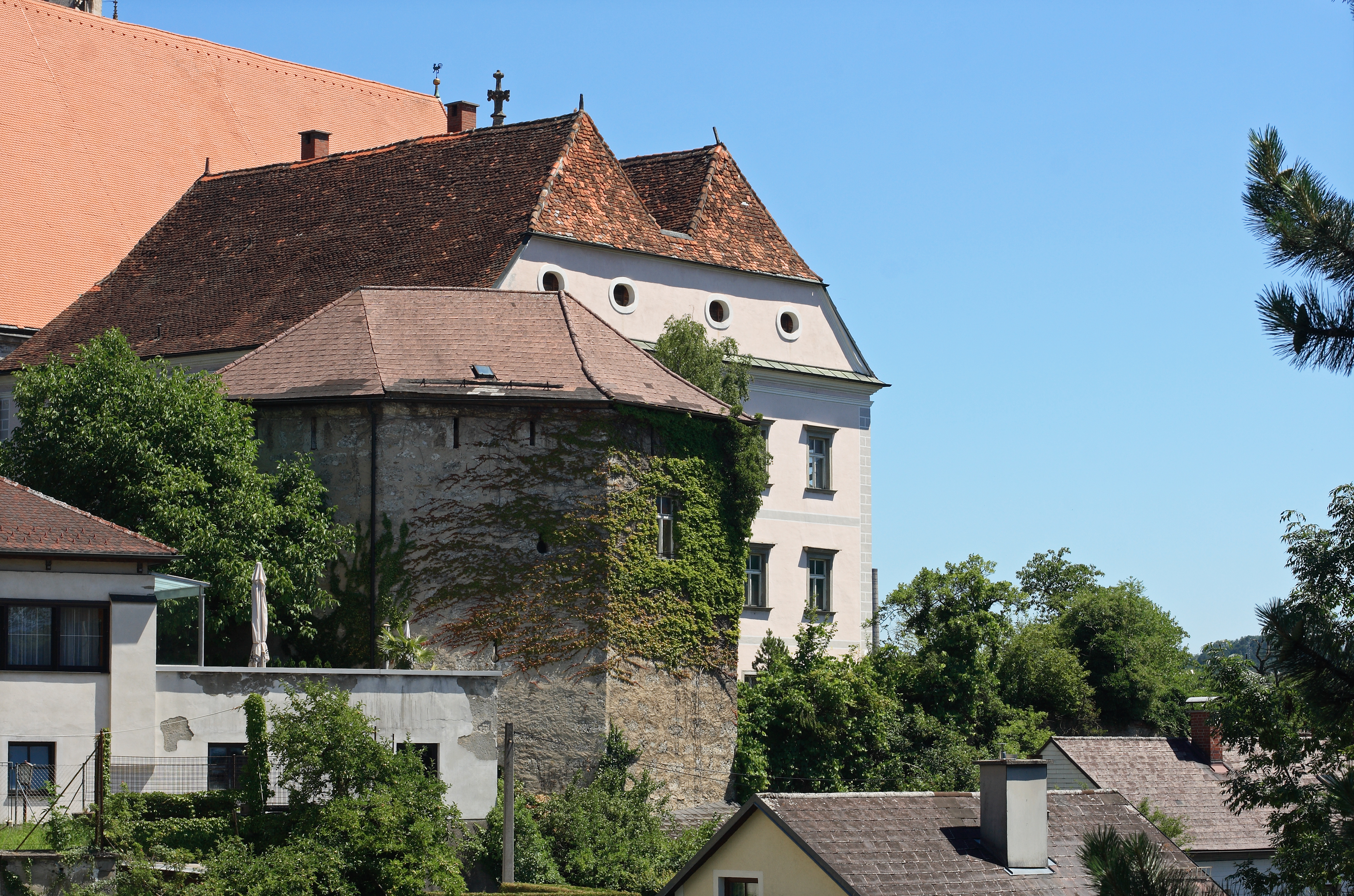
Ehemaliger Wehrturm unterhalb des Pfarrhofes
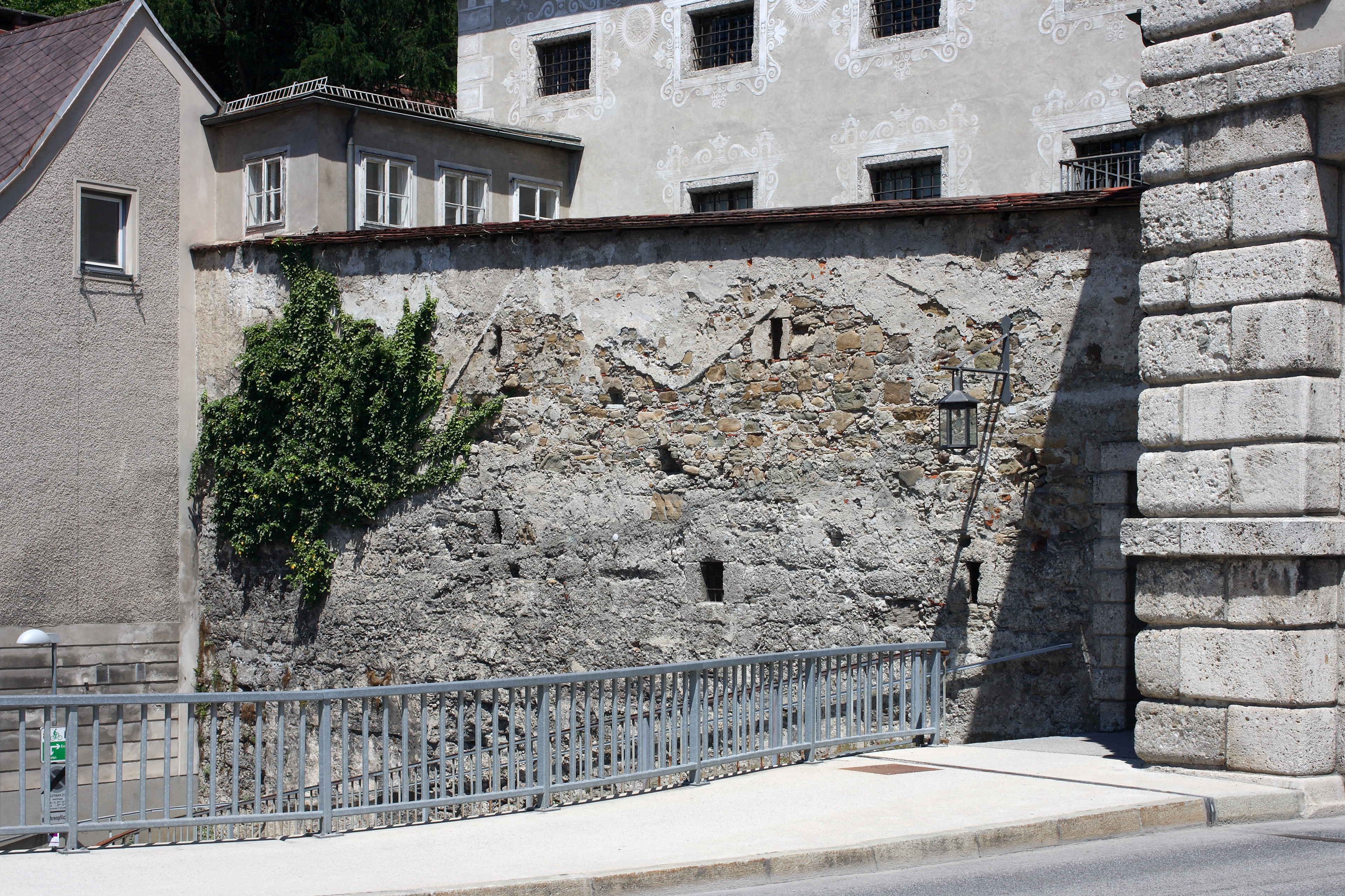
Erhaltener Teil der Stadtmauer beim Neutor

### Frühes 20. Jahrhundert

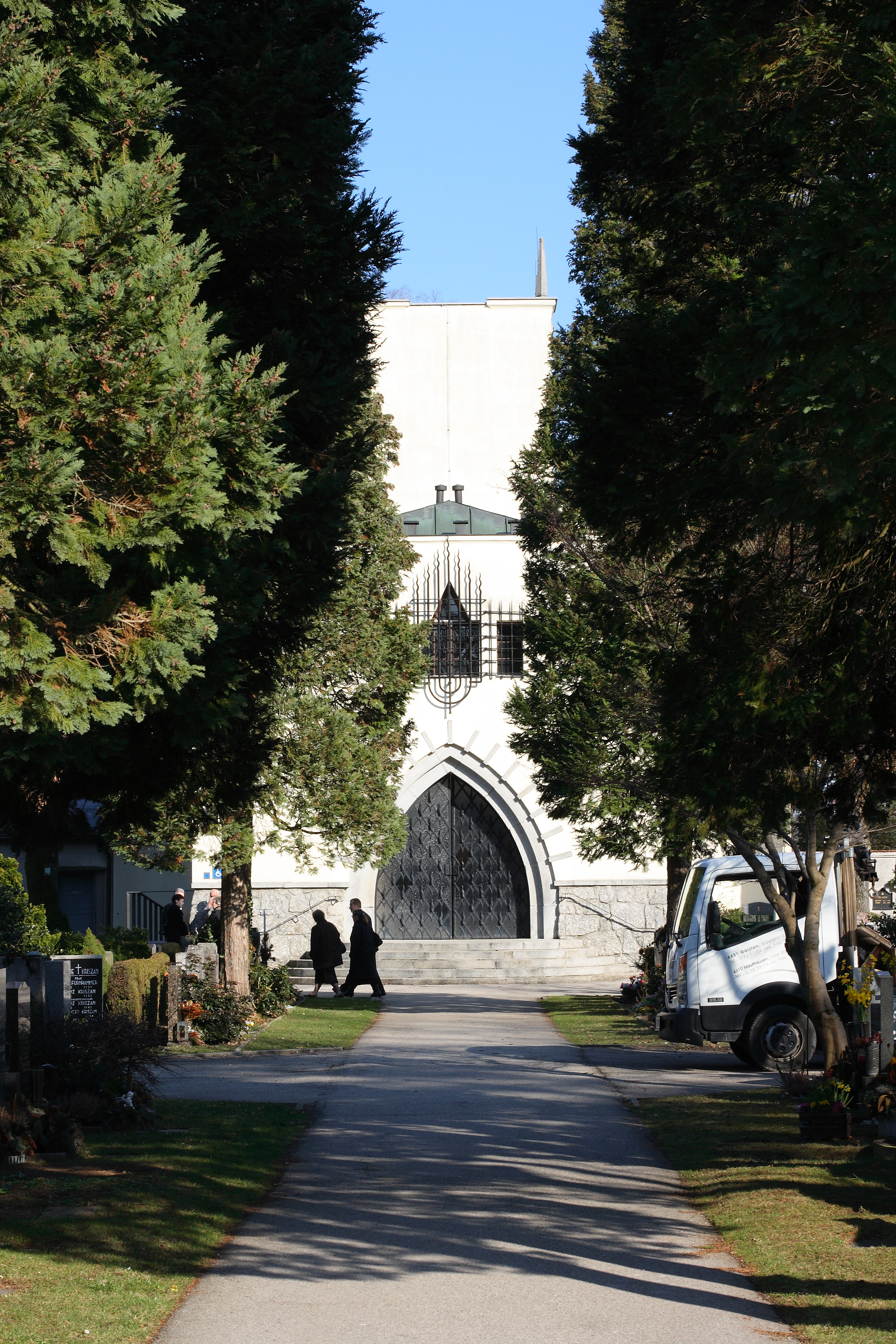
Krematorium am Urnenfriedhof

Mitte September 1916 wurde Steyr Schauplatz eines Streiks von 6000 Arbeitern, die damit ihrer Unzufriedenheit über die herrschende Lebensmittelknappheit Ausdruck verleihen wollten. Das Ende der Monarchie bewirkte eine Umkehrung der Machtverhältnisse. Bis 1918 waren bürgerlich-deutschnationale Kreise tonangebend – durch das allgemeine freie Wahlrecht wandelte sich Steyr zur sozialistischen Arbeiterstadt.
Am 1. Jänner 1919 wurde nach dem Vertrag vom 8. Oktober 1917 die heutige Katastralgemeinde Gleink eingemeindet (die Gemeinde bestand noch bis 1938, diese Teile kamen zu Wolfern respektive Dietach). Aichet, Wieserfeld, Bei der Steyr und Steyrdorf bildeten den zweiten Stadtbezirk Steyrdorf. Nach Gemeinderatsbeschluss von 21. Juni 1919 wurde Steyr in folgende Bezirke unterteilt: Stadt, Steyrdorf, Stein, Ort, Ennsdorf.
Zwischen 1926 und 1927 ließ der Bestattungsverein „Die Flamme“ vom Architekten Franz Koppelhuber das erste oberösterreichische Krematorium errichten. Die Eröffnung war am 26. Juni 1927, Ende 1939 erwarb es die Stadt um 115.000 Reichsmark. Von Koppelhuber stammt auch das Kriegerdenkmal bei der Stadtpfarrkirche.
Die wirtschaftlichen Schwierigkeiten der Ersten Republik trafen Steyr besonders schwer, und die Arbeitslosigkeit blieb bis 1938 ein gravierendes Problem. Die Weltwirtschaftskrise von 1929, die besonders die oberösterreichische Eisenindustrie traf, verschärfte die Lage: Zwischen dem 30. Juni 1929 und dem 25. Jänner 1930 entließen die Steyr-Werke, der größte Arbeitgeber, 70 % ihrer Belegschaft. Ende 1931 benötigte rund die Hälfte der Bevölkerung Arbeitslosenunterstützung und andere öffentliche Fürsorge, Ende November 1932 waren 4359 Personen als arbeitslos gemeldet. Die finanzielle Lage der Stadtverwaltung wurde prekär: Weder die Abtretung der städtischen Polizei an den Bund, noch der Verkauf des Krankenhauses an das Land Oberösterreich konnten daran etwas ändern: Am 24. Oktober 1931 erklärte die Gemeinde den Bankrott. Es kam immer wieder zu Auseinandersetzungen zwischen bürgerlicher Heimwehr und sozialistischem Schutzbund. Die Februarkämpfe 1934 in vielen österreichischen Städten erfassten auch Steyr, der Widerstand des verbotenen Schutzbundes wurde jedoch durch Militär, Bundespolizei und Schutzkorps rasch gebrochen. Am 17. Februar 1934 begannen im Gebäude des Kreisgerichts die Prozesse gegen die Aufständischen. In der Folge blieb die Stadtleitung bis zum Anschluss Österreichs 1938 bürgerlich klerikal.
Am 1. April 1935 kamen die Ortschaften Neuschönau, Jägerberg und Ramingsteg aus der Gemeinde St. Ulrich hinzu. Aus den nicht einbezogenen Teilen Jägerbergs wurde die neue Katastralgemeinde St. Ulrich gebildet.

### Nationalsozialismus und Zweiter Weltkrieg

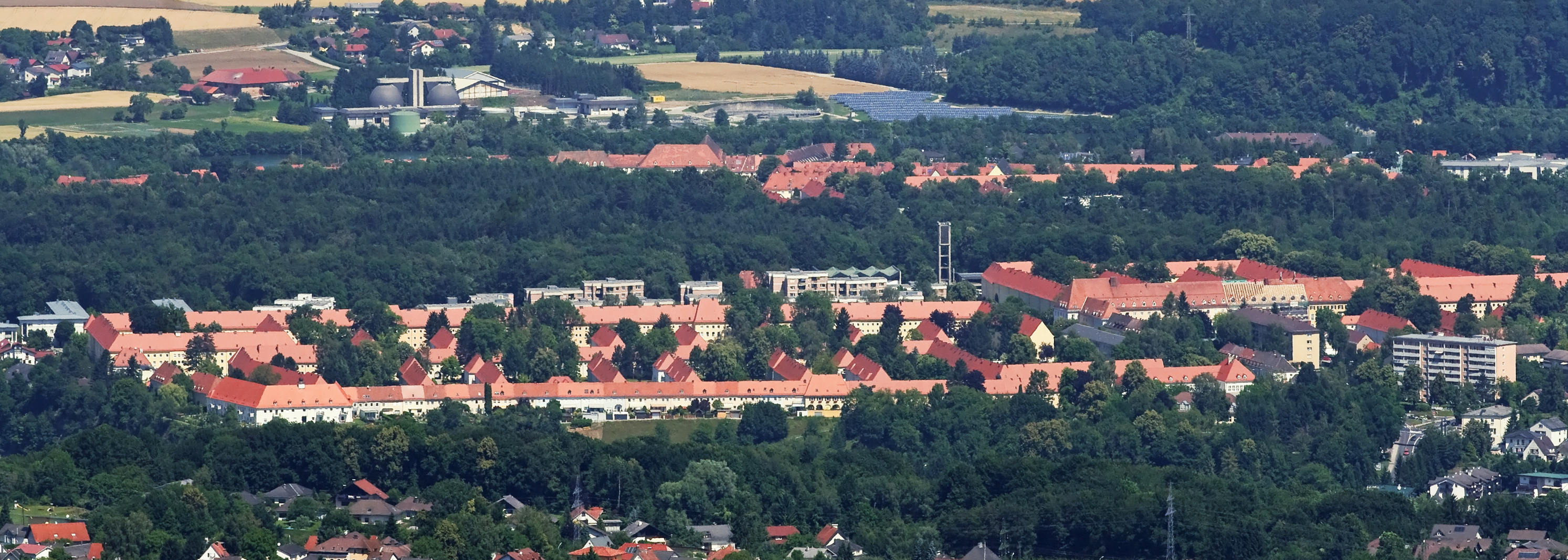
Blockbebauung Münichholz, Blick von der Dambergwarte, Juli 2014

Die umfangreichsten Erweiterungen erfolgten 1938. Nach Beschluss vom 15. Oktober kamen folgende Gebiete hinzu: Münichholz, Hinterberg, Gleink, Grünberg, Stein, Christkindl und Garsten. Die Wohnungs AG der Reichswerke Hermann Göring errichtete in Münichholz (Minichholz) 2500 Wohnungen und zog damit einen komplett neuen Stadtteil hoch.
Im Zweiten Weltkrieg erlitt Steyr als Industriestandort und somit als strategisches Bomberziel schwere Zerstörungen und Verluste. Der erste Angriff erfolgte am 23. Februar 1944 durch die amerikanische Fifteenth Air Force als Teil der „Big Week“. Er forderte 15 Tote und 55 Verletzte. Beim zweiten Angriff am 24. Februar starben 212 Menschen, 371 wurden verletzt. Knapp 1000 Bomben wurden auf Steyr abgeworfen. 112 Gebäude wurden dabei zerstört und an die 400 schwer beschädigt.
Von 1942 bis 1945 war der Stadtteil Münichholz Standort für das KZ-Nebenlager Steyr-Münichholz. Dort waren bis zu 3090 Häftlinge untergebracht, die in den Steyr-Werken zur Rüstungsproduktion herangezogen wurden und für den Bau von Straßen und Luftschutzbunkern in Steyr Zwangsarbeit leisten mussten.
Am 5. Mai 1945 zogen Amerikaner (das 761st Tank Battalion) in Steyr ein, am 9. Mai folgten mit der 1. Ukrainischen Front sowjetische Truppen aus dem Osten. Sie befreiten Steyr nicht nur von der nationalsozialistischen Herrschaft, sondern auch die zahlreichen Zwangsarbeiter in den Lagern rund um die Hermann-Göring-Werke. Durch die zahlreichen Flüchtlinge und Soldaten stieg im Mai 1945 die Bevölkerungszahl auf 103.000 an.

### Nachkriegszeit 1945 bis 1955
Die Probleme der Stadtverwaltung nach dem Zweiten Weltkrieg waren vor allem die Beseitigung der Bombenschäden sowie die Wiederherstellung und Verbesserung der Infrastruktur. In der langen Steyrer Stadtgeschichte gibt es keinen Zeitabschnitt, der eine so umfangreiche Neugestaltung aufweisen konnte wie dieser. Errichtet wurden zahlreiche Wohn- und Schulbauten, Bäder und Sportanlagen, Bildungseinrichtungen, Fernheizwerke, die neuen Brücken über Enns und Steyr und mehrere neue Betriebe.

### Geschichte seit den 1950er Jahren
1972 bis 1978 kam es zu einer erbitterten Auseinandersetzung einer Bürgerinitiative mit der Steyrer Kommunalverwaltung wegen der Erhaltung des historischen Wehrgrabens. Während die Bürgerinitiative die denkmalgerechte Erhaltung des historischen Stadtteiles forderte, plante die Stadt Steyr, sowohl die Gerinne zuzuschütten als auch zahlreiche bauliche Umgestaltungen vorzunehmen. Der Streit endete nicht zuletzt durch die engagierte Unterstützung des Steyrer Kunstprofessors Heribert Mader und zahlreicher Medien mit einem Sieg für die Erhalter des Stadtteiles.
1979 erfolgte der Baubeginn des BMW-Motorenwerkes, das seither zum größten Betrieb in Steyr avancierte. 2004 beschäftigte BMW in Steyr 2800 Mitarbeiter. Mittlerweile produziert die BMW Motoren GmbH Steyr über 1 Million Motoren (4- und 6-Zylinder-Benzin- und Dieselmotoren). Etwa 80 % aller Fahrzeuge der Marke BMW werden von einem Motor, produziert in Steyr, angetrieben. Im Werk Steyr werden sämtliche Dieselaggregate von BMW entwickelt.
Im Jahr 1980 feierte die Stadt ihr 1000-jähriges Bestehen, zu diesem Anlass wurde Schloss Lamberg seit 1977 restauriert – 1980 beherbergte es die Landesausstellung über die Hallstattkultur. Das mehrtägige Stadtfest am Stadtplatz war ursprünglich als Event zur 1000-Jahr-Feier gedacht, seitdem wird es jedoch jährlich im Juni neu ausgerichtet. Im Herbst eröffnete das in den späten 1950ern geschlossene alte Theater an der Promenade neu (siehe auch Abschnitt Theater). Die österreichische Post veröffentlichte am 4. Juni 1980 die Sonderpostmarke Tausend Jahre Steyr mit einem Kupferstich aus dem Jahr 1693. Weiters wurde eine 500-Schilling-Gedenkmünze herausgegeben.
Ab 1988 begann die Zerteilung und der Verkauf der Steyr Daimler Puch AG. Den Beginn machte der schwedische SKF-Konzern, der das angeschlagene Steyrer Wälzlagerwerk übernahm. Am 12. September 1989 stimmte der Aufsichtsrat von Steyr-Daimler-Puch dem Verkauf des LKW-Werkes an den deutschen Konzern MAN zu. Auch die deutsche Zahnradfabrik (ZF) und der Magna-Konzern von Frank Stronach kauften sich in Steyr ein.
Die von 1903 bis 1905 errichtete Artilleriekaserne am Tabor (Rooseveltstraße) wurde am 15. Mai 1968 nach dem in Steyr geborenen Infanterie-General Ignaz Trollmann von Lovcenberg in „Trollmann-Kaserne“ umbenannt. Auf dem seit 2001 aufgelassenen Kasernenareal wurden die meisten Gebäude ab 2013 abgebrochen um einem Einkaufszentrum Platz zu machen.
Die Stadt ist durch ihre Lage an zwei Flüssen häufig von stärkeren Überflutungen betroffen, wie zuletzt am 2. Juni 2013. Im Sommer 2002 verursachte heftiger Starkregen ein Jahrhunderthochwasser: Die Enns stieg am 12. August 2002 auf 1040 cm und überflutete den Stadtplatz.

### Im 21. Jahrhundert
- 2015 wurde Steyr der Ehrentitel Reformationsstadt Europas durch die Gemeinschaft Evangelischer Kirchen in Europa verliehen.[56]
- Oberösterreichische Landesausstellung 2021: Im Jahr 2021 richtete Steyr unter dem Titel Arbeit, Wohlstand, Macht die Oberösterreichische Landesausstellung aus.[57]

## Geschichte der jüdischen Einwohner

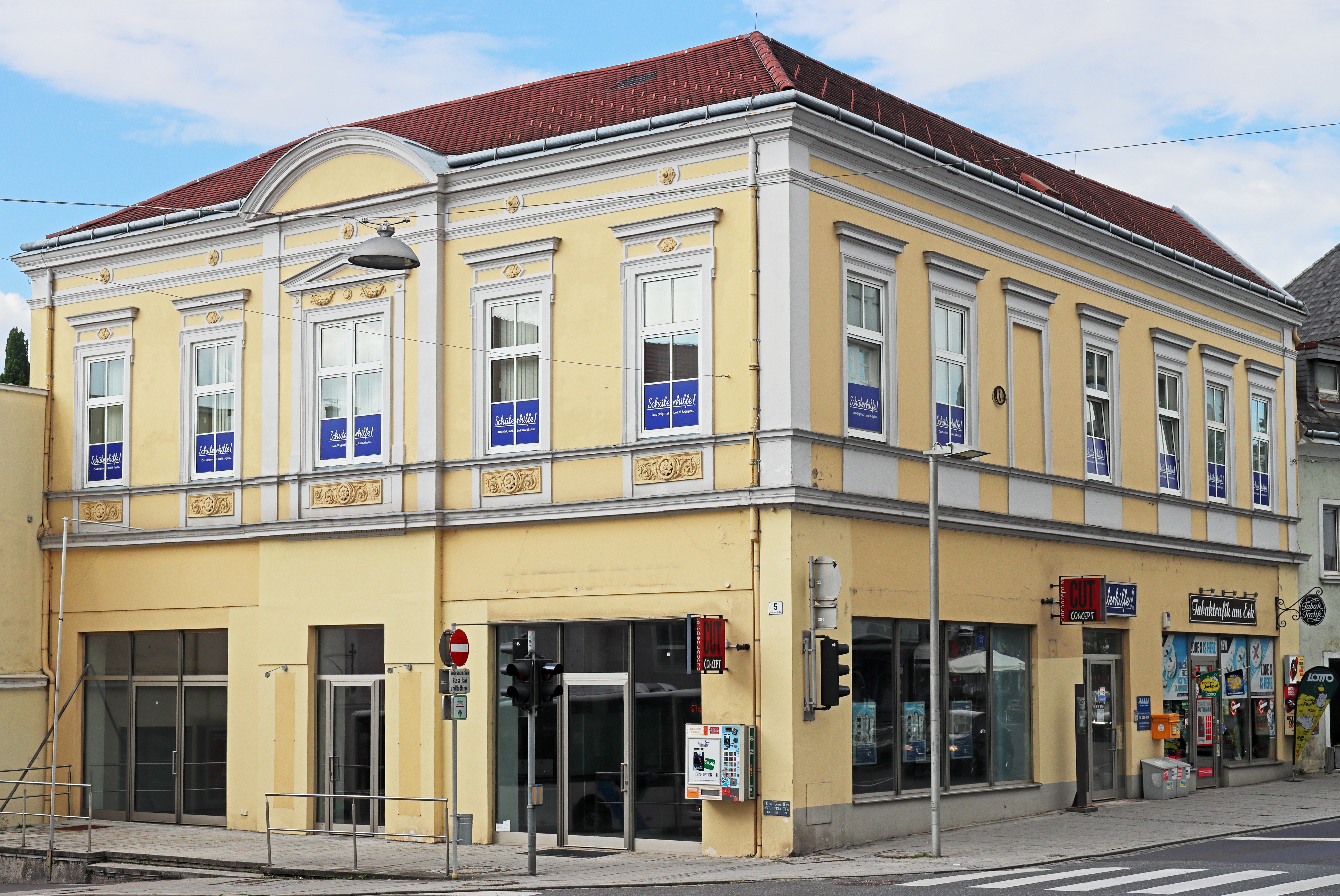
Das ehemalige Bethaus an der Ecke Bahnhofstraße / Pachergasse (Juli 2023)
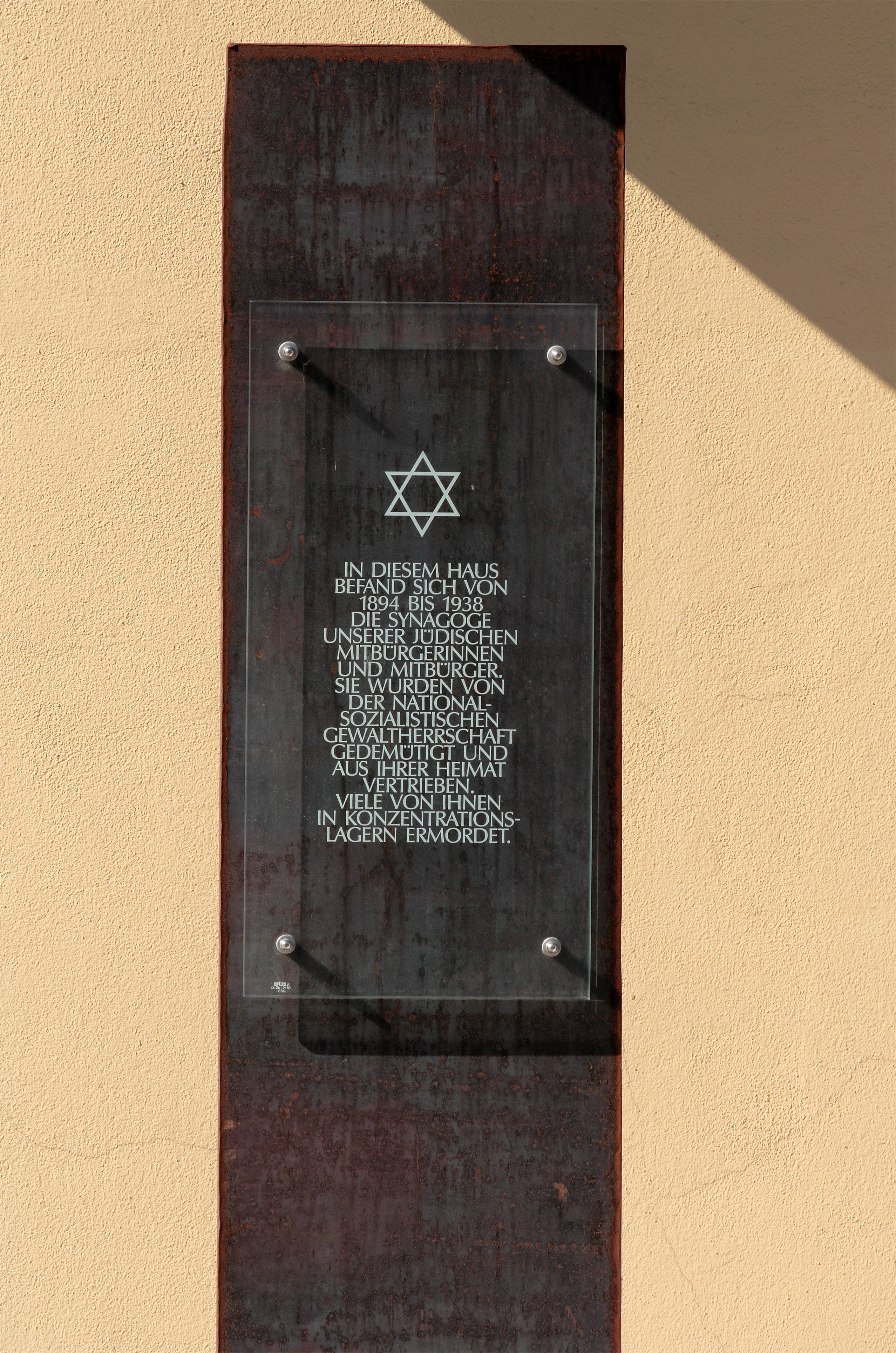
Gedenkstele vor dem Haus in der Pachergasse (März 2011)

Juden sind seit dem 14. Jahrhundert in der Stadt nachweisbar: 1371 verbot Herzog Albrecht III. ihnen den Handel mit Wein und Getreide. 1420 wurden Garstner Juden der Hostienschändung beschuldigt und in Wien gefangen genommen. Das Toleranzpatent Josephs II. brachte 1782 eine rechtliche Besserstellung.
Die Zahl der jüdischen Einwohner blieb im 19. und 20. Jahrhundert relativ gering. 1851 und 1852 ließen sich Familien aus Böhmen in der Stadt nieder, 1855 gab es sieben Familien. Die Volkszählung 1857 wies 50 Israeliten in 16 Familien aus, die fast ausschließlich Hausier- und Tauschhandel mit rohen Produkten und Waren betrieben. Ein Israelitischer Cultusverein stammt vom 3. November 1870. Ab April 1874 richtete dieser eine eigene jüdische Begräbnisstätte am Taborfriedhof ein.
1894 wandelte sich der Cultusverein zur Kultusgemeinde. Diese kaufte am 31. Oktober desselben Jahres eine ehemalige Gastwirtschaft in der Bahnhofsstraße und richtete darin ein Bethaus ein. Ende 1891 wohnten 174 Israeliten in der Stadt. Ein jüdischer Frauenverein datiert von 1930. Zur Zeit des Anschlusses 1938 gab es in Oberösterreich mit Linz und Steyr zwei israelitische Kultusgemeinden. Im Juli 1938 setzten die ersten Verhaftungen von Steyrer Juden ein. Die Kultusgemeinde wurde am 1. Oktober 1938 von der Gestapo aufgelöst; das Bethaus in der Bahnhofstraße war schon zuvor „arisiert“ worden und entging so der Zerstörung. Es ist das einzige erhalten gebliebene Synagogengebäude Oberösterreichs und steht seit 2008 unter Denkmalschutz.
Nach dem Zweiten Weltkrieg waren viele jüdische Flüchtlinge in Steyr untergebracht: Das Lager für Displaced Persons (DP) in der Artilleriekaserne beherbergte damals durchschnittlich 1800 von ihnen. Zu Beginn 1948 wurde es in die Verwaltung der Kommission der International Refugee Organization (IRO) übernommen. Eine neugegründete Kultusgemeinde löste sich durch den allmählichen Wegzug bald wieder auf – 1959 gab es nur noch fünf Personen jüdischen Glaubens in Steyr.
„Seit November 2008 erinnert ein Denkmal in Steyr namentlich an die lokalen 86 jüdischen Opfer der NS-Zeit.“

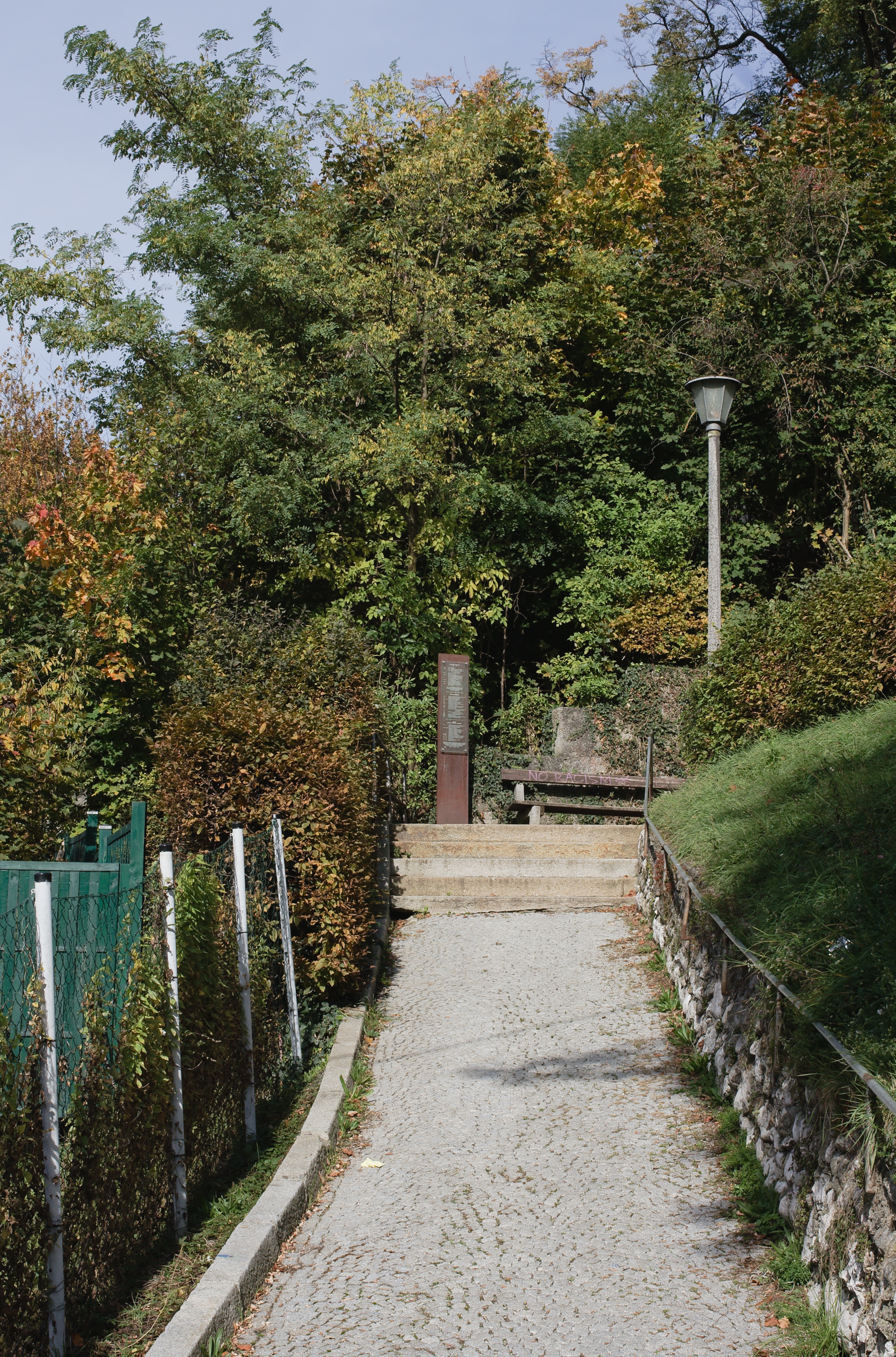
Friedrich-Uprimny-Stiege mit Stele (2013)
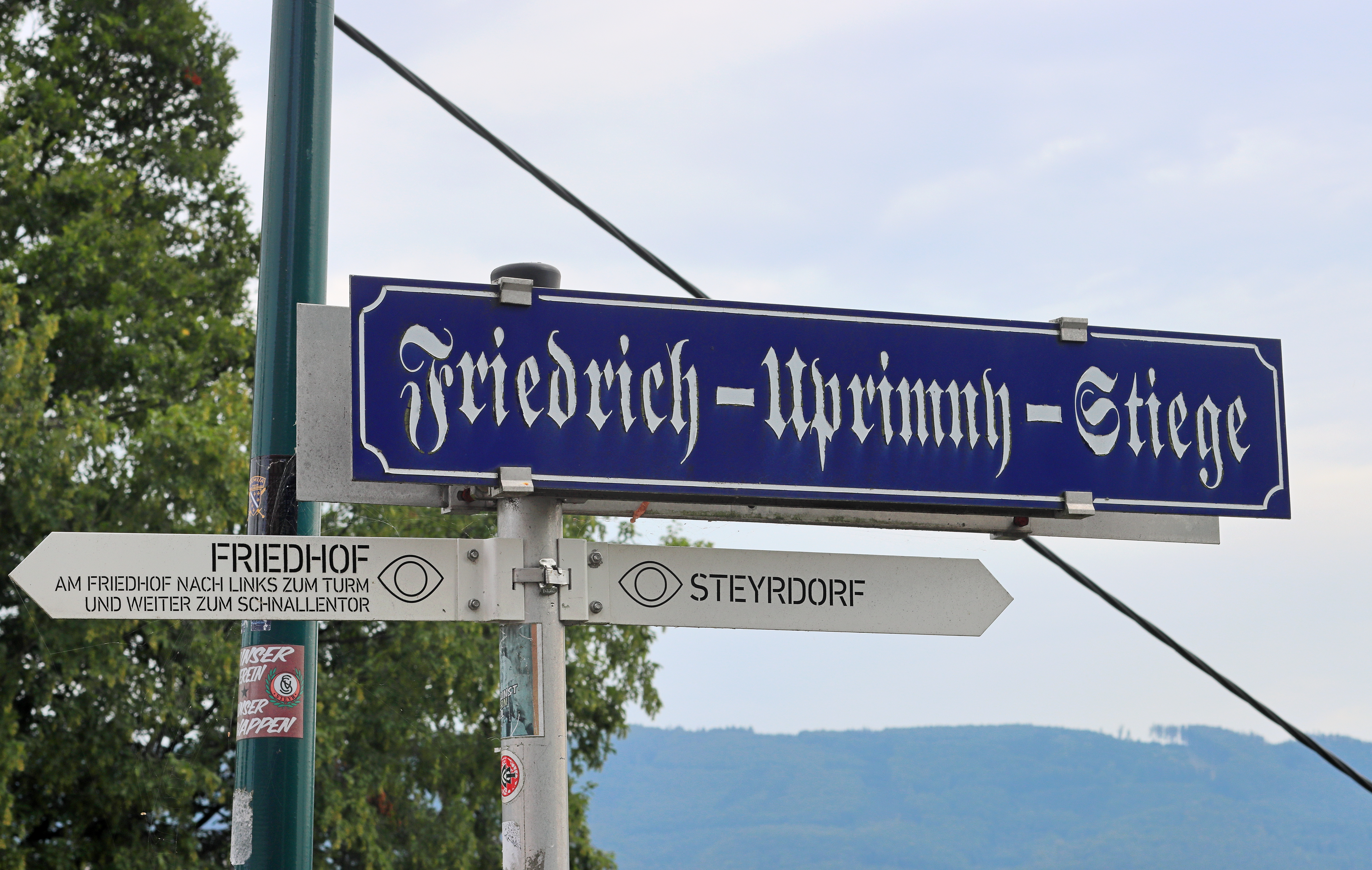
Schild am obere Ende beim Taborweg (2024)

Im November 1992 ersuchte das Mauthausen Komitee (MKÖ) Steyr den Bürgermeister, eine Straße nach dem letzten aus der Emigration zurückgekehrten Steyrer Juden Friedrich Uprimny (* 11. März 1921 in Steyr, 1938–1947 Emigration; † 21. März 1992) zu benennen. Es folgten Erinnerungen. 1999 schlugen die Grünen den Vorplatz des Museums Arbeitswelt vor. Anfang 2000 wurde auf den neuen Vorschlag des MKÖ die bisherige Friedhofstiege (die Verbindung von Wieserfeldplatz hinauf zum Taborweg) in „Friedrich-Uprimny-Stiege“ umbenannt. Am 7. November 2002 wurde am Kopf der Stiege eine Gedenkstele für Uprimny und die jüdische Geschichte in Steyr errichtet.

## Politik

### Gemeinderat
Der Steyrer Gemeinderat besteht aus 36 Mitgliedern, welche den Titel Gemeinderat (Gemeinderätin) führen. Die Mitglieder werden von allen Bürgern mit ordentlichem Wohnsitz in Steyr, auf eine Dauer von sechs Jahren gewählt. Die Sitzungen des Gemeinderates sind öffentlich und finden etwa alle sechs bis acht Wochen im Rathaus statt.
Sitzverteilung der 36 Gemeinderatssitze: Nach den Ergebnissen der letzten Gemeinderatswahl 2021 verteilen sich die Sitze im Steyrer Gemeinderat auf folgende politischen Parteien:
SPÖ 17, FPÖ 7, ÖVP 6, GRÜNE 3, MFG 2 und NEOS 1.

### Stadtsenat
Stadtsenat: Der Steyrer Stadtsenat besteht aus dem Bürgermeister, drei Vizebürgermeistern und vier weiteren Mitgliedern, die den Titel Stadtrat/Stadträtin führen. Sie alle werden aus der Mitte des Gemeinderates gewählt. Die Stärke der politischen Parteien im Stadtsenat richtet sich nach der Zahl der Sitzverteilung im Gemeinderat. Die Sitzungen des Stadtsenates finden in der Regel 14-täglich statt und sind nicht öffentlich. Den Vorsitz hat der Bürgermeister.
Nach den Ergebnissen der letzten Gemeinderatswahl 2021 verteilen sich die Sitze im Steyrer Stadtsenat auf folgende politische Parteien:
SPÖ 5, FPÖ 2 und ÖVP 1.

### Bürgermeister
Bürgermeister von Steyr ist derzeit Markus Vogl (SPÖ), im Amt seit 4. November 2021.
Aus der Reihe der Bürgermeister der Stadt Steyr sind mit eigenen Biographien in der Wikipedia vertreten:
- Julius Gschaider (Bürgermeister 1912 bis 1919)
- Hermann Leithenmayr (Bürgermeister 1991 bis 2001)
- Johann Redl (Bürgermeister 1894 bis 1902)
- Gottlieb Schröffl (Bürgermeister 1651 bis 1659)
- Josef Walk (Bürgermeister 1934 bis 1938)
- Josef Wokral (Bürgermeister 1919 bis 1926)

## Bauten

### Weltliche Bauwerke

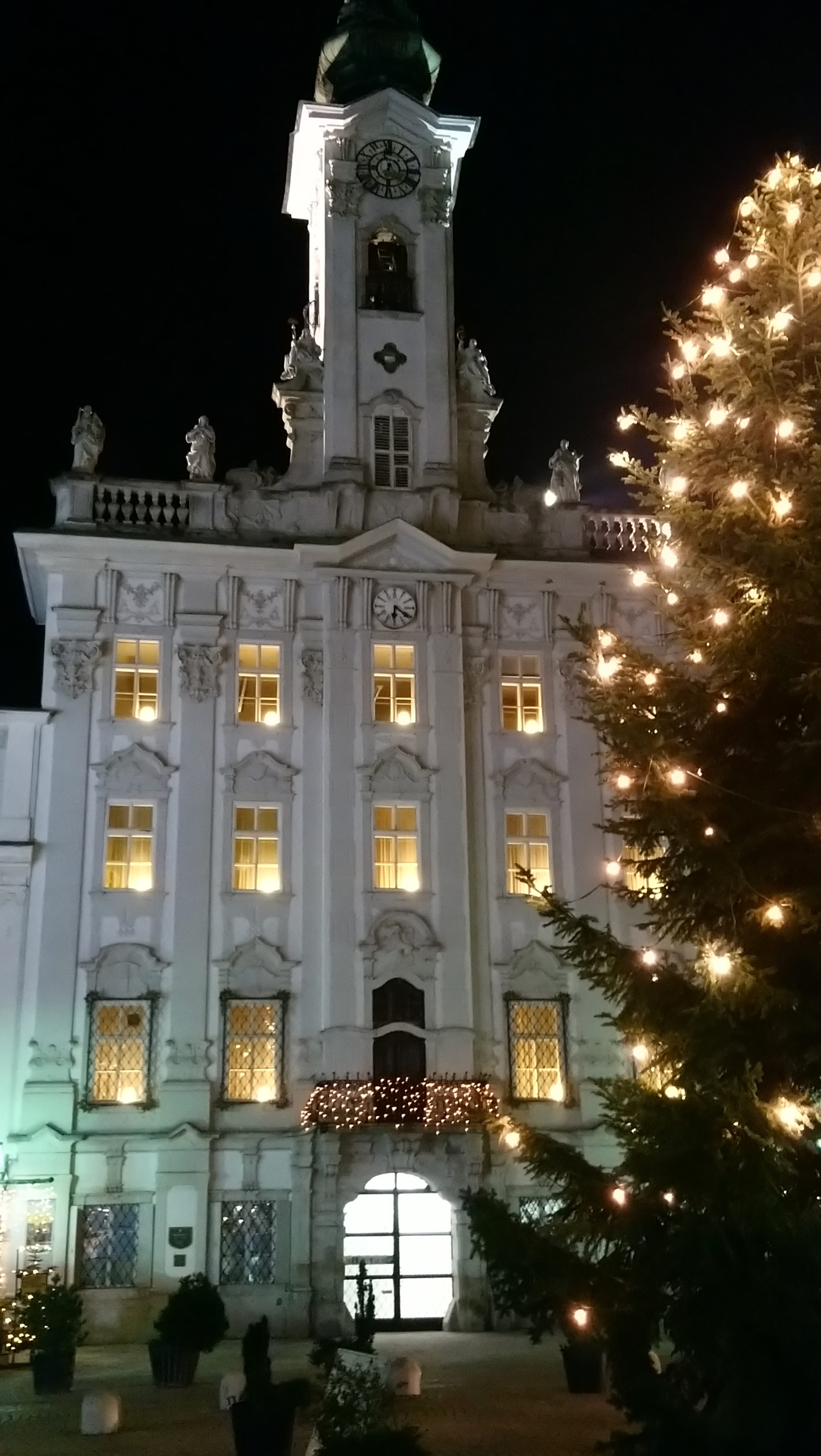
Rathaus Steyr (Dezember 2018)

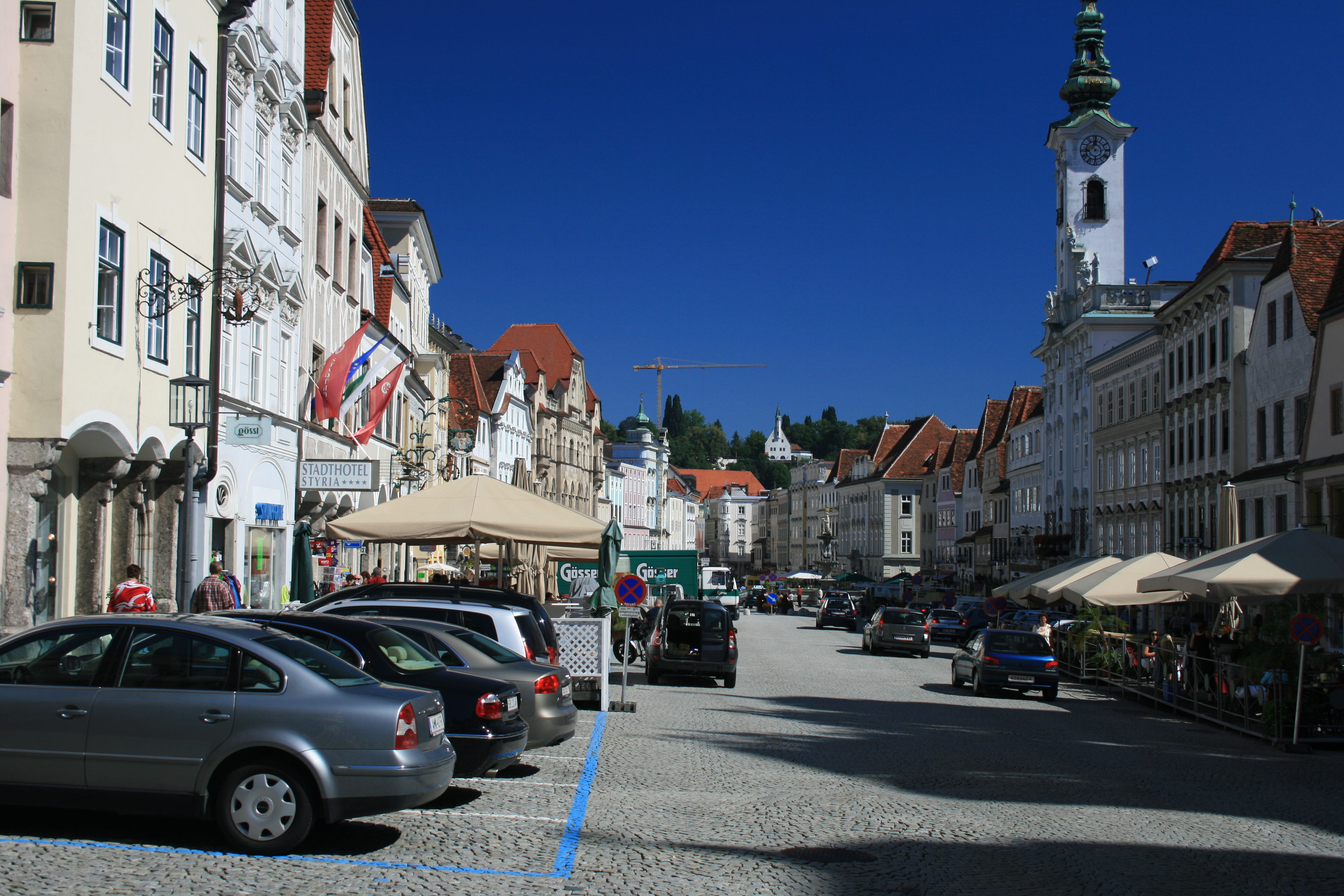
Stadtplatz (August 2008)

Steyr zeigt sich durch seinen frühen Aufschwung, und die bis in die heutige Zeit andauernde wirtschaftliche Entwicklung in seinem Stadtbild vielfältig, mit Ensembles von der Gotik bis in die Industrielle Architektur. Der Stadtplatz ist eines der besterhaltenen Altstadtensembles im deutschsprachigen Raum.
Steyr ist Mitglied im Verband Kleine historische Städte.
- Aichetschlössl, Renaissancebau aus der zweiten Hälfte des 16. Jahrhunderts
- Bummerlhaus 1450 urkundlich erwähnt, gotisches Bürgerhaus und Wahrzeichen der Stadt
- Bürgerspital aus dem 14. Jahrhundert samt Kirche
- Dunklhof aus dem 15. Jahrhundert. Das spätgotische Gebäude mit Renaissance-Hof im Stadtteil Steyrdorf war Wohnort der Lyrikerin Dora Dunkl
- Innerberger Stadel 1612: Renaissancebau mit reichem Sgraffito-Schmuck; diente einst als Getreide- und Lebensmittelspeicher der Innerberger Hauptgewerkschaft, heute Museum der Stadt Steyr
- Lebzelterhaus, um 1600 erbaut. In dem Haus wurden bis Mitte des 19. Jahrhunderts Lebzelten, Wachskerzen und Met hergestellt
- Meditz-Haus gotisch mit Barock-Fassade, Arkadenhof aus der Renaissance
- Rathaus: 1772, Meisterwerk des österreichischen Rokoko, beherbergt heute die Stadtverwaltung, den Magistrat.
- Roter Brunnen, 18. Jahrhundert. Hat seinen Namen von der früheren kupfernen Überdachung und steht am Ende der Kirchengasse, mitten im Stadtteil Steyrdorf
- Schloss Engelhof, Renaissance-Bau im Stadtteil Ennsdorf
- Schloss Engelseck, um 1500
- Schloss Lamberg aus dem 10. Jahrhundert
- Schloss Voglsang, ab 1877. Das Schloss wurde von Anton Plochberger erbaut und einem schottischen Schloss nachempfunden. Bauherr war Josef Werndl
- Stadttore: Kollertor 1480, Neutor 1573 und Schnallentor 1613
- Sternhaus mit gotischem Kern und spätbarocker Fassade (Stadtplatz 12)
- Taborfriedhof aus dem Jahr 1584. Eine Renaissance-Anlage mit Torbogen und Arkadengängen
- Taborturm von um 1480. Ein Teil der alten Stadtbefestigung
- Wasserturm, 1572–1574 erbaut. Im Jahre 1909 wurde er aus Sicherheitsgründen um ein Drittel gekürzt

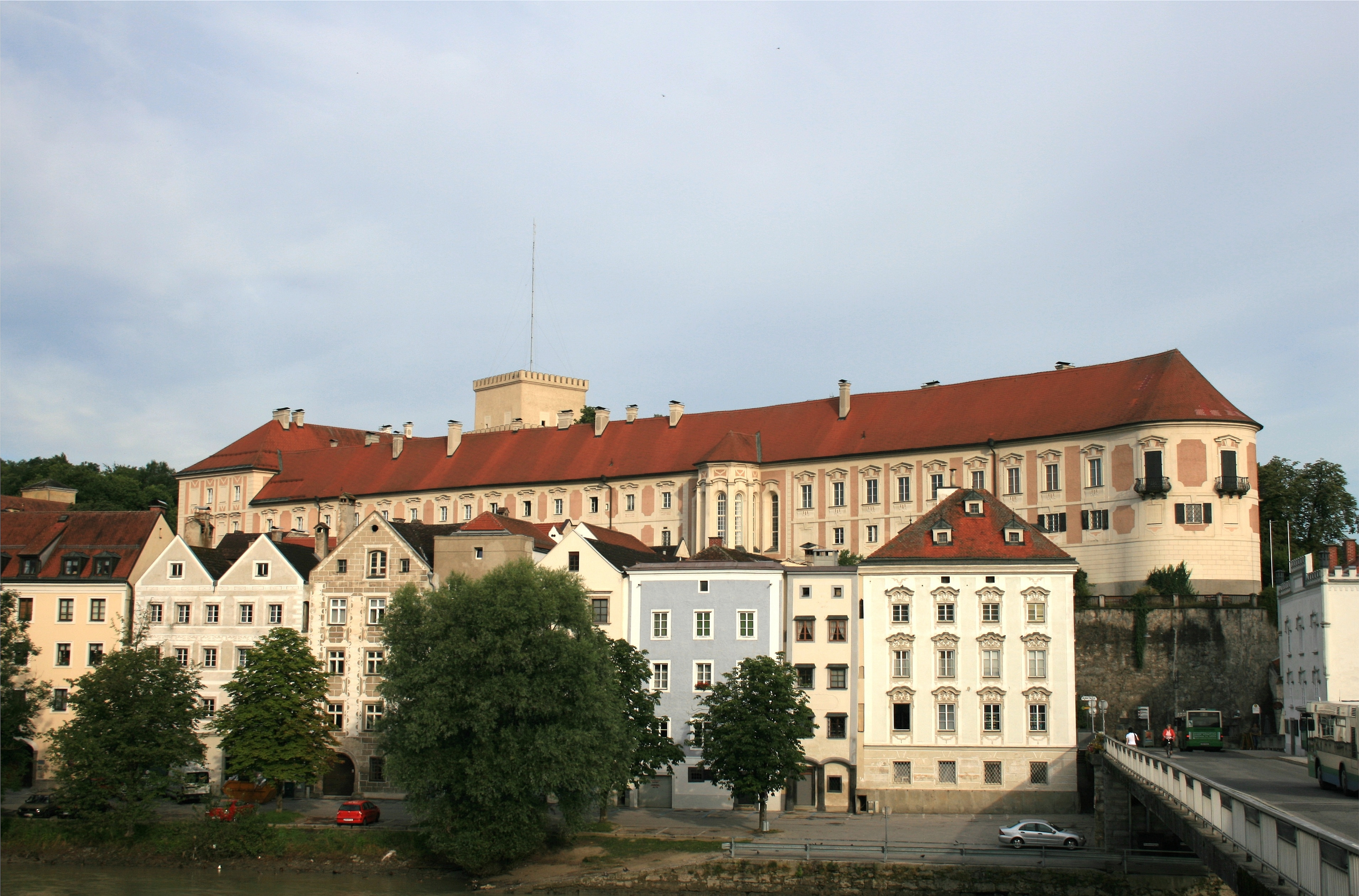
Schloss Lamberg
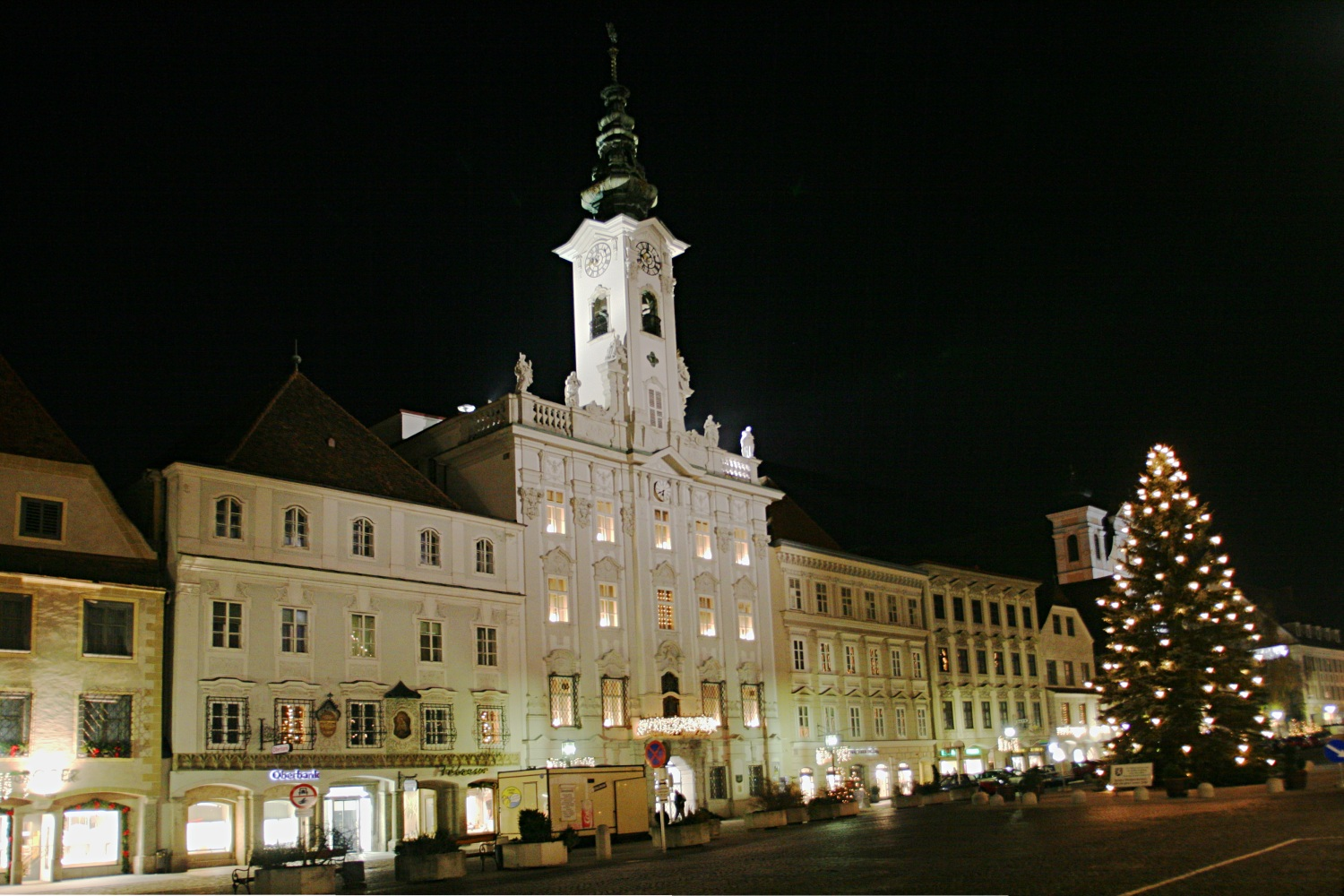
Das im Rokoko gehaltene Rathaus gilt als einer der schönsten Rokoko-Bauten Europas
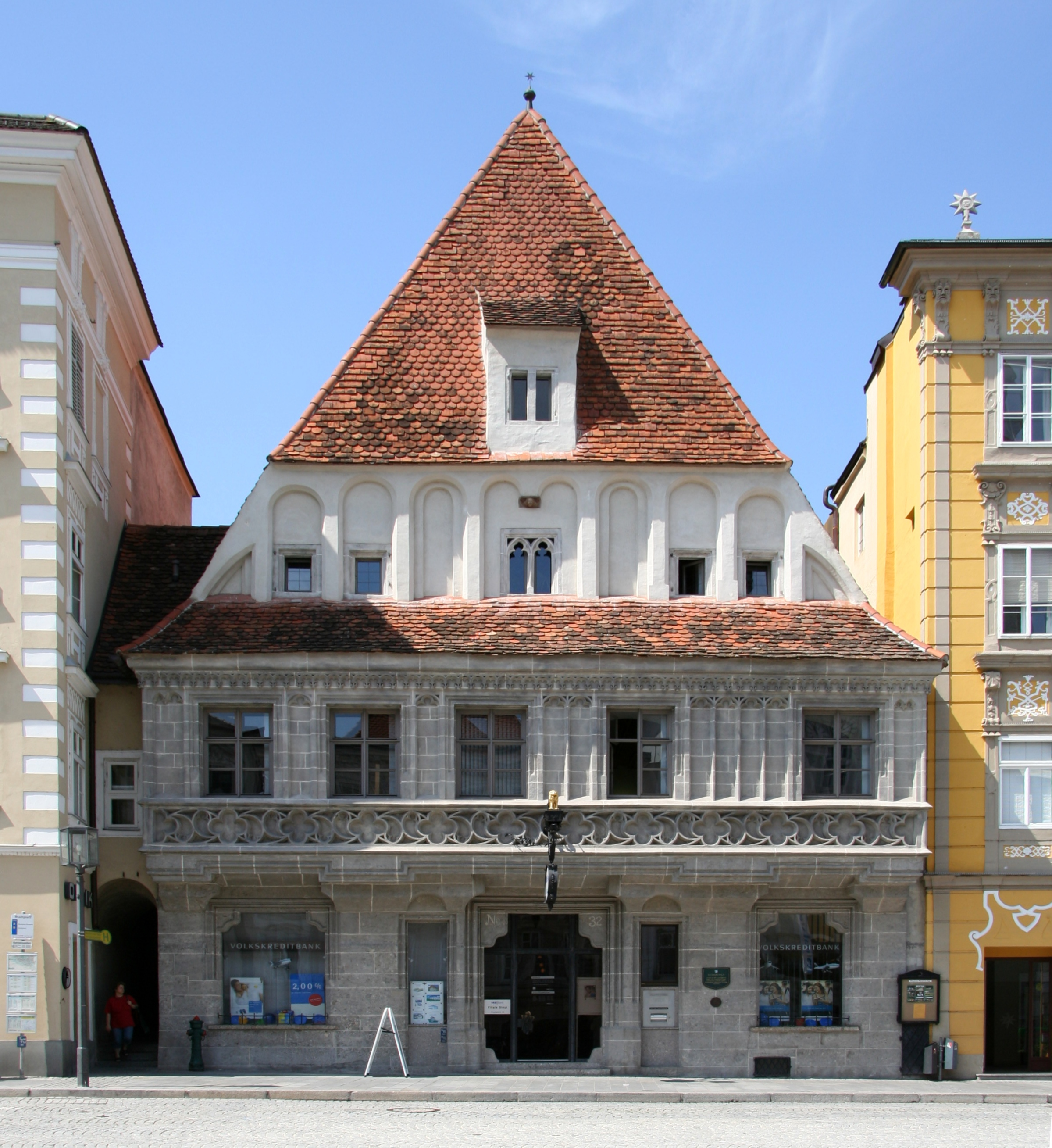
Das gotische „Bummerlhaus“ am Stadtplatz 32 ist das Wahrzeichen der Stadt
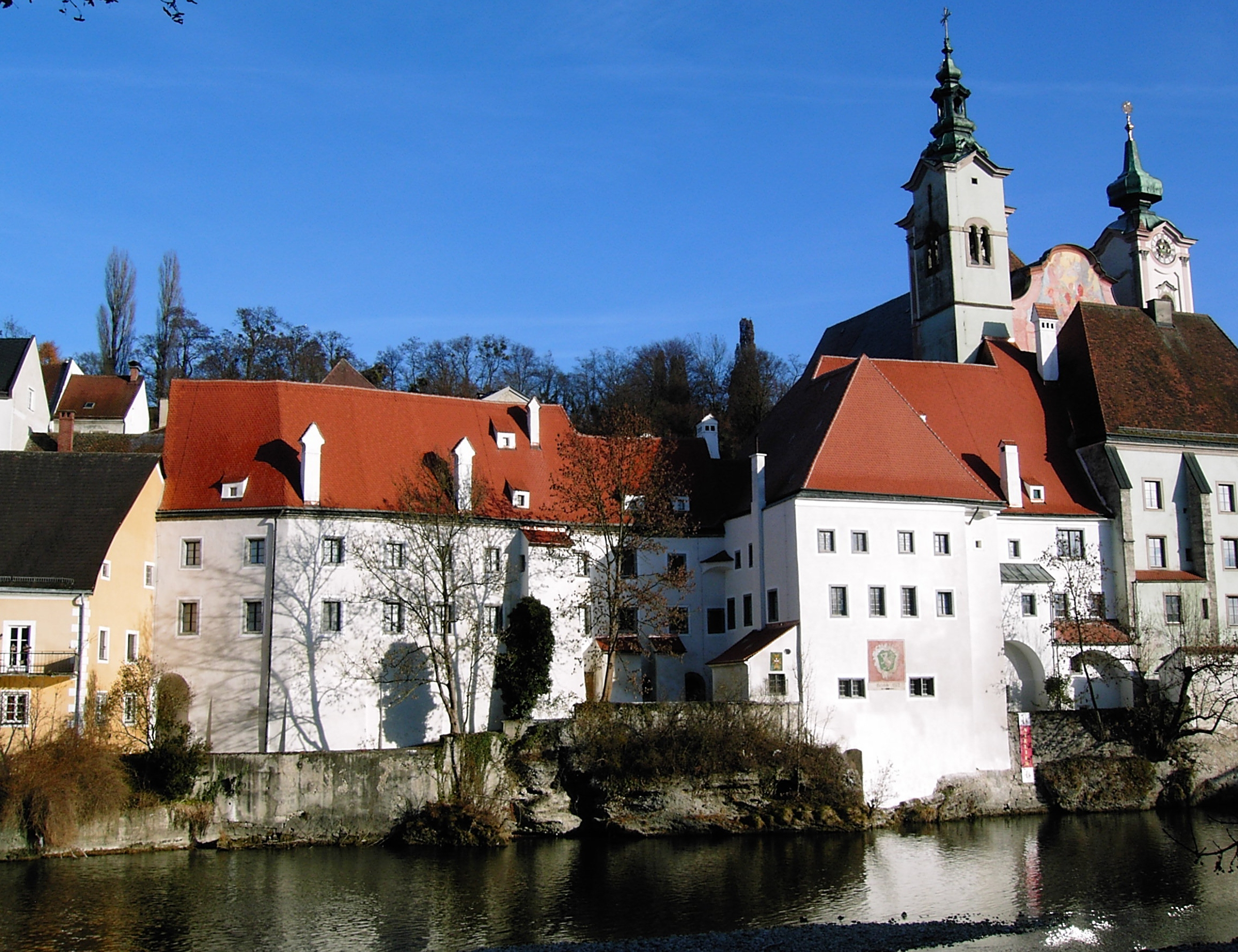
Bürgerspital
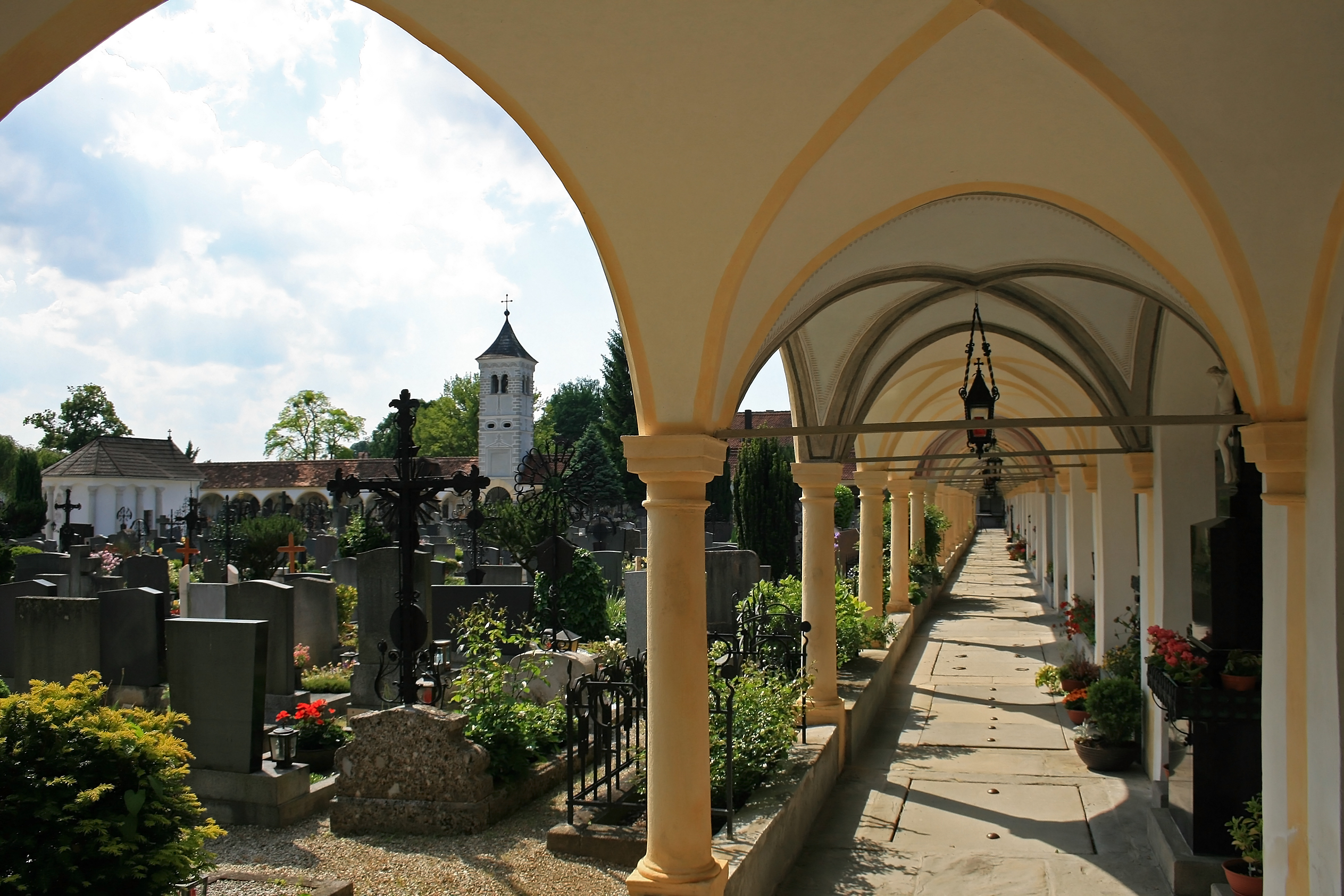
Arkadengang im Taborfriedhof
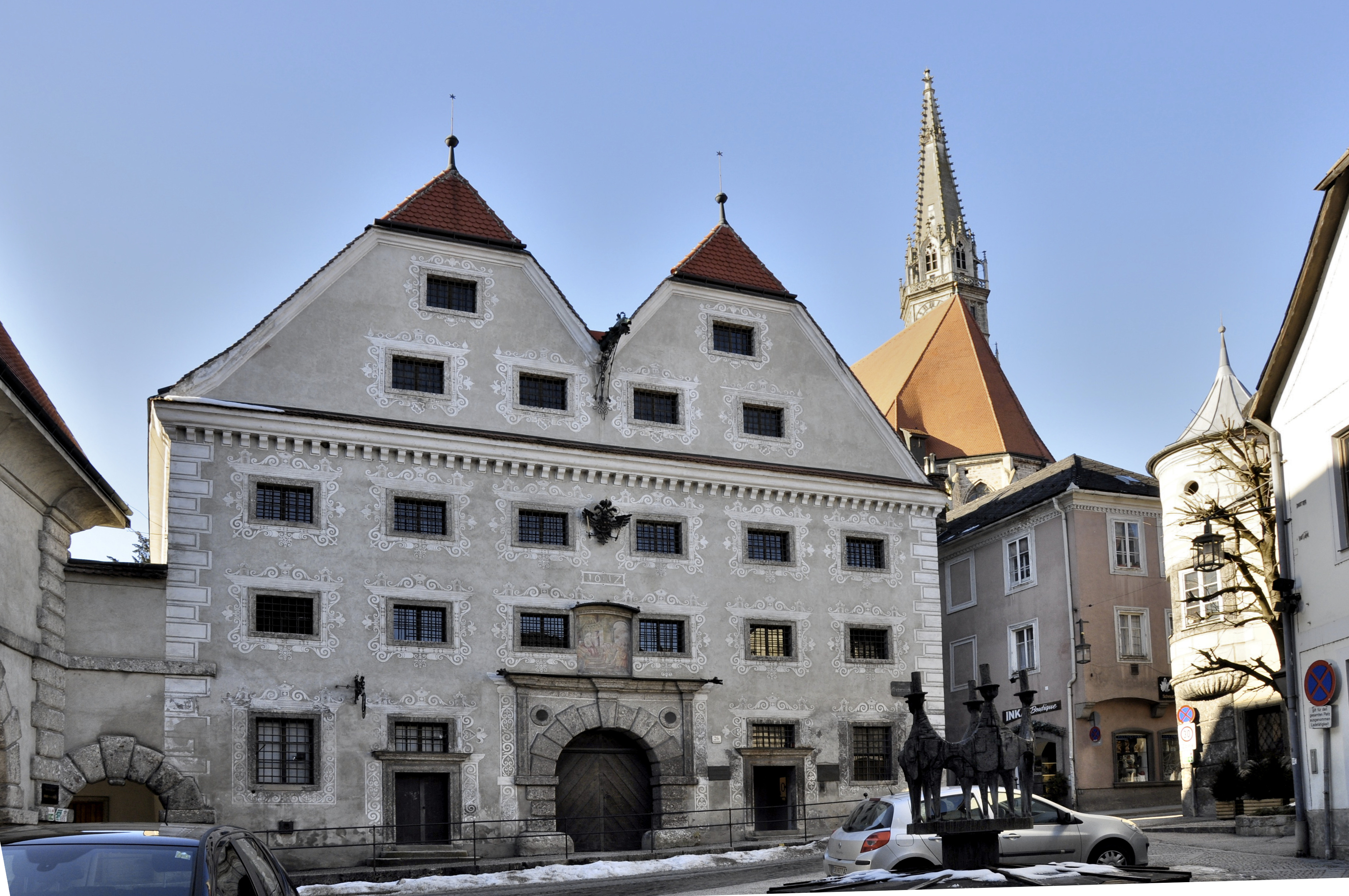
Innerberger Stadel
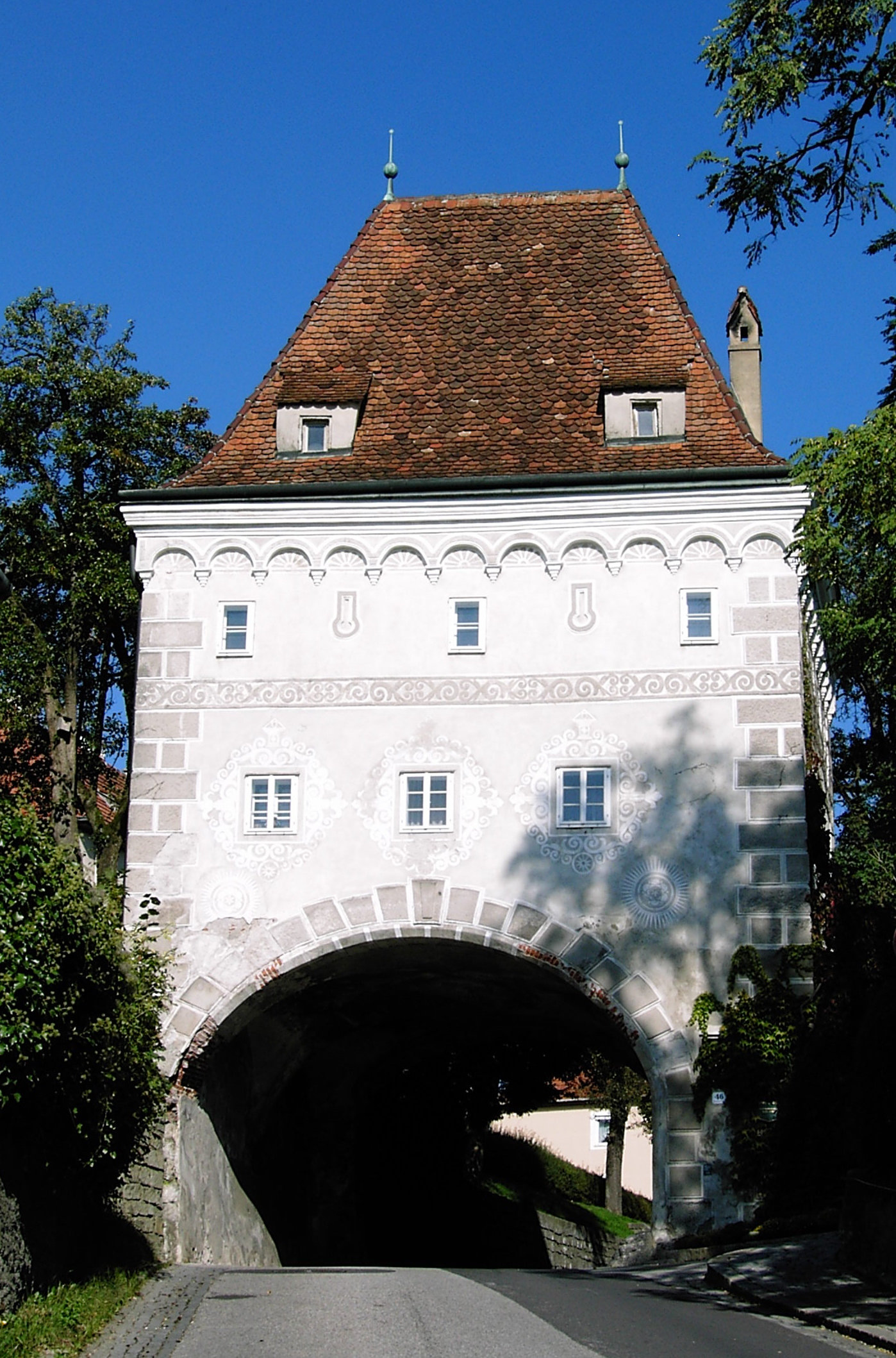
Das Schnallentor

### Kirchen

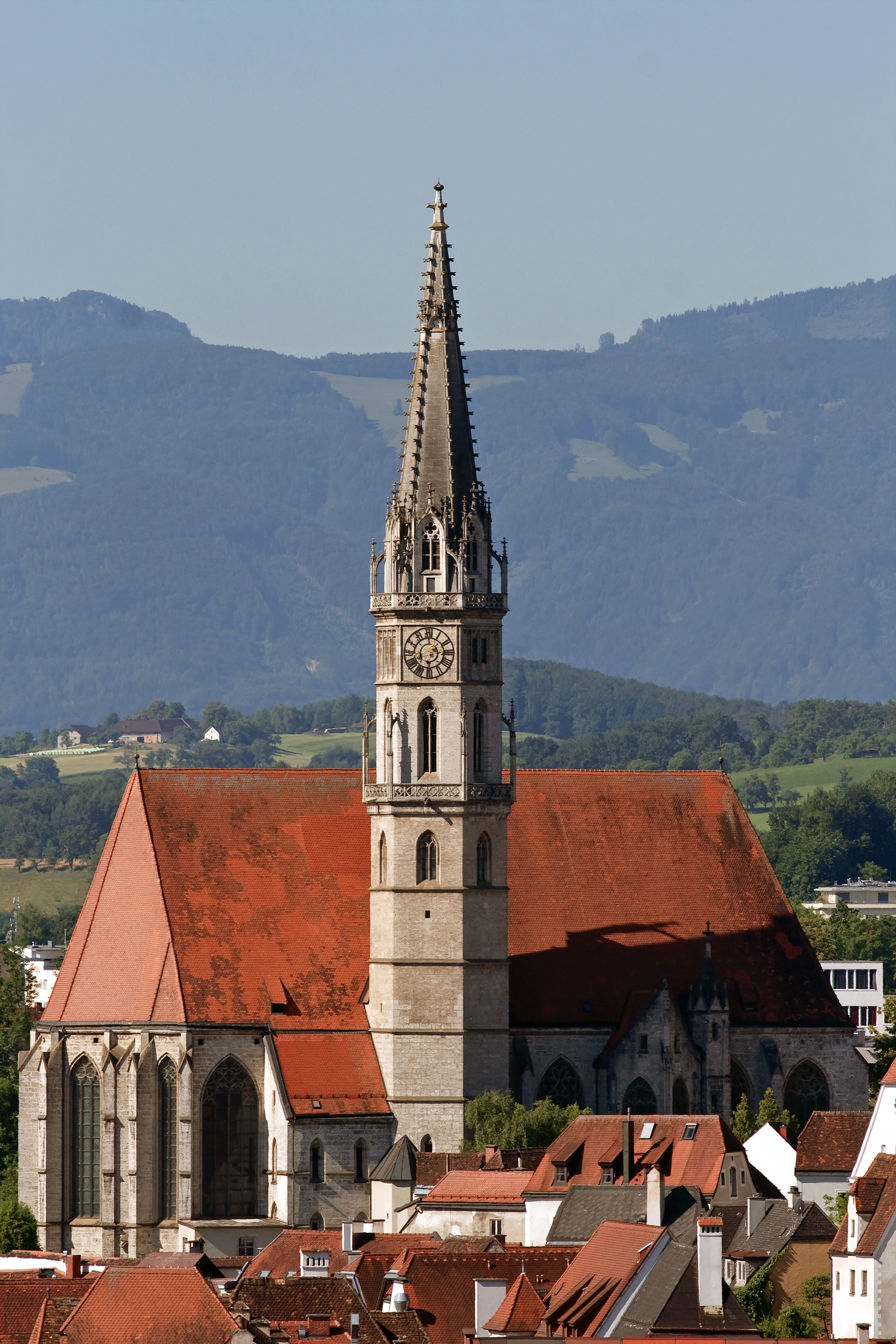
Gotische Stadtpfarrkirche

- Benediktinerstift Gleink mit Andreaskirche und Zwergerlgarten
- Bruderhauskirche: gotisch, 1511 errichtet
- Wallfahrtskirche Christkindl: barocke Wallfahrtskirche, 1702–1725 erbaut nach Plänen von Carlo Antonio Carlone, nach dessen Tod von Jakob Prandtauer fortgeführt
- Stadtpfarrkirche Steyr: gotisch, ab 1443, Wiener Dombauhütte
  - Margaretenkapelle bei der Stadtpfarrkirche: gotisch, um 1430 errichtet. Barocker Hochaltar mit Altarbild der Vierzehn Nothelfer
- Marienkirche: barock, 17. Jahrhundert
- Pfarrkirche Steyr-St. Michael: barock, 1635–1677 errichtet
- Pfarrkirche Steyr-Ennsleite
- Evangelische Stadtpfarrkirche A.B. Steyr: neugotisch, 1898 errichtet
- Neue Pfarrkirche Münichholz, 1964
- Pfarrkirche Steyr-Heilige Familie, Tabor
- Pfarrkirche Steyr-Resthof
- Pfarrkirche Steyr-St. Anna
- Neuapostolische Kirche Steyr, 1975
- Kirche der Siebten-Tags-Adventisten, Reindlgutstraße 1a

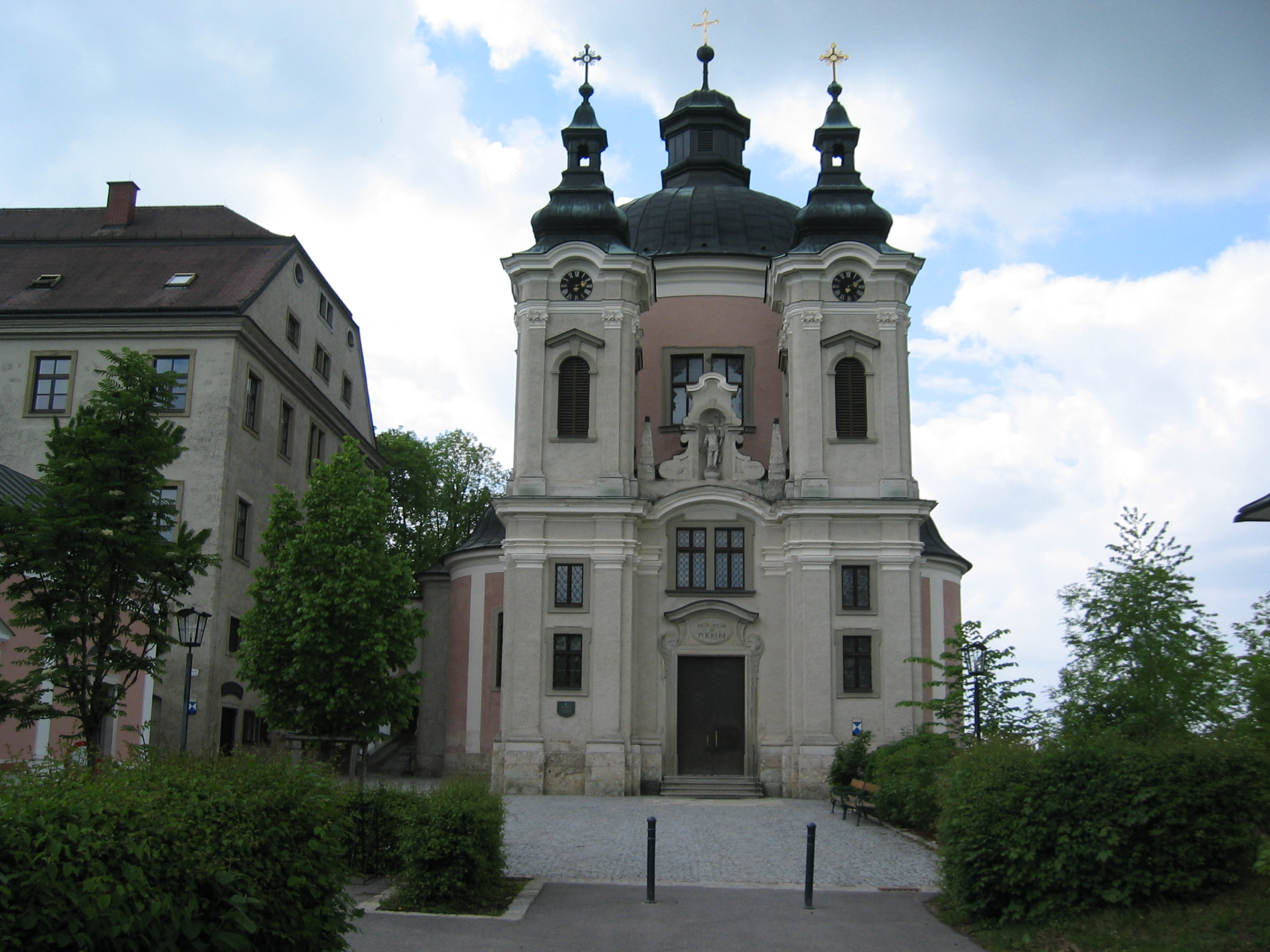
Wallfahrtskirche Christkindl
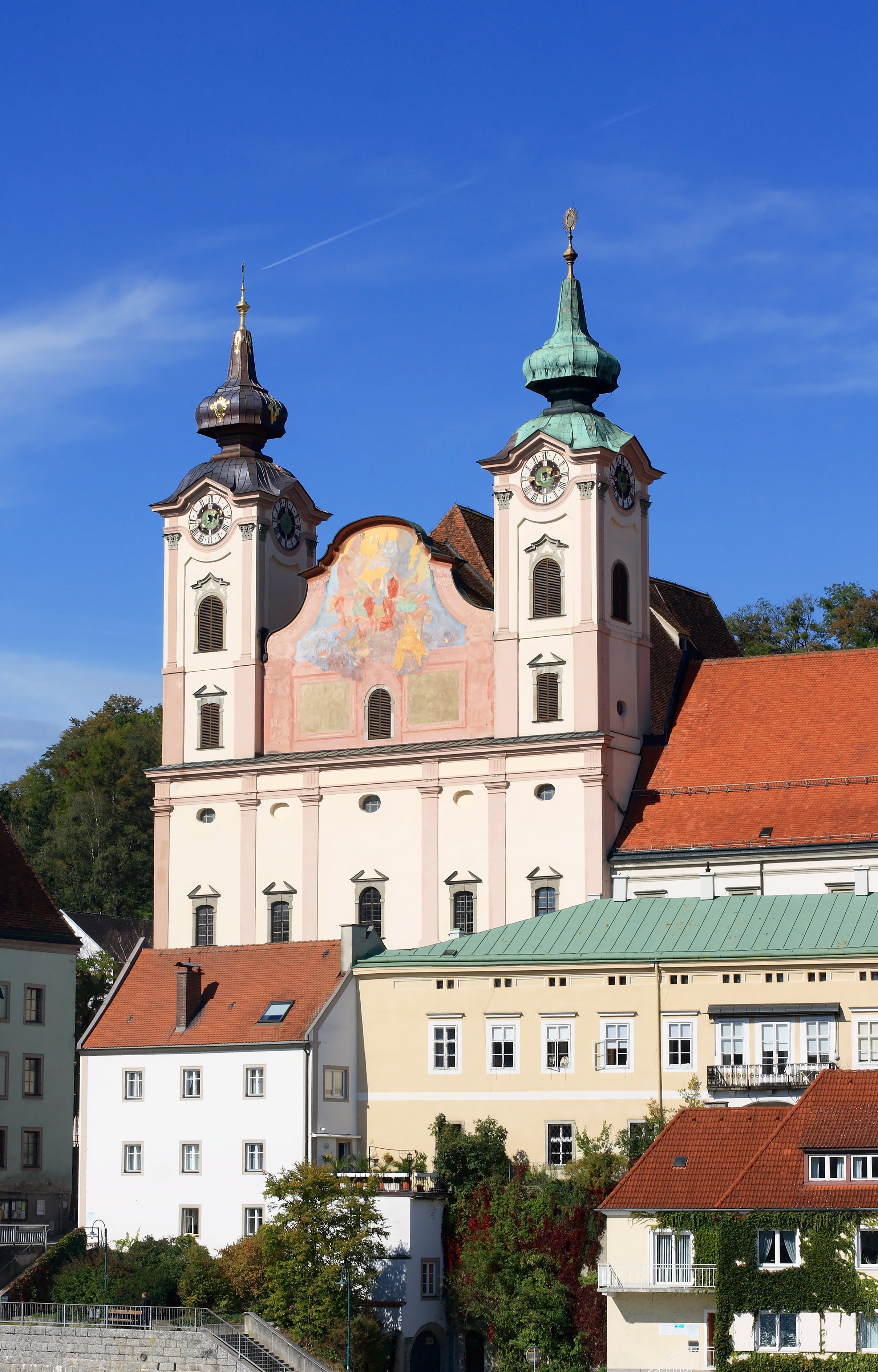
Michaelerkirche
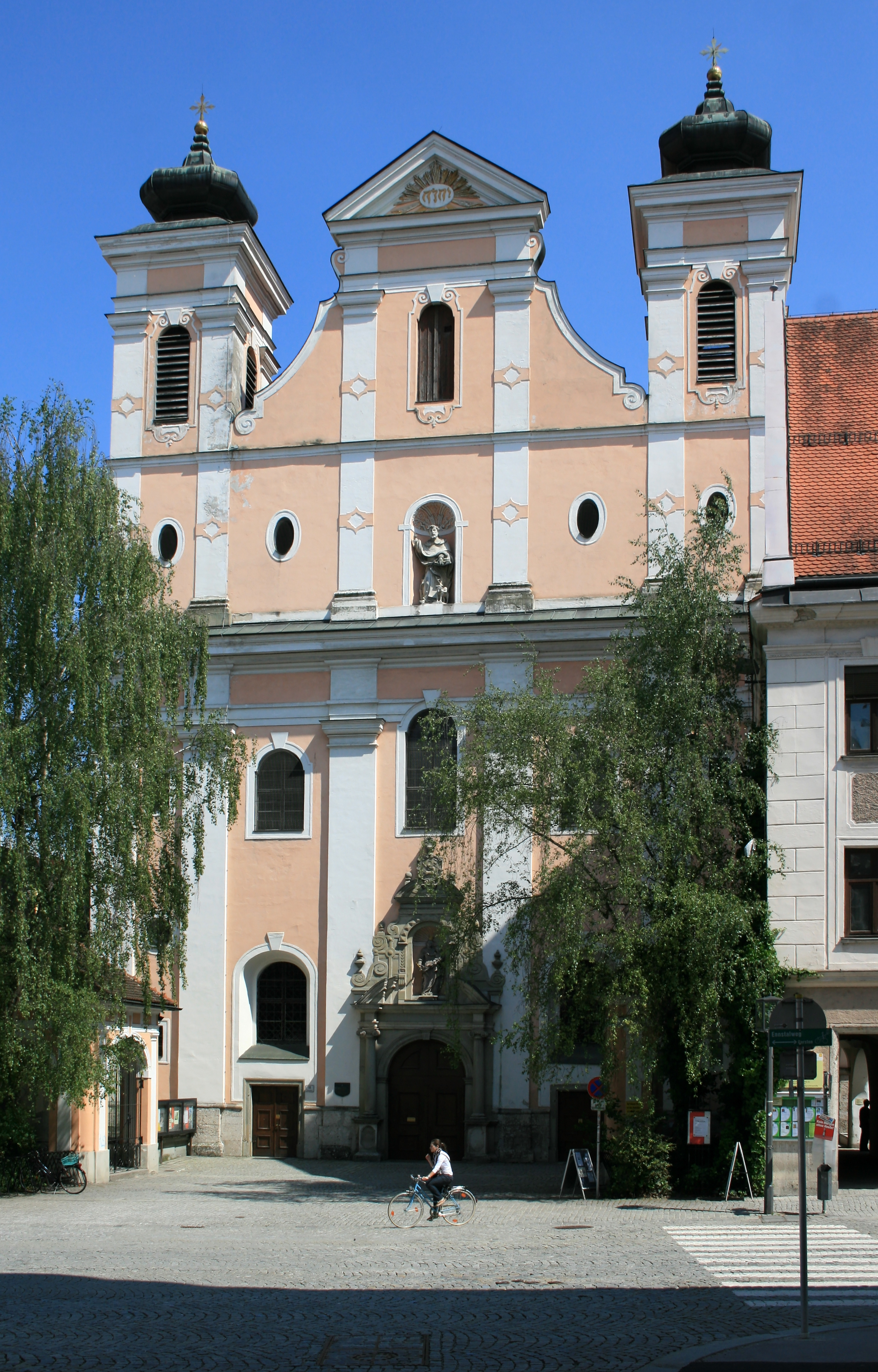
Marienkirche
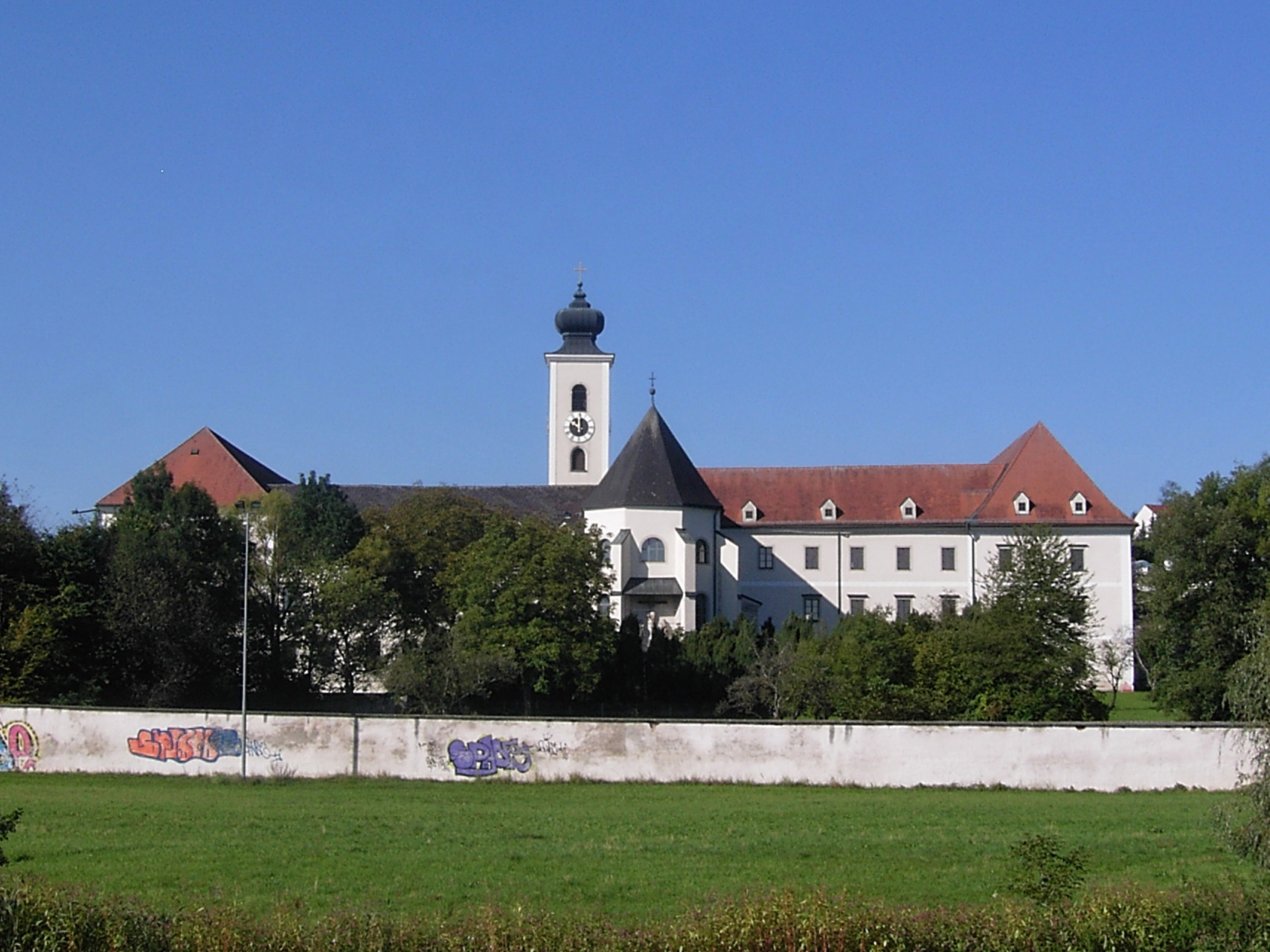
Benediktinerstift Gleink
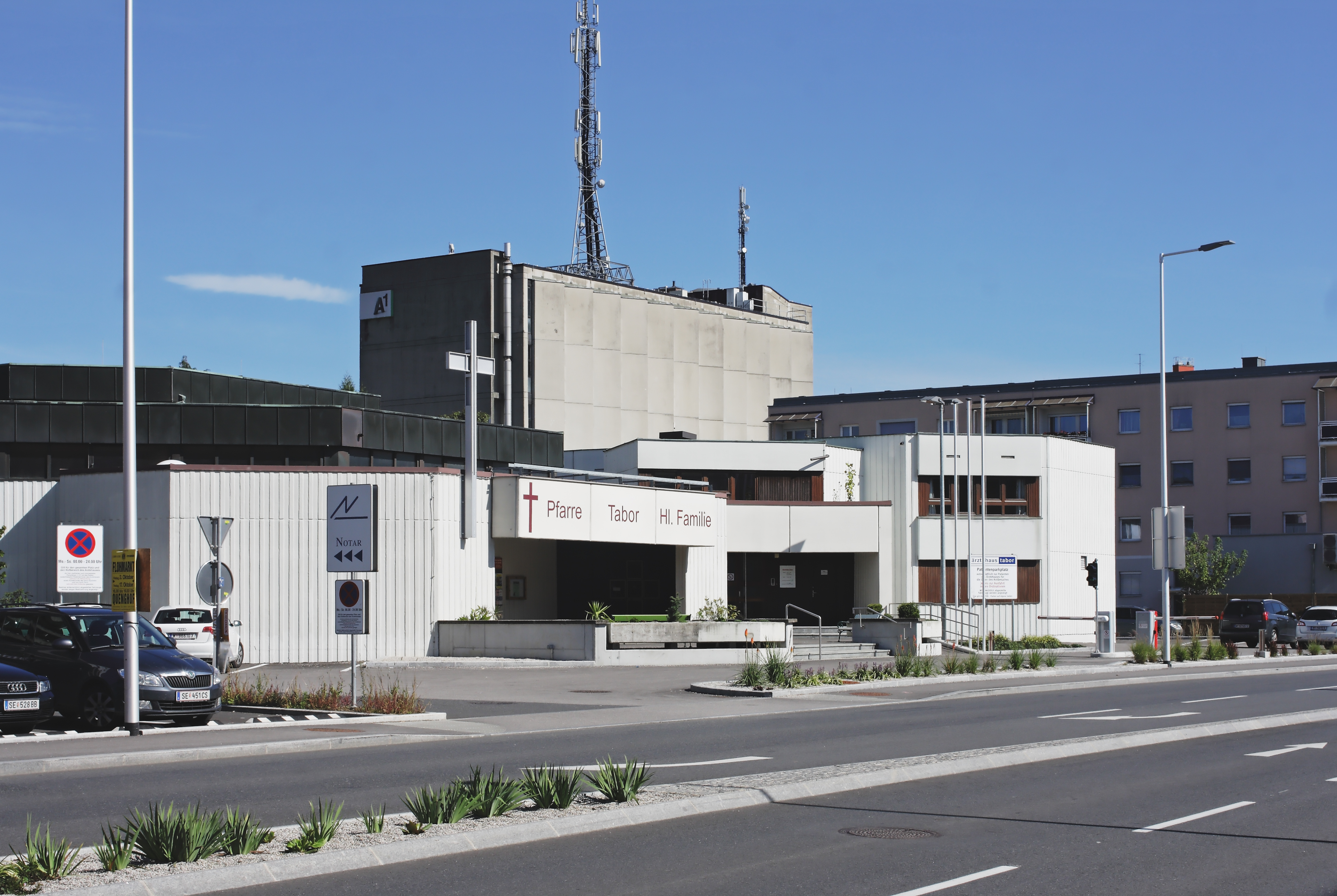
Pfarrkirche Steyr – Heilige Familie

### Stiegenanlagen und Aufstiegshilfen
Aufgrund der durch eiszeitliche Schotterterrassen geprägten Stadtlandschaft sind im Altstadtbereich auf engem Raum Höhenunterschiede bis zu 40 m zu überwinden.
- Die Bruderhausstiege verbindet die Sierninger Straße mit der Fabrikstraße. Sie ist nach dem Bruderhaus in der Sierninger Straße benannt.
- Die Frauenstiege verbindet die Sierninger Straße mit der Fabrikstraße. Sie ist nach der Frauenkapelle benannt.[68]
- Die Mayrstiege verbindet die Berggasse mit dem Stadtplatz. Sie ist teilweise überdacht und verläuft zwischen den Häusern Stadtplatz 34 und 32 (Bummerlhaus). Benannt ist sie seit 1853 nach dem ehemaligen Mayrwirt im Bummerlhaus, der vorherige Name war Fuchsgassl.[69]
- Die Pfarrstiege verbindet den Brucknerplatz (bei der Margaretenkapelle) mit dem Grünmarkt. Sie ist teilweise eingehaust. Der frühere Name ist Schmiedstiege.[70]
- Die Schulstiege verbindet die Berggasse (bei Volksschule Berggasse) mit dem Stadtplatz.[71]
- Die Taborstiege verbindet die Taborhöhe (beim Taborturm) mit dem Michaelerplatz. Der in den 1930ern begonnene Bau wurde 1951 eröffnet und zählt 243 Stufen.[72] Der untere Abschnitt ist eingehaust.
- Der vertikale Tabor-Panoramalift aus 2019 (eröffnet am 7. August 2020, Bauherrenpreis 2021) neben der Taborstiege verbindet ebenfalls den Michaelerplatz unten mit der Taborhöhe oben. Der untere Teil steht im Fels, tangiert den Eingang zu Luftschutzstollen, auf halber Höhe eine Grotte. Auf den letzten der 35 Höhenmeter tritt die Glaskabine aus dem Betonschacht ins Freie. Der Zugangssteg setzt sich als auskragende Aussichtsplattform fort.[73] 2017 lud die Stadt zu einem Architekturwettbewerb. Die Baukosten betrugen 2,7 Millionen Euro, Betreiber sind die Stadtwerke, die Benutzer fahren kostenlos.[74][75]
- Die Uprimnystiege verbindet die Taborhöhe mit der Gleinkergasse (beim Wieserfeldplatz). Sie ist seit 2002 nach dem überlebenden Steyrer Juden Friedrich Uprimny benannt. Der frühere Name war Friedhofsstiege.[76]

Weitere Stiegen verbinden die Ennsleite mit dem tiefer gelegenen Stadtteil Ennsdorf und den Tabor mit dem entlang der Enns verlaufenden Steinwändweg.

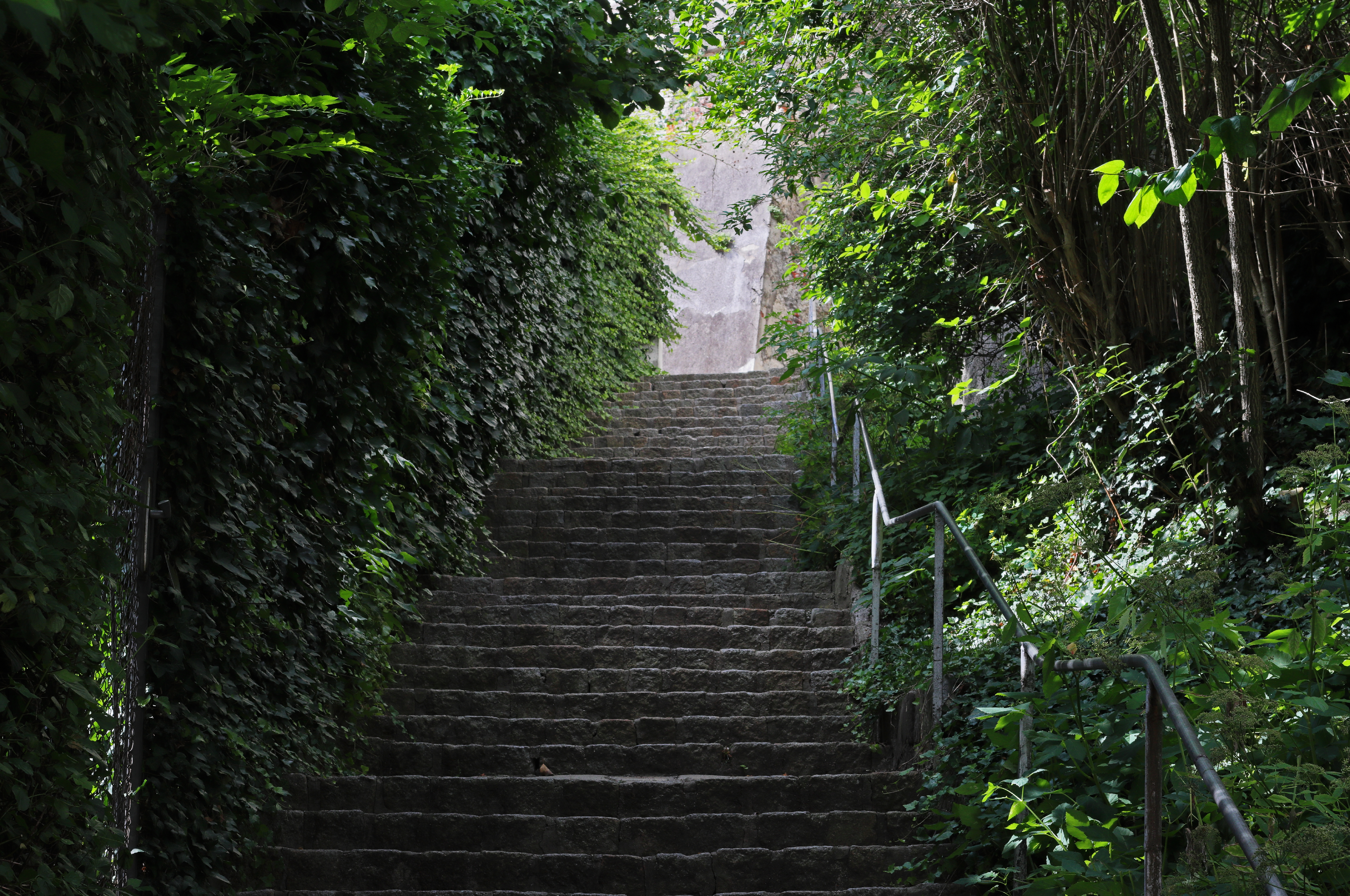
Bruderhausstiege
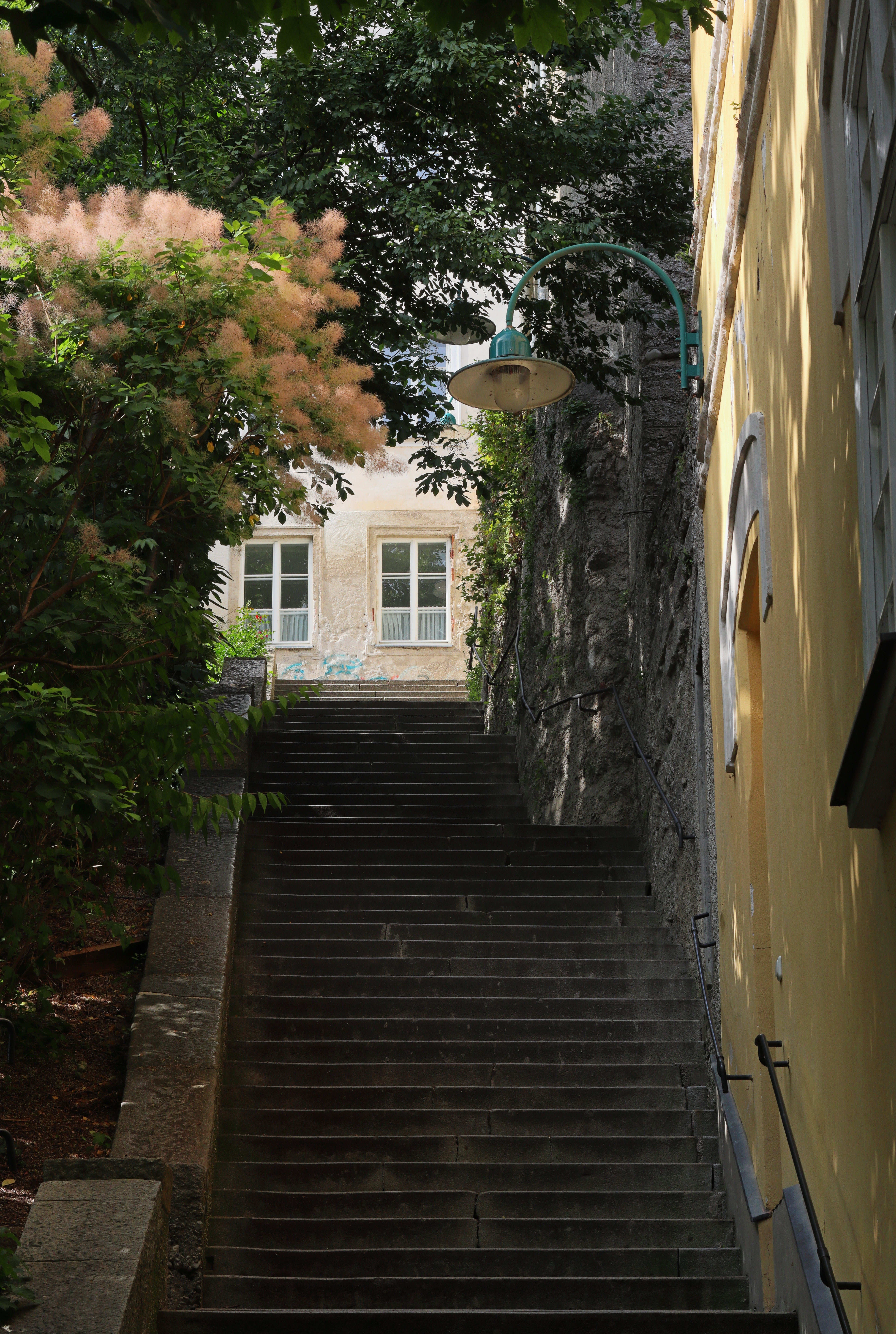
Frauenstiege
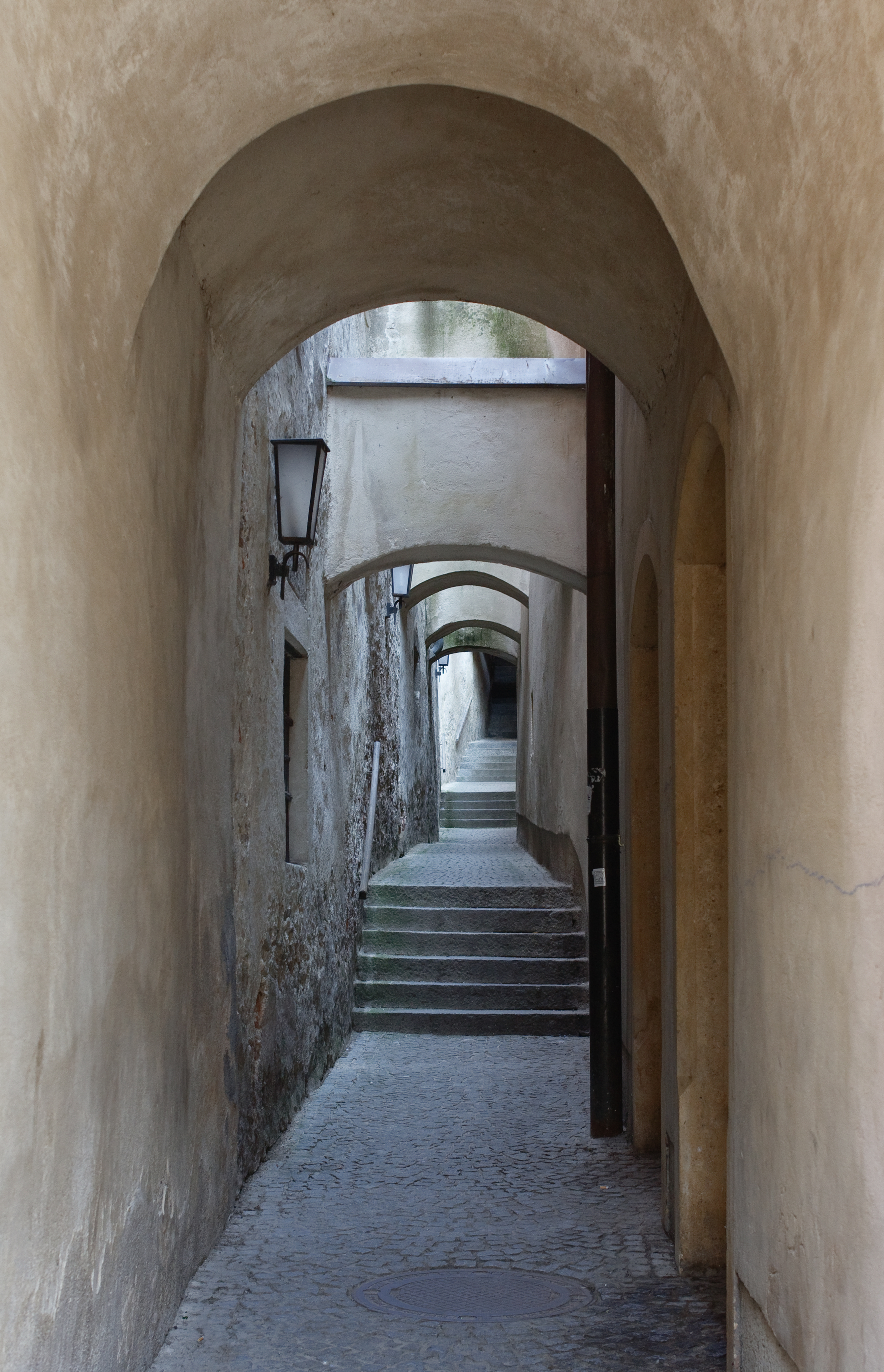
Mayrstiege
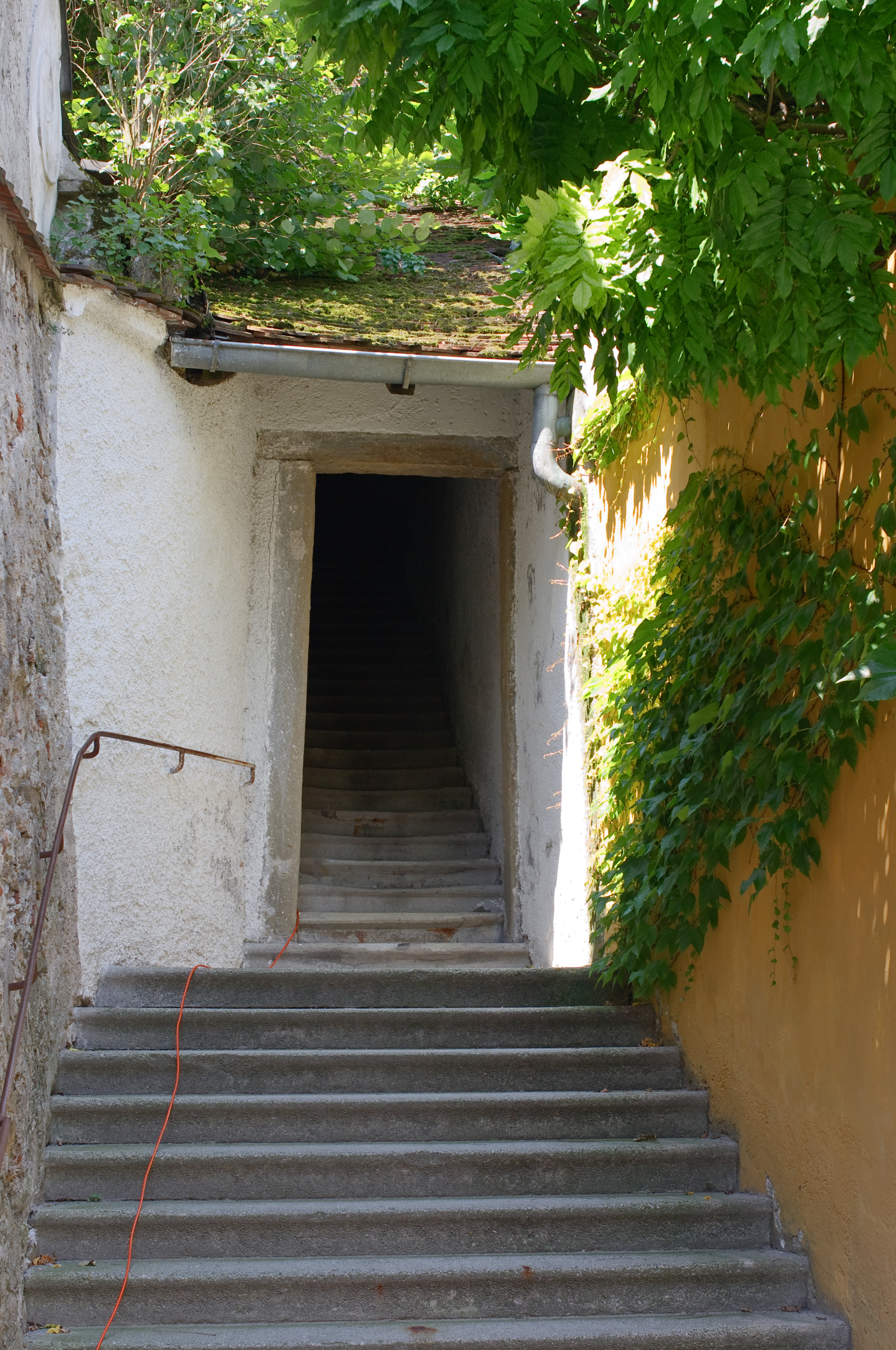
Pfarrstiege
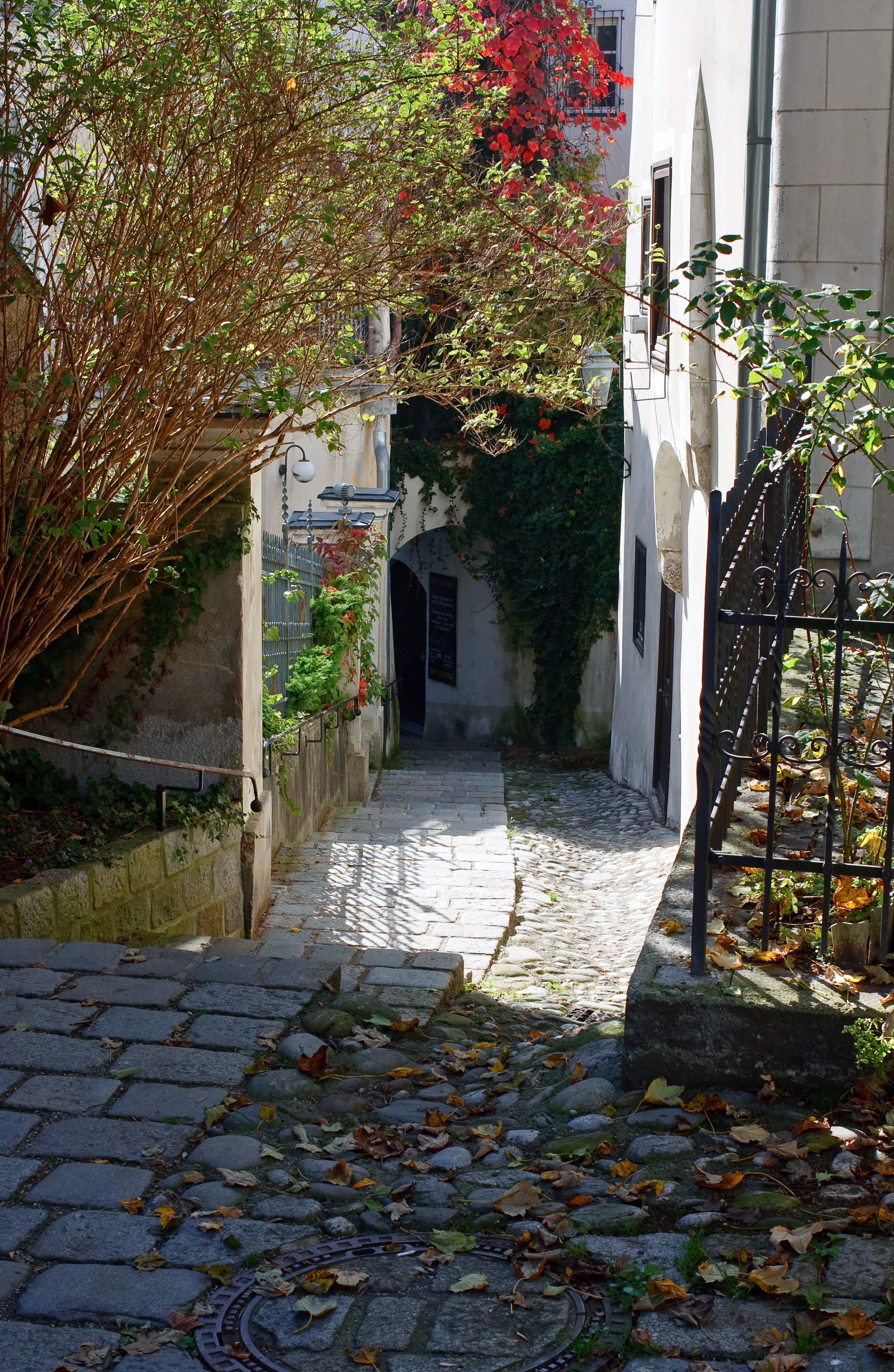
Schulstiege
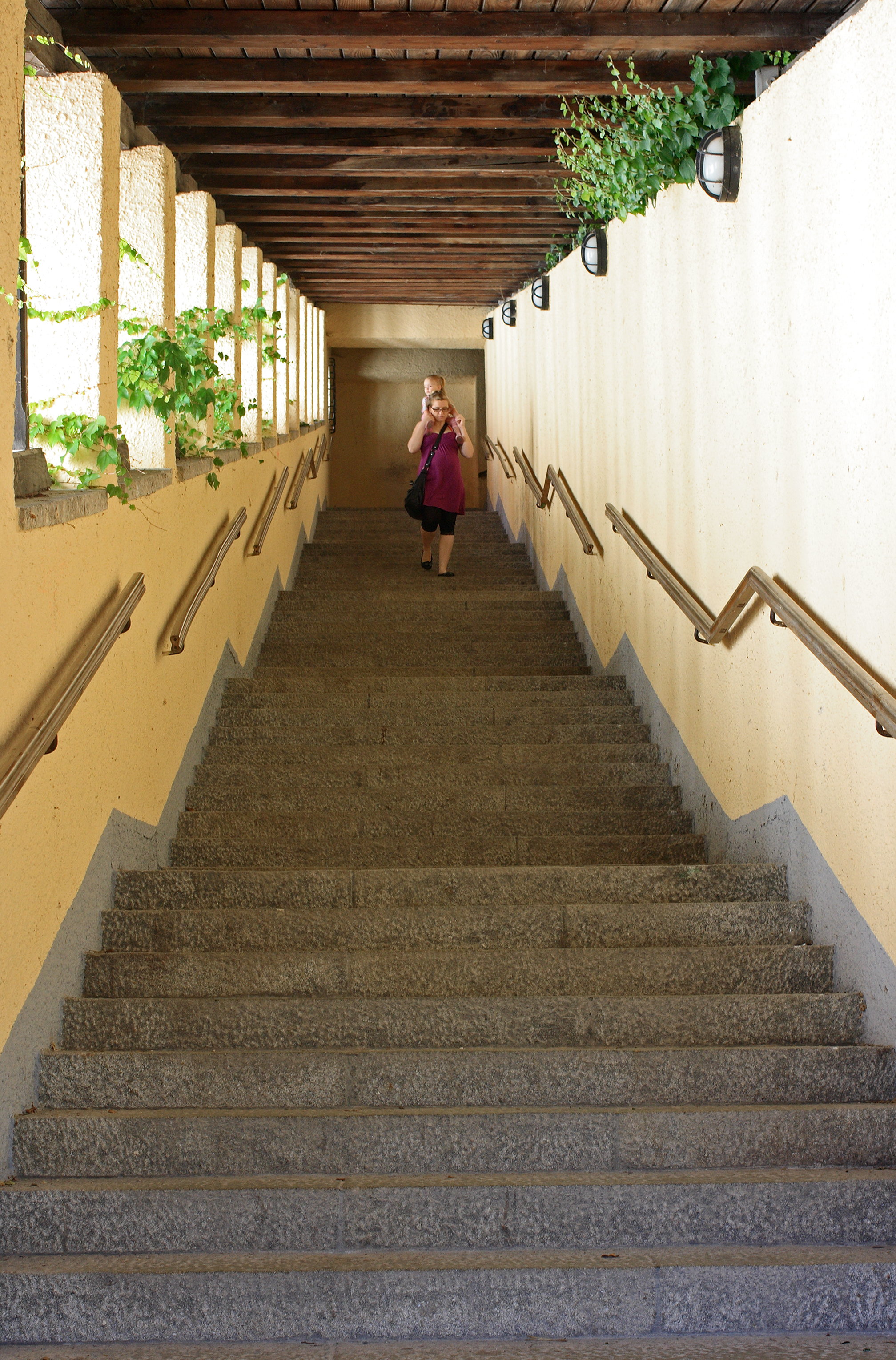
Taborstiege
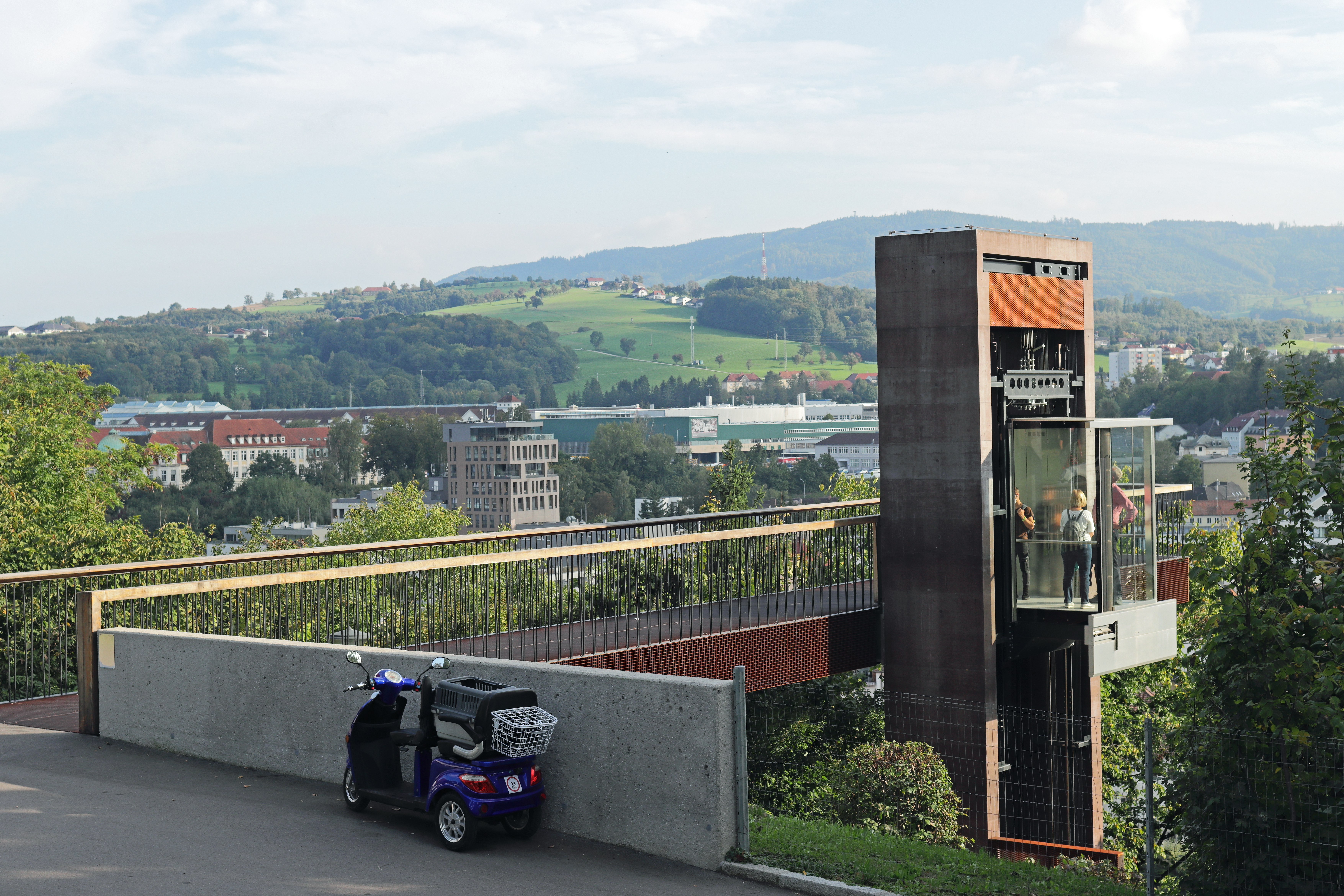
Panoramalift Tabor
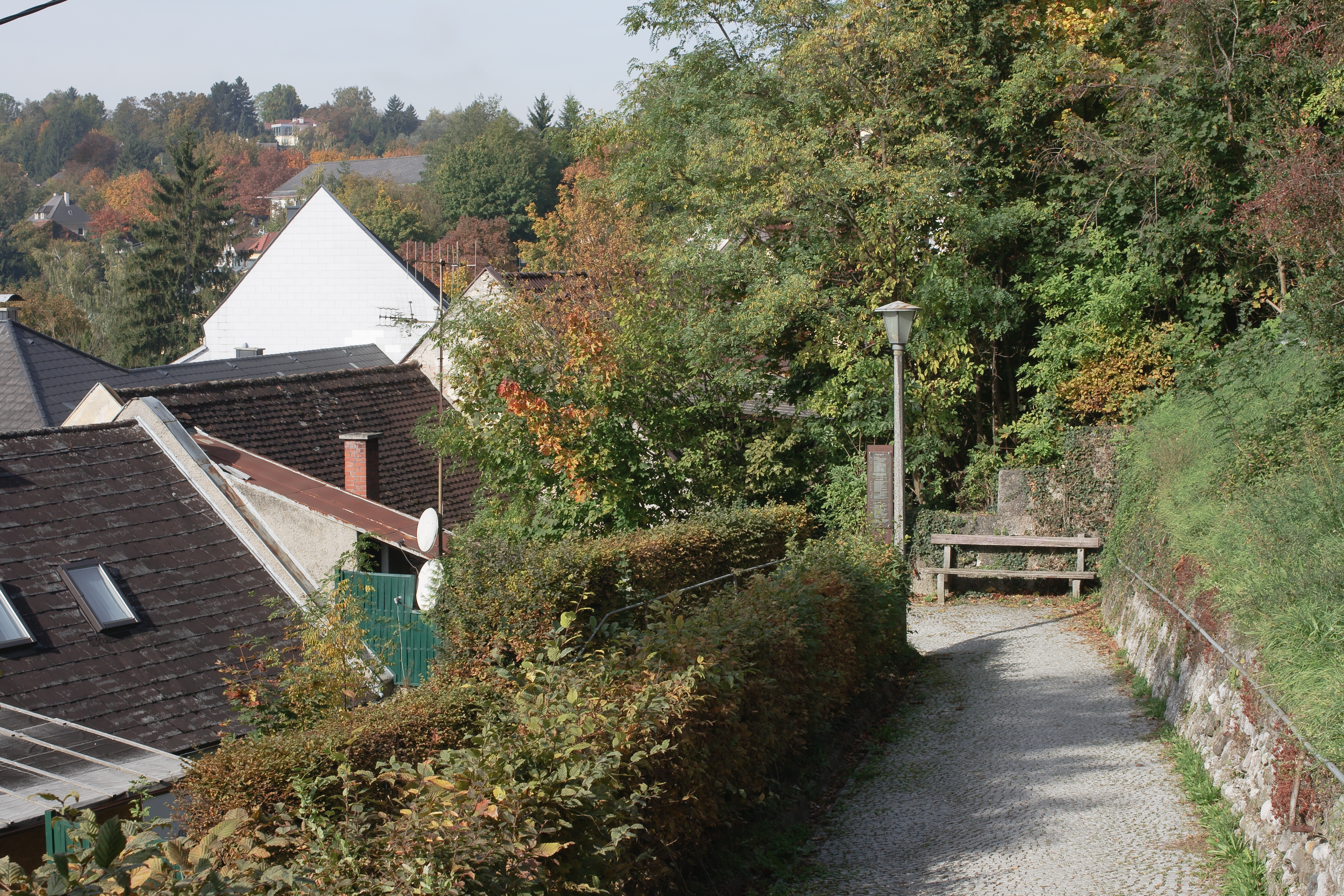
Uprimnystiege

### Ehemalige Bauwerke
- Die im 14. Jahrhundert erwähnte Spitalmühle am Zusammenfluss von Steyr und Enns wurde in den 1950er Jahren abgerissen.[77]
- Der Schönauerstadel wurde 1729–1732 errichtet[78] und am 12. Februar 1972 im Zuge des Baues des Hundsgrabenumfahrung gesprengt.[79]

## Kultur

### Denkmäler
- Bruckner-Denkmal
- Gedenkstein für die Opfer des KZ-Nebenlager Steyr-Münichholz
- Waldenser-Denkmal/Ketzer-Denkmal (1997) von Gerald Brandstötter
- Werndl-Denkmal auf der Promenade

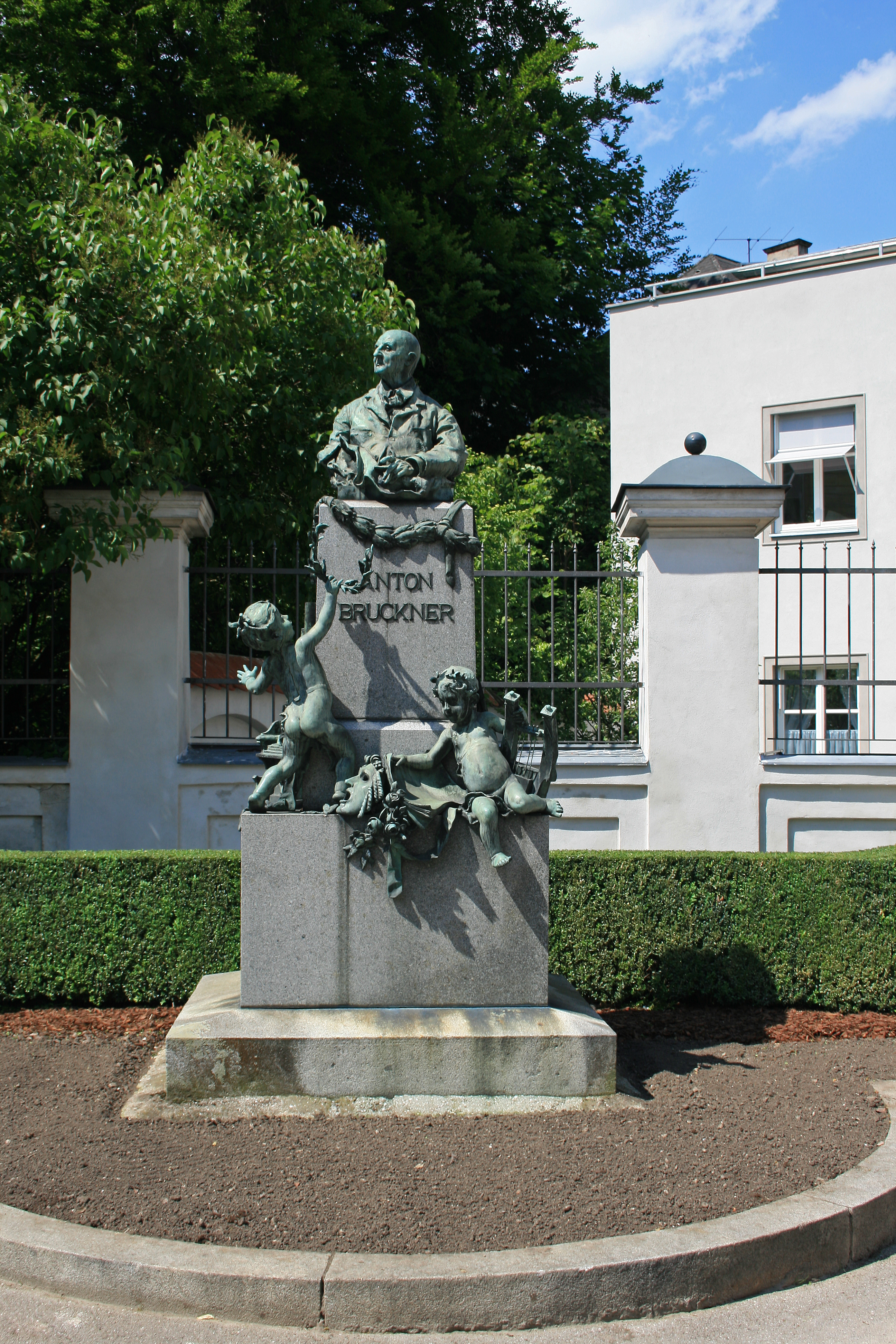
Brucknerdenkmal
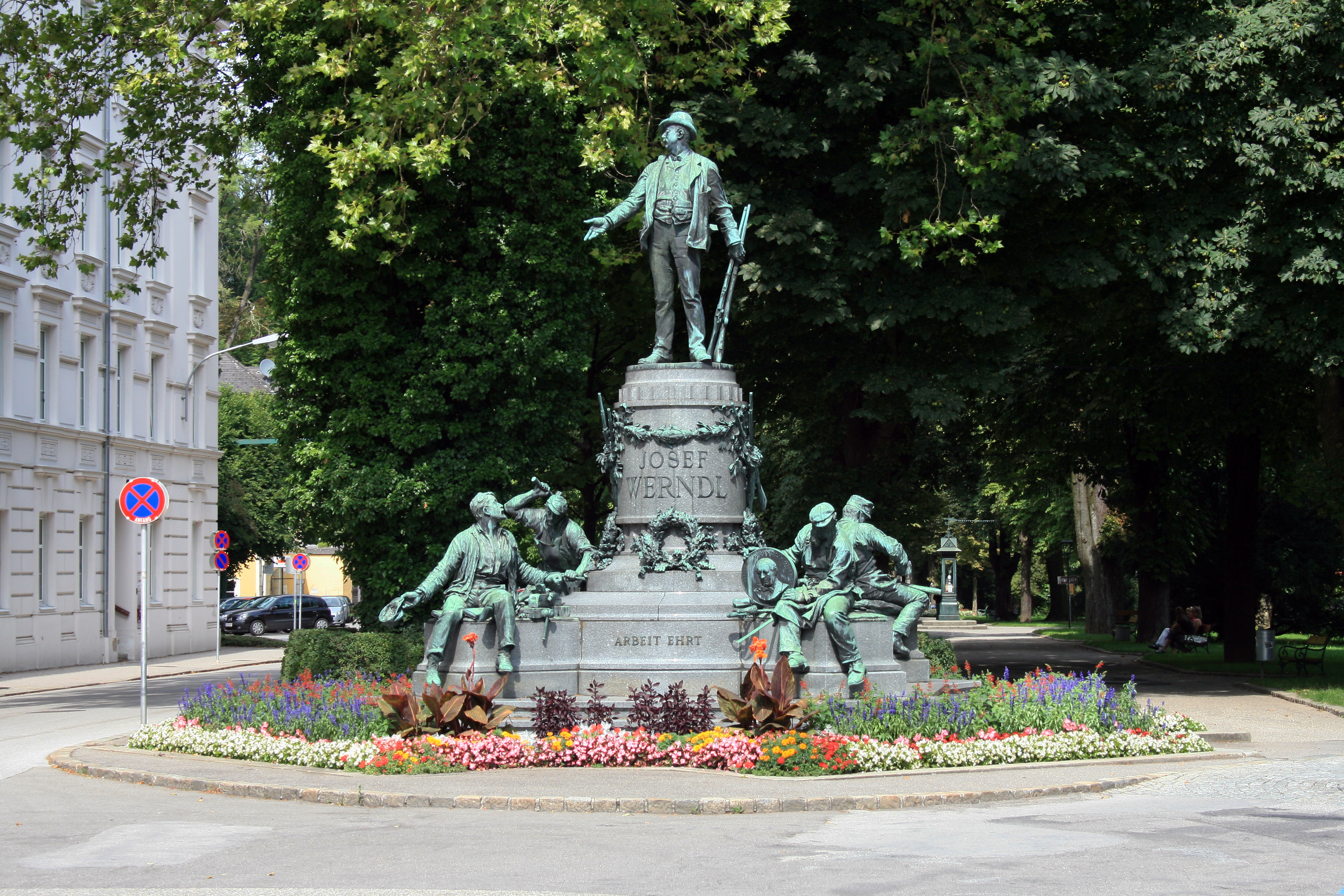
Das Werndldenkmal auf der Promenade
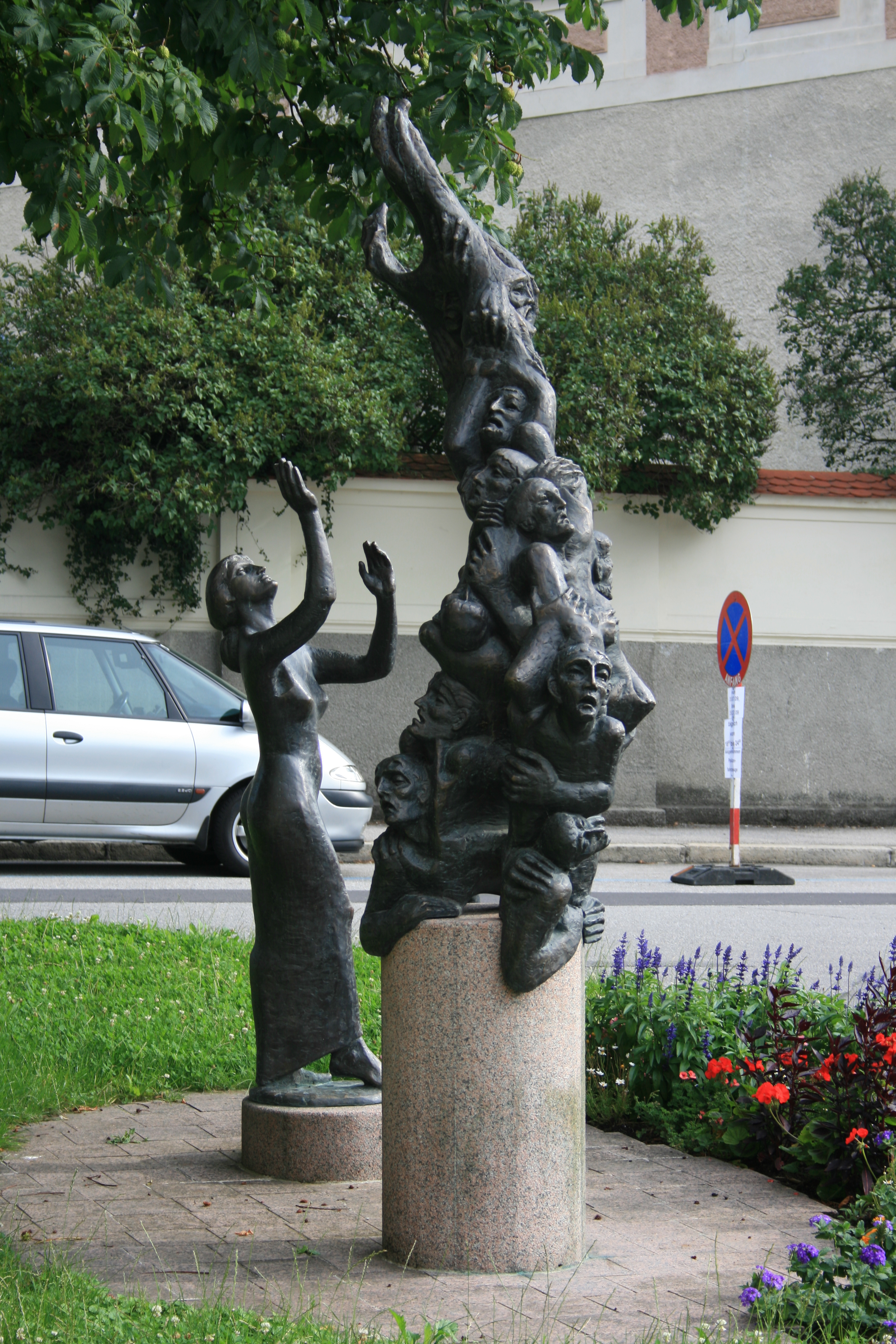
Waldenserdenkmal bei Schloss Lamberg

#### Gedenktafeln, -Plaketten, -Inschriften
Über dem Eingang des Bürgerspitals am Michaelerplatz erinnert eine Tafel von 1544 an Elisabeth von Görz und Tirol, die das 1303 niedergebrannte Spital 1305 wieder aufbauen ließ. In der Siernigerstraße 28 erinnert eine 1895 angebrachte Marmortafel an einen Besuch Kaiser Josephs II. 1771 beim Messerer Joseph Aitenberger. Die lateinische Inschrift über dem ehemaligen ennseitigen Tor des Neutores (Zugang zum Aussichtsbalkon) berichtet vom Hochwasser 1572 und dem Wiederaufbau 1576. Die Malereien darüber zeigen den Doppeladler des Heiligen Römischen Reiches und den Adler von Österreich. Eine Tafel mit deutscher Übersetzung wurde 1980 angebracht. In Zwischenbrücken erinnert eine Inschrift an der Löwenapotheke an Verhandlungen, die zum Frieden von Lunéville führten und die 1998 von Gerald Brandstötter gestaltete Gedenktafel Rettet das Steyrtal an der Schlossmauer an die verhinderte Ausleitung der Steyr in die Enns.
Die Tafel am Geburtshaus Aloys Blumauers zur Engen Gasse wurde am 21. Dezember 1863 angebracht und dürfte die älteste Geburtstafel sein. An Josef Werndl erinnern Tafeln am Geburtshaus am Wieserfeldplatz (1894) und am Sterbehaus, dem Petzengütl, in der Sepp-Stöger-Straße (1911).
Die Stolpersteine sind Teil eines internationalen, in den 1990er Jahren begonnenen Kunstprojektes von Gunter Demnig. Die ersten Steyrer Stolpersteine wurden 2023 verlegt.

### Museen
- Stadtmuseum Steyr: das städtische Museum befindet sich im Innerberger Stadel, Grünmarkt 26.
- Museum Arbeitswelt Steyr: situiert in revitalisierten Fabrikgebäuden aus der Mitte des 19. Jahrhunderts im historischen Steyrer Wehrgraben mit Ausstellungen, Projekten und Veranstaltungen zu gesellschaftlich relevanten Themen.
- Stollen der Erinnerung: Dauerausstellung in einem ehemaligen Luftschutzbunker über die Jahre 1938 bis 1945 sowie die Geschichte des Widerstandes in Steyr und den Umgang mit der NS-Vergangenheit.
- Eisenuhren Museum Schmollgruber: das Museum befindet sich im Gebäude Grünmarkt 2. Im Schmollgruberhaus befindet sich auch heute wieder eine Uhrmacherwerkstatt nach alter Handwerkstradition. Die ältesten Exponate sind Türmeruhren (Ende 14. Jahrhundert), Eisenuhren aus der Barockzeit etc.
- 1. Österreichisches Weihnachtsmuseum: geöffnet im Advent bis ins neue Jahr hinein. Das Weihnachtsmuseum befindet sich im früheren Bürgerspital, einem der ältesten Gebäude der Stadt, neben der Barockkirche St. Michael.

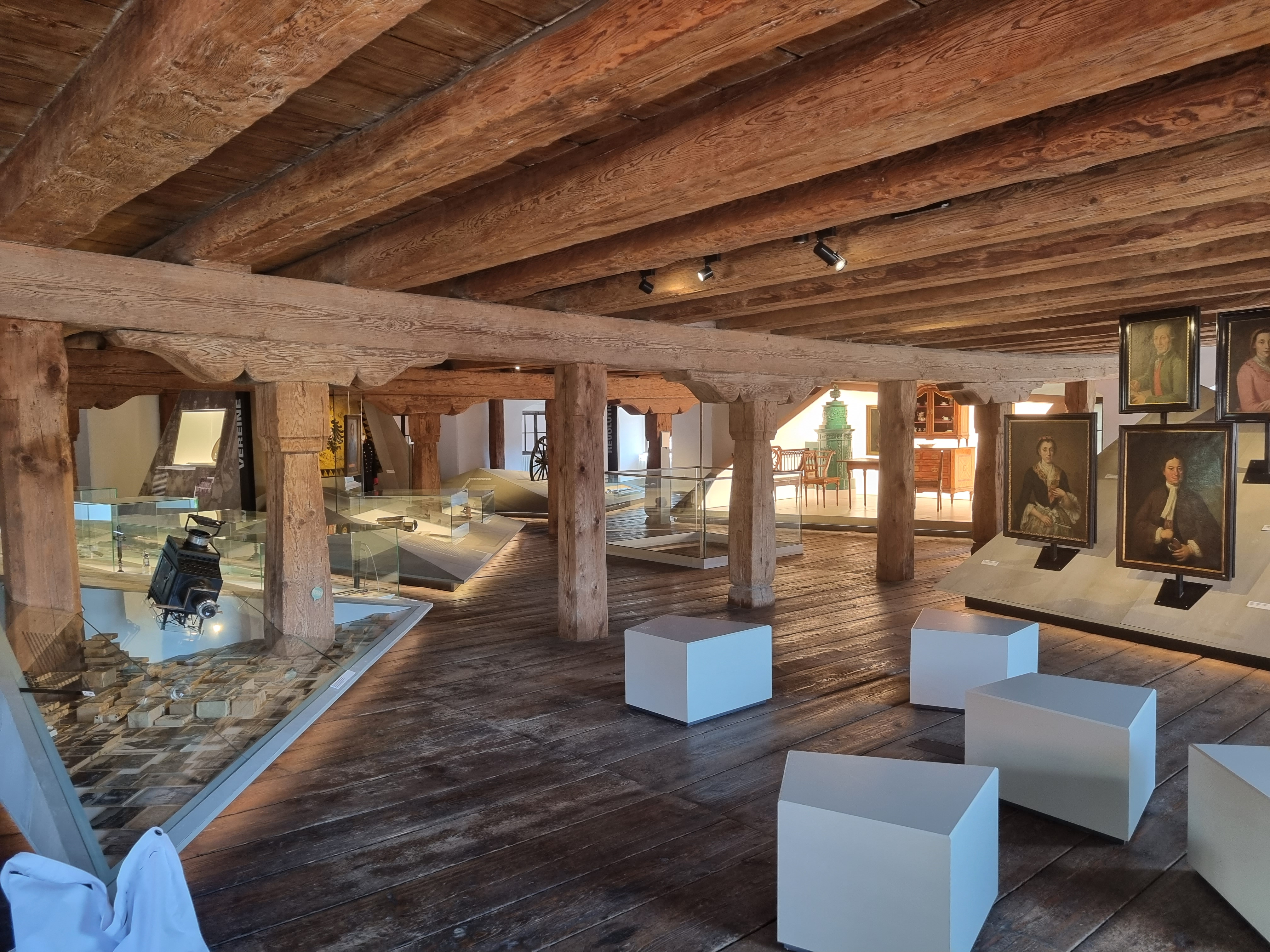
Ausstellungsraum des Stadtmuseums im Innerberger Stadel
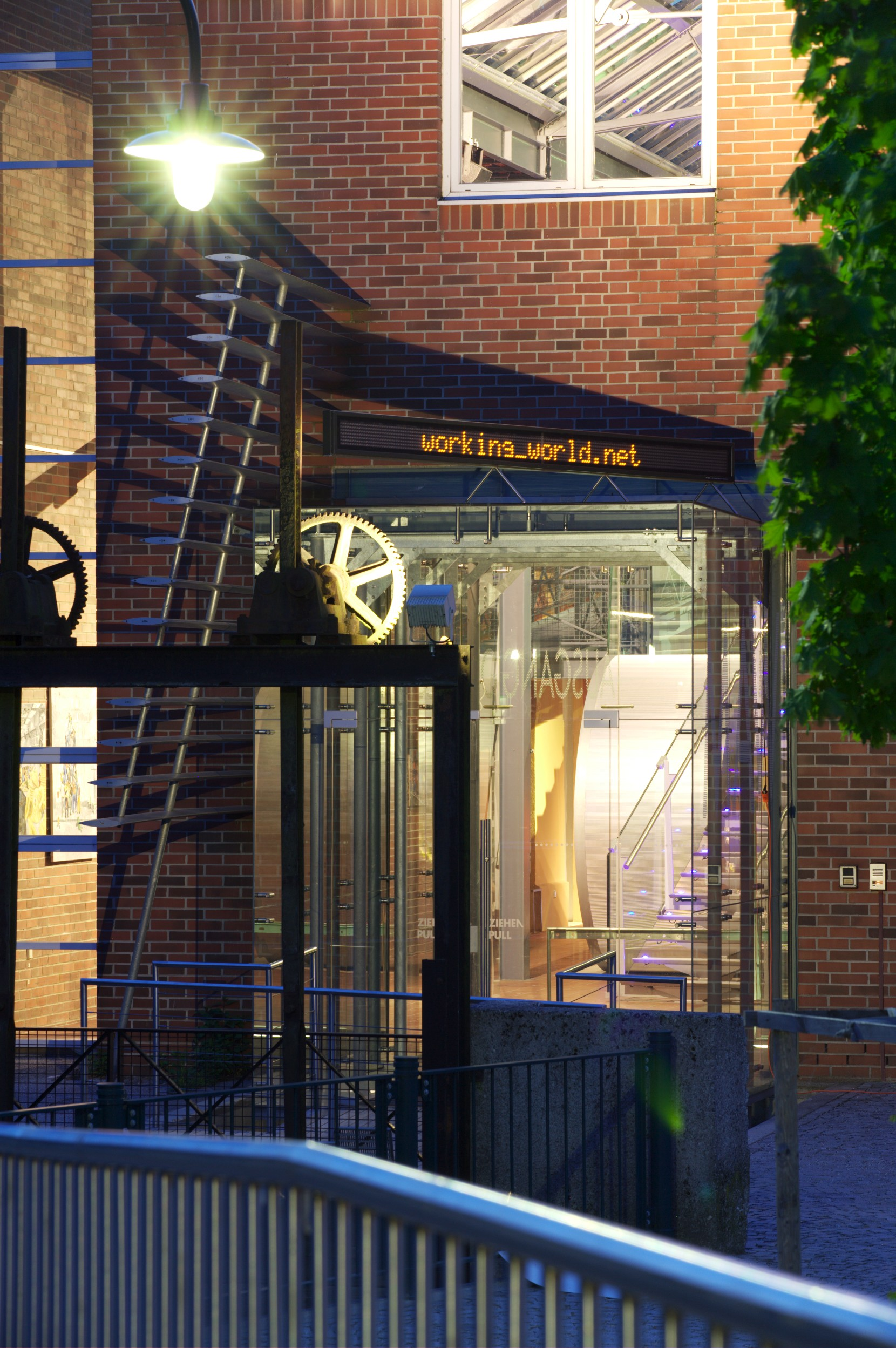
Eingang des Museums Arbeitswelt
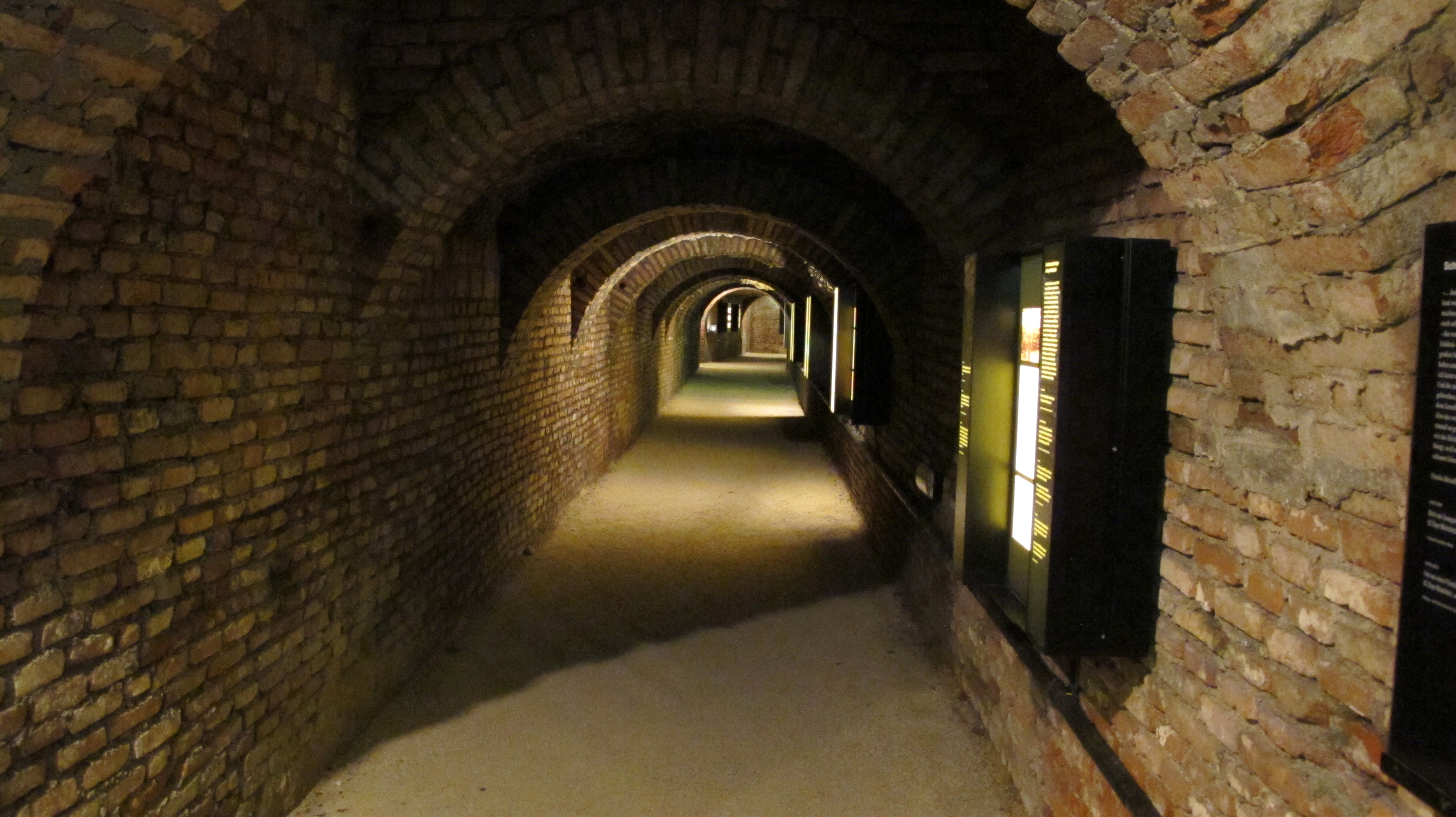
Stollen der Erinnerung
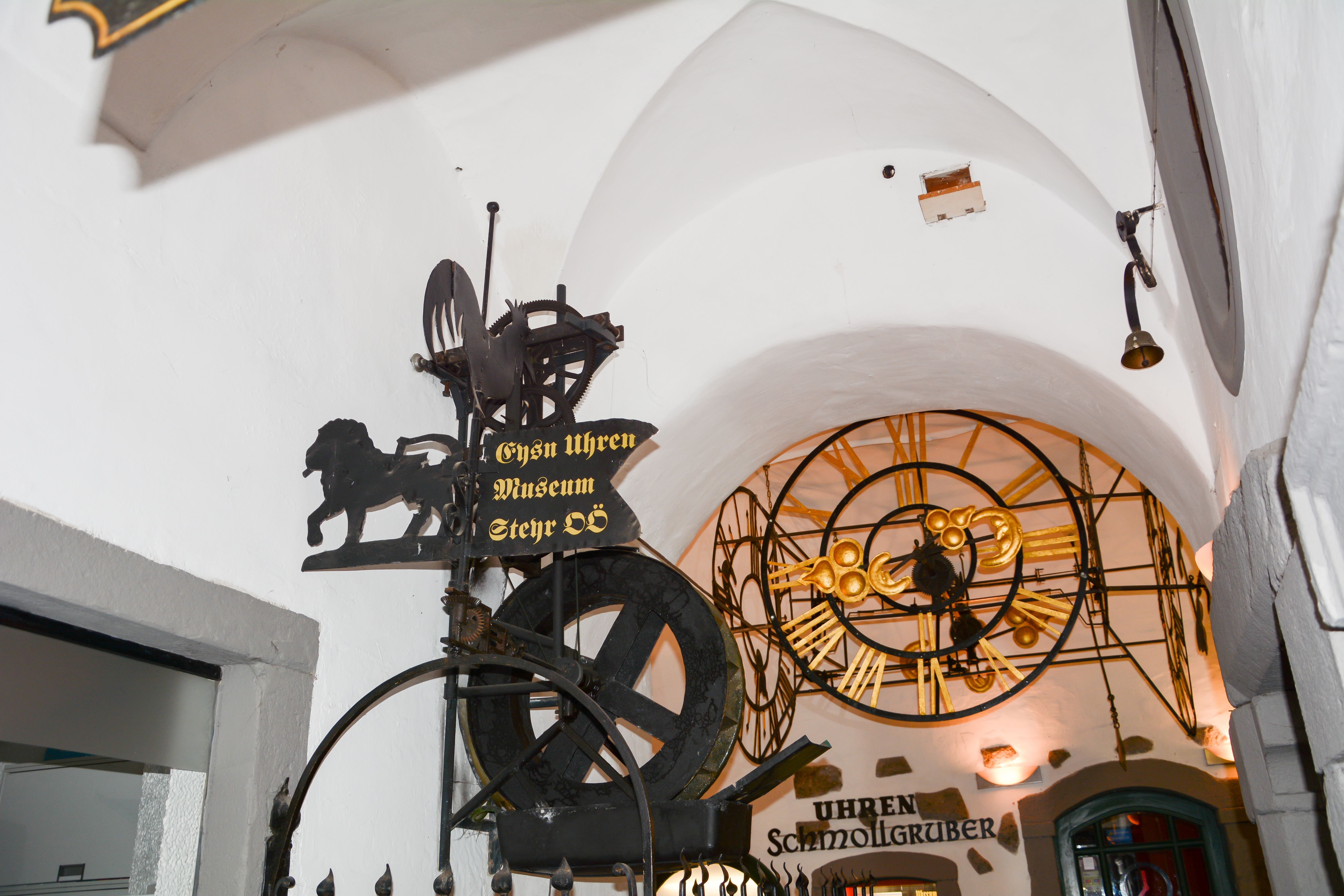
Eisenuhren Museum
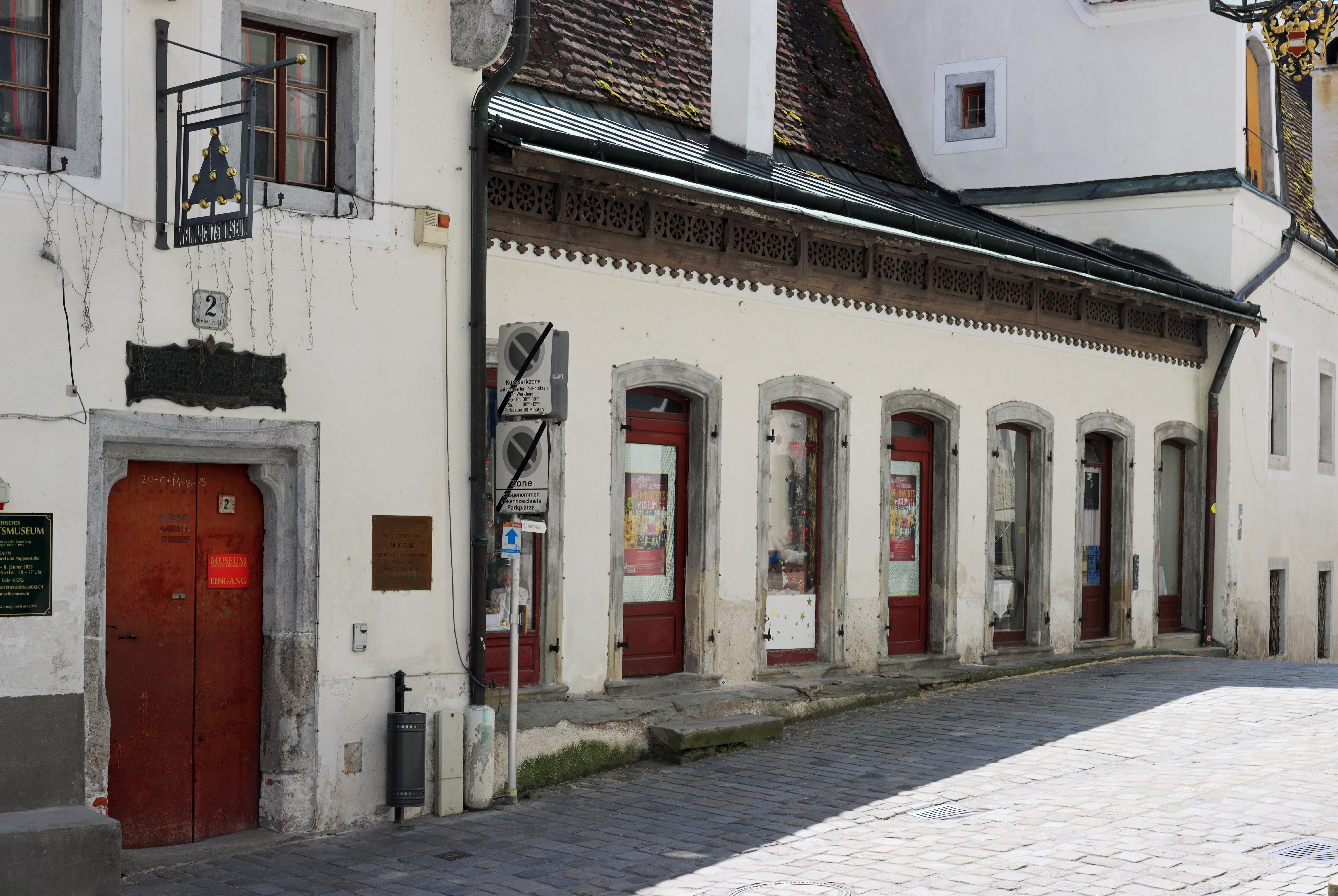
1. Österreichisches Weihnachtsmuseum

Museumsbahn 
- Steyrtal-Museumsbahn: Die Steyrtalbahn ist Österreichs älteste Schmalspurbahn. Spurweite: 760 mm

### Theater

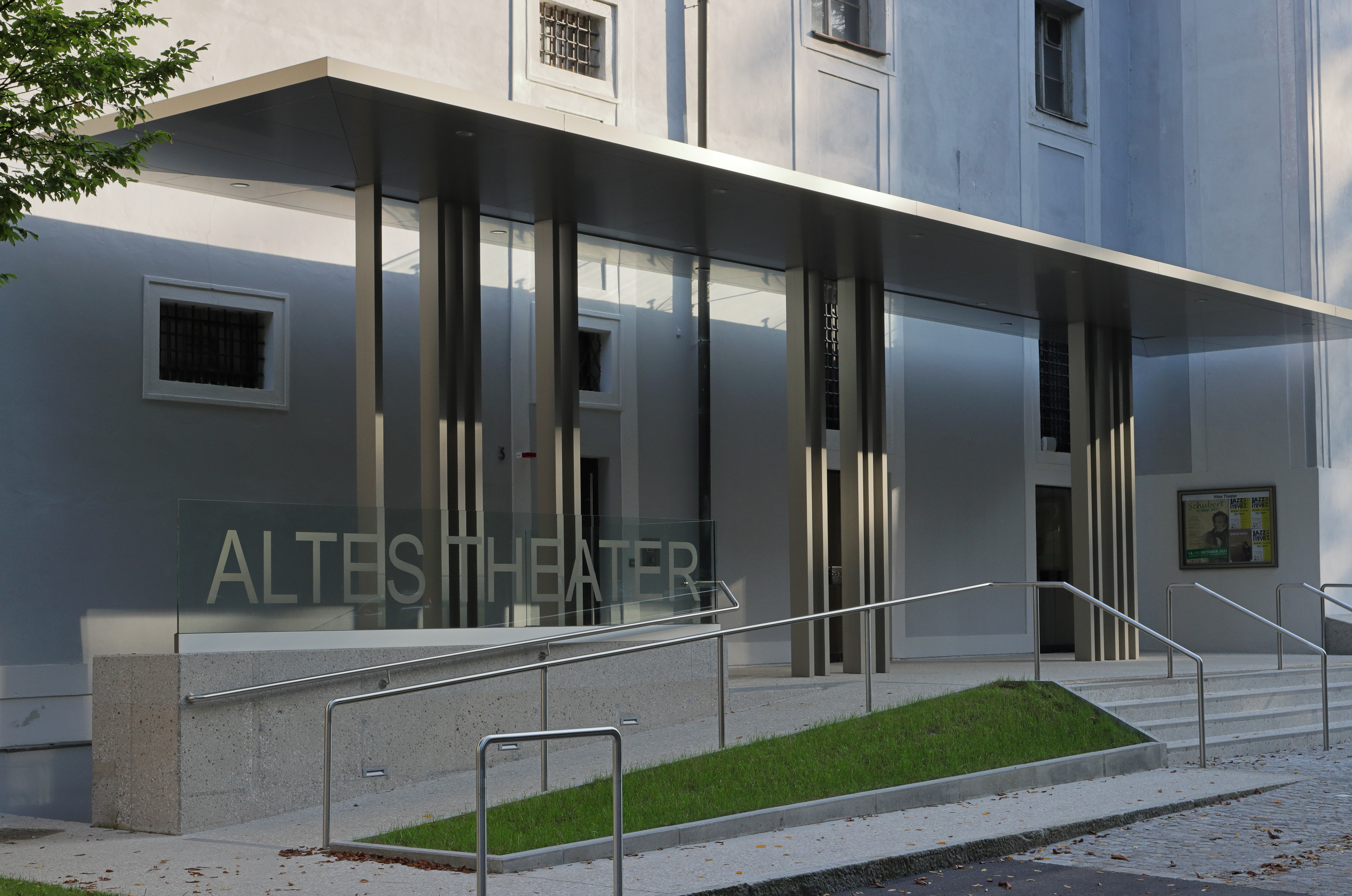
Eingang des alten Stadttheaters

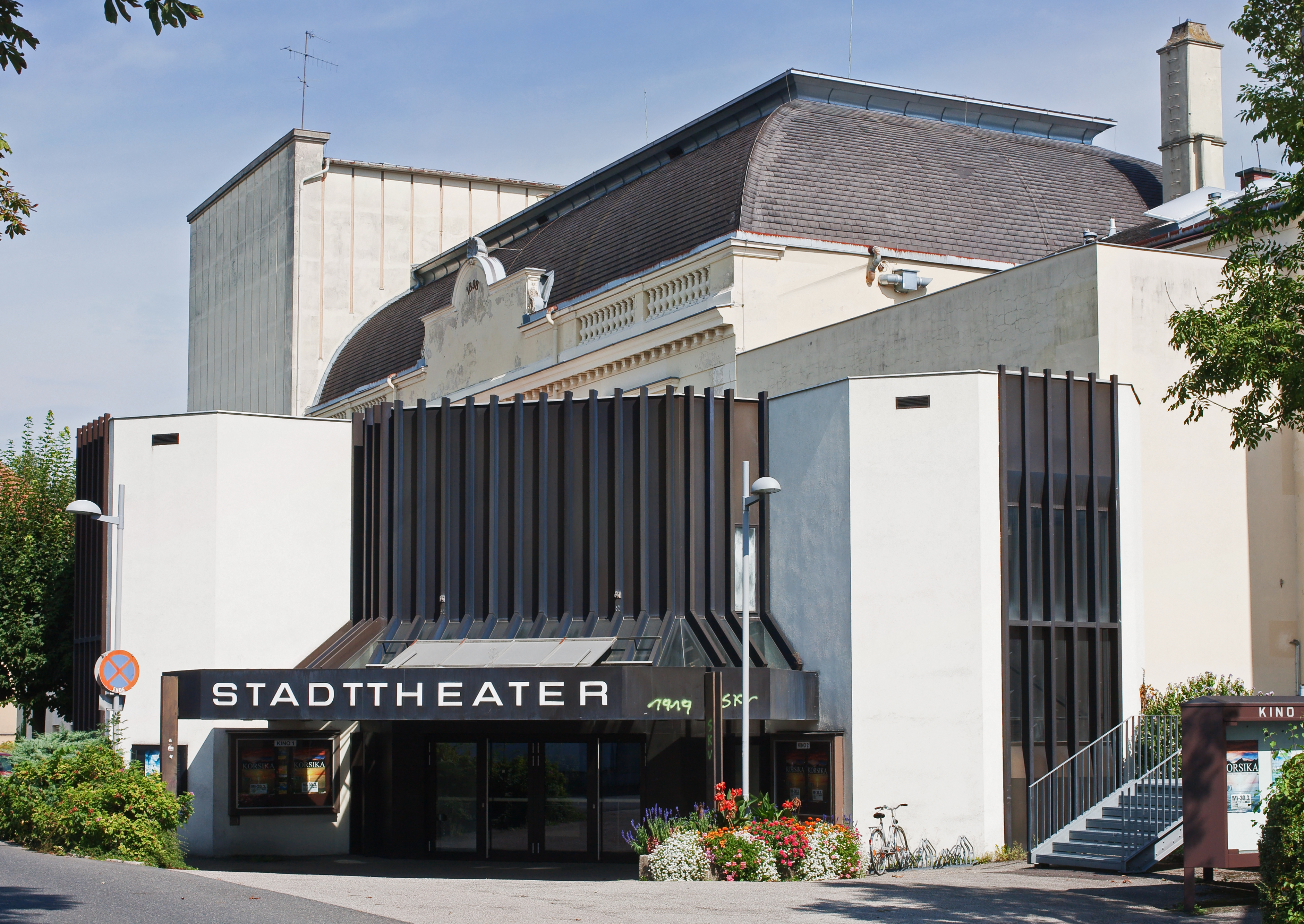
Neues Stadttheater

- Das Alte Stadttheater Steyr (Promenade 3, früher Berggasse 10) ist ein ehemaliges barockes Klostergebäude. 1796 wurde es zu einem Theater umgebaut und am 16. Mai mit der Oper Zigeuner von Christian Gottlob Neefe eingeweiht. Der Bau eines größeren Theaters in der Industriehalle im Jahr 1958 (Neues Stadttheater, Volksstraße 5) bewirkte die Schließung. Nach Umbauarbeiten, bei denen unter anderem der Eingang zur Promenade verlegt wurde, wird das Haus seit Herbst 1980 wieder bespielt. Es gibt 233 Sitz- und 30 Stehplätze auf der Galerie.[85]

- Das neue Stadttheater Steyr wurde 1957/1958 an die 1898 eröffnete Industriehalle angebaut. In der Halle befand sich schon seit 1924 das Volkskino. Das im Schüttbauverfahren errichtete Haus erhielt einen für damalige Verhältnisse hochmodernen bühnentechnischen Apparat, so hat die Drehbühne über 11 Meter Durchmesser. Die Eröffnung erfolgte am 27. September 1958 mit Giacomo Puccinis La Bohème. Das Haus bietet insgesamt 588 Personen Platz.[86]

- Das Puppentheater Steyrer Kripperl bringt von Advent bis nach Dreikönig Aufführungen mit weihnachtlichen Szenen und lokalhistorischen Ereignissen. Es ist heute eines der letzten noch bespielten Stabpuppentheater im deutschsprachigen Raum (Innerberger Stadel, Grünmarkt 26).[87]

- Das AKKU Kulturzentrum (Färbergasse 5) wurde 1985 gegründet und bietet Theater, Kabarett, Konzerte und Lesungen.[88]

### Musik
Bedeutende Musiker wirkten in Steyr, unter anderem Anton Bruckner und Franz Schubert. Anton Bruckner hatte enge Beziehungen zum Steyrer MGV Sängerlust, der 2014 sein 170 Bestandsjubiläum feiert. Originale aus der Feder von Anton Bruckner befinden sich im Archiv des Steyrer MGV Sängerlust. Der Steyrer MGV Sängerlust unterstützte auch immer wieder das Musikfestival Steyr mit seiner Mitwirkung unter anderem bei Beethovens Ode an die Freude in der 9° Sinfonie und Marc-Antoine Charpentiers Te Deum.
In der Musikdokumentation Jedem Dorf sein Underground von Jakob M. Kubizek (2018, 80 min), beleuchtet der Filmschaffende sowohl die Undergroundmusikszene der 1990er in Steyr, als auch die Entstehung der Jugendkultur im Kulturhaus Röda.

### Auszeichnungen
- 1980–2007 Literaturpreis der Stadt Steyr

### Kinos

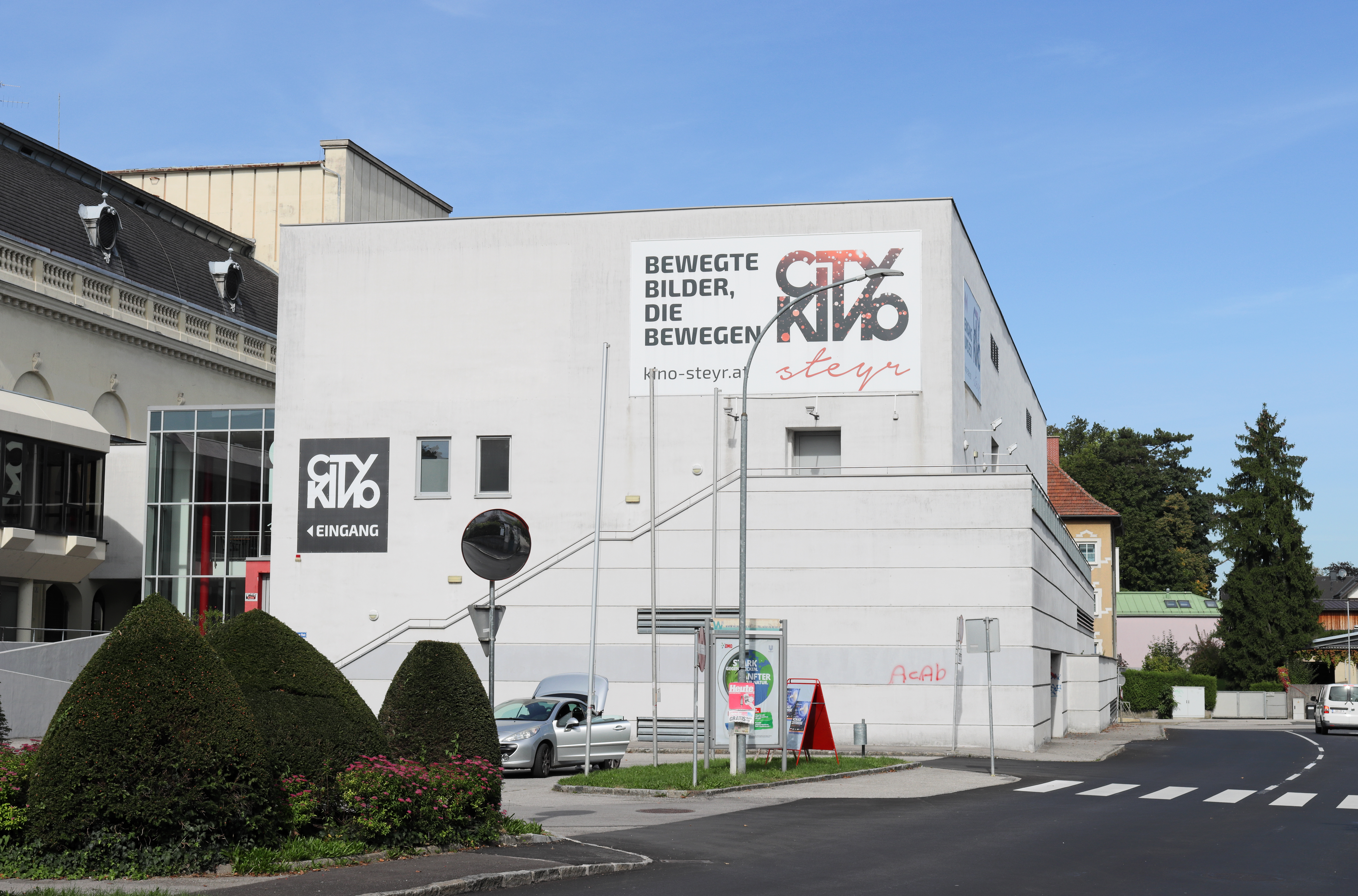
City Kino

Zuerst gab es lediglich Wanderkinos bei Veranstaltungen und großen Märkten. Am Grünmarkt eröffnete 1908 mit dem Steyrer Biograph das zweite ortsfeste Kino Österreichs (das erste bestand bereits seit 1900 in Wels). Das Biograph schloss 1974. Ab 1924 gab es das Volkskino in der Industriehalle (Stadttheater), 1951 wurde es umgebaut. Das Stadtkino (Ostkino) bestand von Oktober 1945 bis Ende 1965 in der alten Turnhalle Jägergasse 1, (ehemalige Brauhaussäle). Nach deren Abbruch 1964 übersiedelte es in die Pachergasse. Neueröffnung war am 25. Dezember 1965. Ende 1948 eröffnete ein Colosseum Kino in der Mitteren Gasse (verbindet den Wieserfeldplatz mit der Sierningerstraße).
Von 1948 bis 1973 bestand das Kino Münichholz im gleichnamigen Stadtteil und bis 2003 das Zentralkino in der Färbergasse. Das Cityplexxx am Hermann-Leithenmayr-Platz (Industriehalle) schloss am 26. Jänner 2011, am 15. April 2011 eröffnete am selben Ort das City Kino. Es ist das einzige Kino direkt in der Stadt.
Inzwischen wurde die Umrüstung auf Digitaltechnik vollzogen.

## Infrastruktur

### Energie

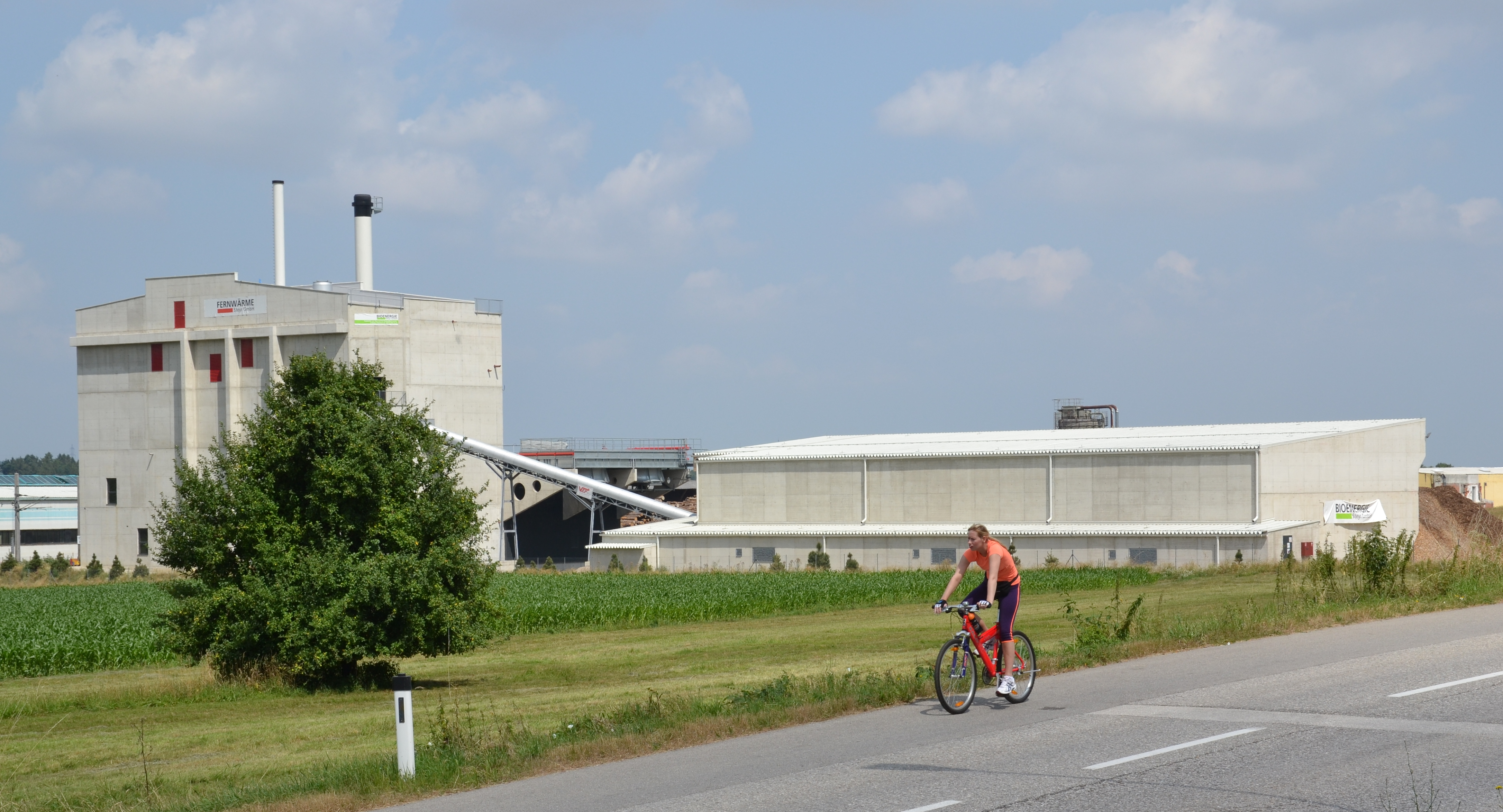
Außenansicht des Biomasseheizkraftwerkes Steyr

Seit dem Jahre 2012 wird Steyr durch ein Fernwärmenetz mit biogener Wärme aus dem Biomasseheizkraftwerk Steyr versorgt. Alle Großverbraucher der Stadt wie BMW, SKF, die Stadtbetriebe, die Wohnbauten in Münichholz, Ennsleite, Resthof und Tabor sind an das biogene Fernwärmenetz angeschlossen.

### Gesundheit

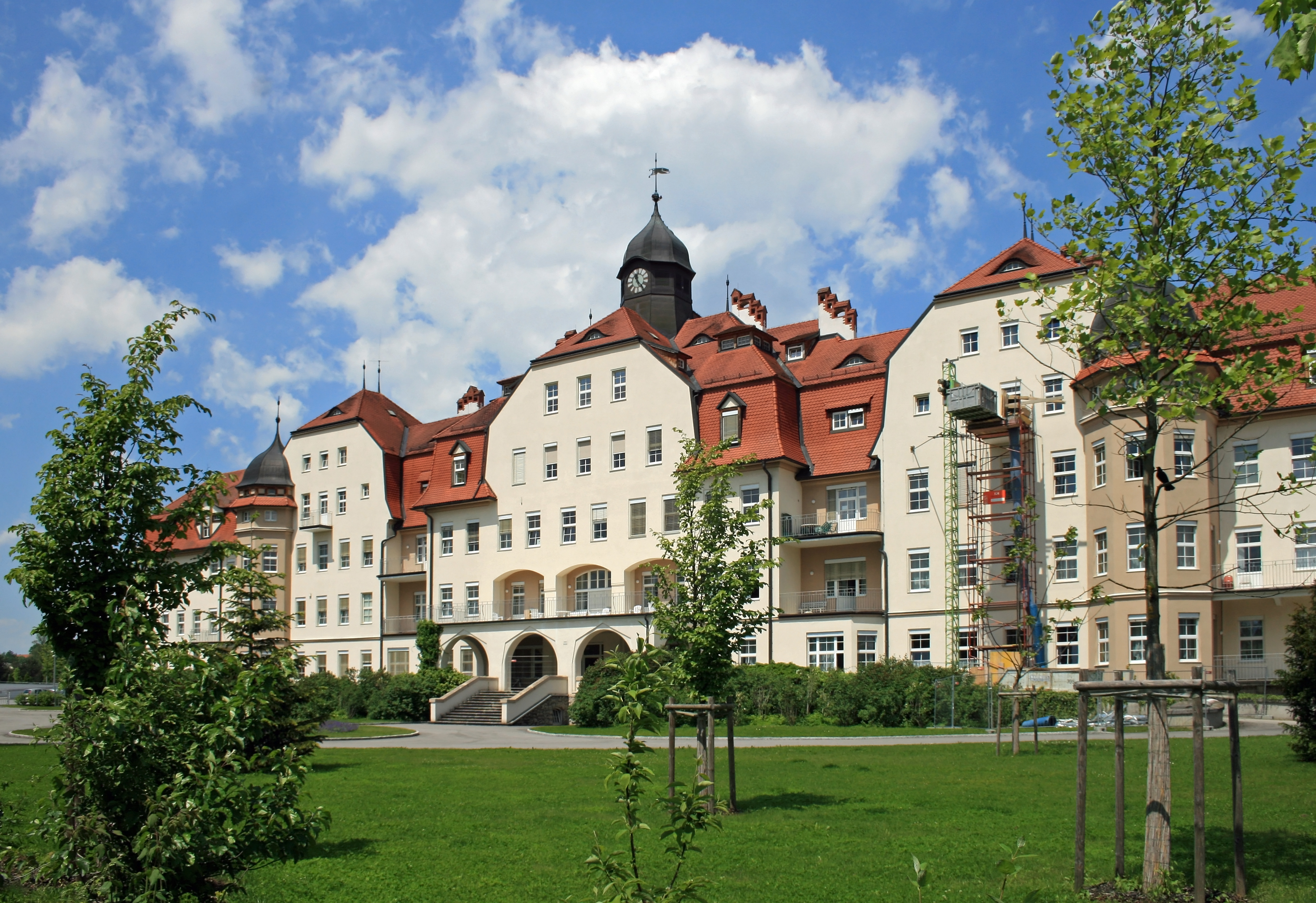
Im Jahr 1916 eröffneter Altbau des Krankenhauses

Das LKH Steyr ist ein Schwerpunktkrankenhaus an der Sierninger Straße 170. Die dortige Schule für allgemeine Gesundheits- und Krankenpflege Steyr bietet unter anderem ein Studium der Pflegewissenschaften sowie eine Ausbildung zu diplomierter Krankenschwester bzw. Krankenpfleger. Der älteste Teil ist der 1916 eröffnete schlossartige Altbau. 1930 ging das Haus von der Stadt Steyr in den Besitz des Landes über. Seit 1935 wurde das Krankenhaus nach und nach erweitert, die letzten Schritte waren ein Psychiatrie-Neubau 2005 und Neubauten für Orthopädie, HNO, Unfallchirurgie, OP und Verwaltung und Versorgung im Jahr 2006. Das LKH Steyr ist ein „Lehrkrankenhaus“ der Medizinischen Universität Innsbruck, der Medizinischen Universität Graz und der Medizinischen Universität Wien.

### Polizei
Als Sicherheitsbehörde für die Stadt fungiert die Landespolizeidirektion Oberösterreich über ihre Außenstelle, das Polizeikommissariat Steyr, welches sich in den Räumlichkeiten des Schloss Lamberg befindet. Ihr unterstellt als Dienststelle des Wachkörpers für das Stadtgebiet ist das Stadtpolizeikommando Steyr, welches über vier Polizeiinspektionen (Stadtplatz (Steyr), Tomitzstraße, Ennser Straße, Münichholz) und ein Polizeianhaltezentrum verfügt.

### Feuerwehr
Die Freiwillige Feuerwehr Steyr ist eine der ältesten und größten Feuerwehren Oberösterreichs. Sie wurde 1864, nach dem Brand des Turmes der Stadtpfarrkirche, gegründet. Fünf Löschzüge (Innere Stadt, Steyrdorf, Gleink, Christkindl, Münichholz) stehen für den Einsatz bei Brand, Hochwasser und im Katastrophenfall in der Stadt Steyr tagtäglich bereit. Mit einem zusätzlichen Technischen Zug, der bis an die Grenze zur Steiermark alarmiert werden kann, und dem Wasserzug, stehen zwei weitere Einheiten 24 Stunden auf Bereitschaft.
Daneben versehen auch vier Betriebsfeuerwehren in Steyr ihren Dienst: die BTF BMW Motoren GesmbH, BTF Pyhrn-Eisenwurzen Klinikum Steyr, BTF Steyr Automotive und BTF SKF Österreich AG.

### Finanzamt und Amt für Betrugsbekämpfung
In Steyr befindet sich an der Promenade eine Dienststelle des Finanzamt Österreich. Auch zwei Teams des Amtes für Betrugsbekämpfung, Bereich Finanzpolizei (ein Finanzpolizei-Team zuständig für die Bezirke Kirchdorf, Perg, Steyr-Land und Steyr-Stadt ein weiteres Finanzpolizei-Team für den Bezirk Linz-Land) sind dort stationiert.

### Verkehr

#### Eisenbahnen
Steyr liegt an der Rudolfsbahn. Es gibt regelmäßigen Zugsverkehr nach Linz (über Sankt Valentin, mit Anschluss an die Westbahn) sowie nach Kleinreifling. Der Streckenabschnitt von St. Valentin nach Steyr wurde im Jahr 1868 eröffnet. Die heutige Gestaltung des Hauptbahnhofs mit Überbauung der Gleisanlagen (Parkhaus, regionaler Busbahnhof) und überdachtem Mittelbahnsteig besteht seit November 1998.

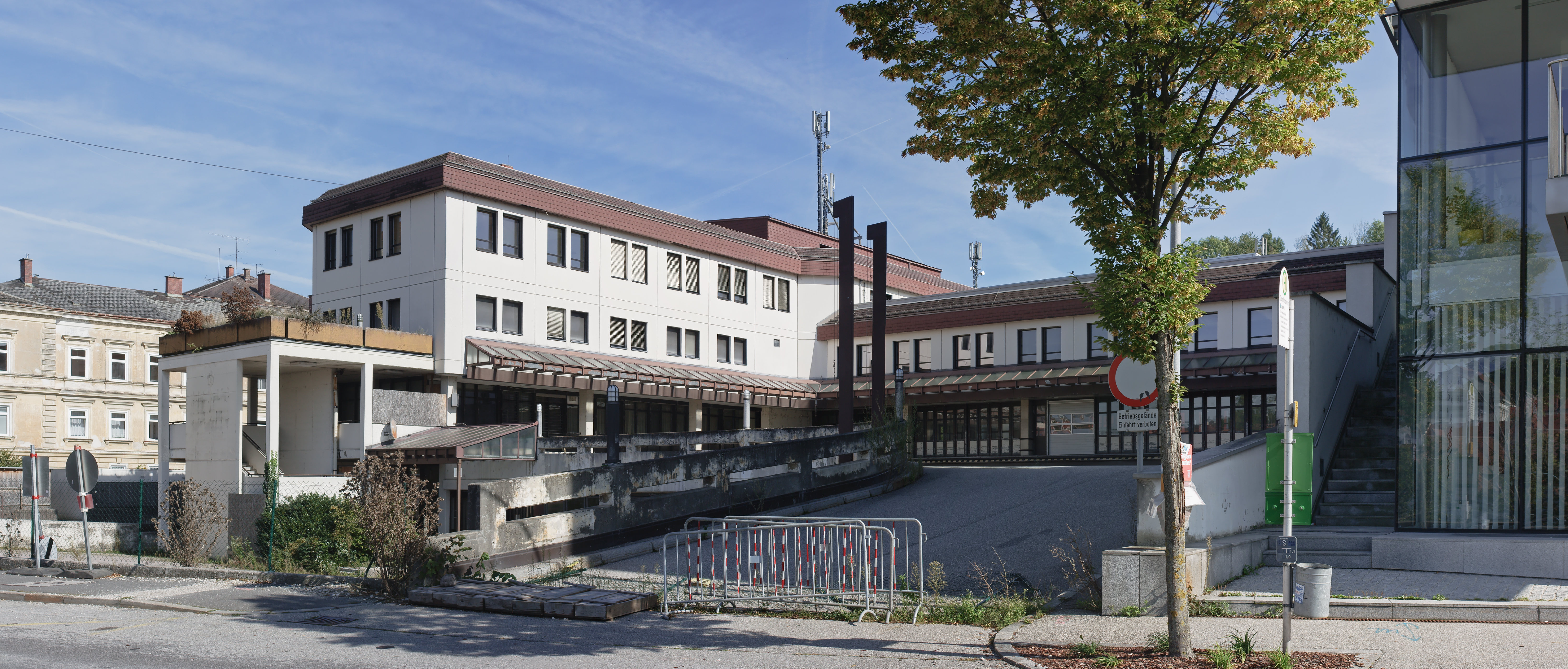
Das leerstehende Postzentrum Dukartstraße, September 2014

Das bis 2024 neben dem Bahnhof liegende Postzentrum Dukartstraße (Alte Post) wurde am 15. Februar 1985 eröffnet und 2012 geschlossen. 2024 wurde es abgerissen.
Die 1889 eröffnete und 1982 eingestellte schmalspurige Steyrtalbahn führte von dem am westlichen Stadtrand gelegenen Bahnhof Steyr-Lokalbahn nach Grünburg, Molln und Klaus, mit einer Zweigstrecke nach Sierning und Bad Hall, sowie in die andere Richtung in das nahe gelegene Garsten mit Anschluss zur Rudolfsbahn. Der Abschnitt von Steyr-Lokalbahn nach Grünburg ist als Museumsbahn erhalten. Züge verkehren während der Sommermonate und in der Adventszeit jeweils an Sams-, Sonn- und Feiertagen.

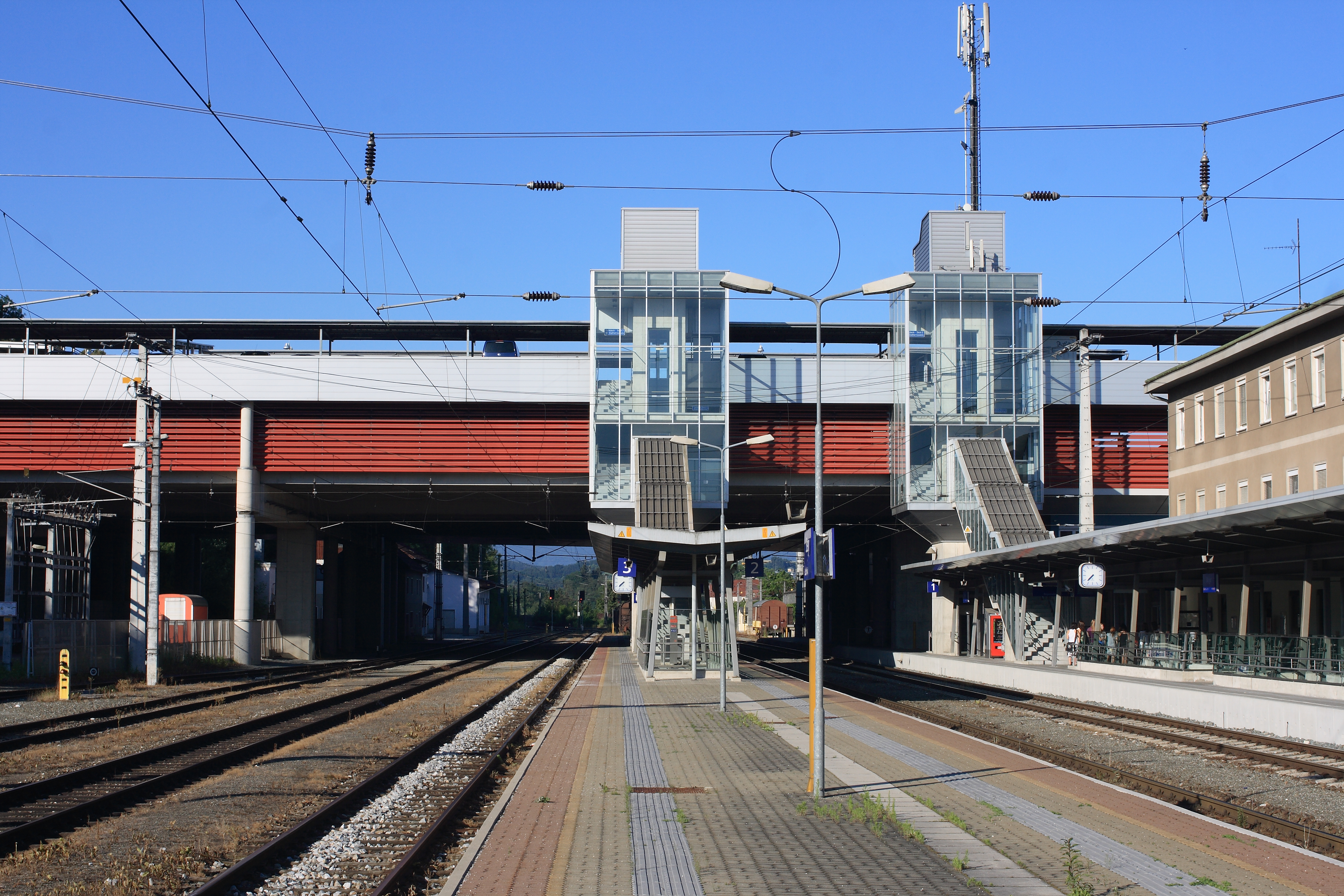
Bahnhof mit überbauter Gleisanlage
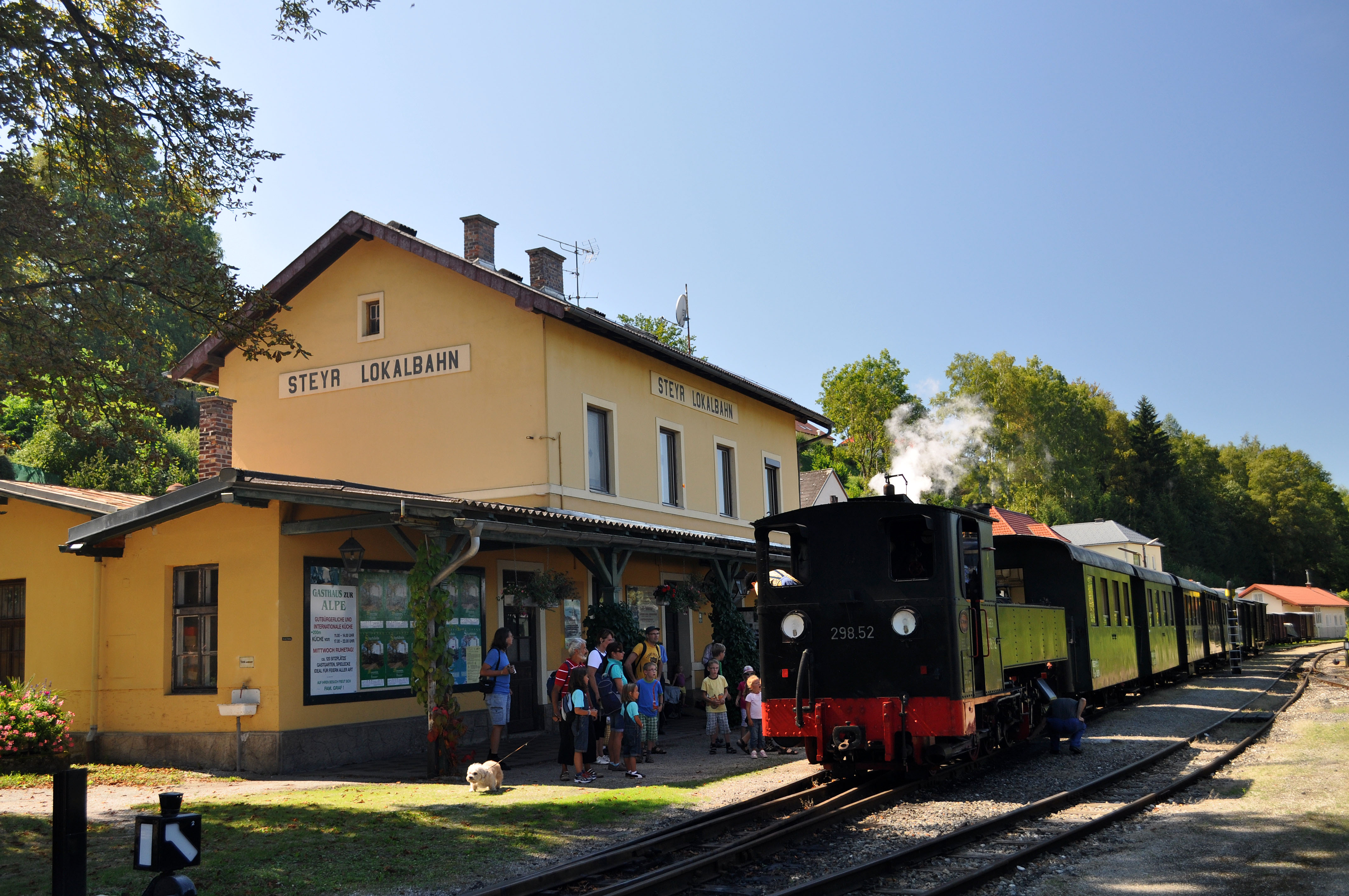
Lokalbahnhof der Steyrtalbahn

#### Straßen
Durch die Autostraße B309 (Steyrer Straße) ist die Stadt seit Herbst 2010 an die A1 angebunden. Zuvor besaß Steyr keinen Anschluss an das hochrangige Straßennetz, allerdings wurde in den 1970er Jahren die nie verwirklichte Voralpen Autobahn von Sattledt über Steyr nach Amstetten geplant. Zu den durch das Stadtgebiet verlaufenden Bundesstraßen gehören die Voralpen Straße (B122) nach Sattledt, die Eisen Straße über Hieflau, Eisenerz und den Präbichl-Pass nach Leoben und Traboch, sowie die Steyrer Nordspange (B122a).

#### Buslinien
Postbusse verkehren unter anderem nach Linz, Kirchdorf an der Krems, Amstetten und Wels. Für den öffentlichen Nahverkehr innerhalb der Stadt ist der Stadtbus Steyr zuständig – auf insgesamt zehn Linien werden rund 13.700 Fahrgäste pro Tag transportiert. Von der Vorweihnachtszeit bis Silvester verkehrt jedes Jahr eine Oldtimer-Buslinie zwischen dem Steyrer Stadtplatz und dem Pfarrhof Christkindl. An einzelnen Tagen werden außerdem die Katastralgemeinde Gleink (Martinimarkt) und die Nachbargemeinde Garsten (Garstner Advent) angefahren.

#### Historische Schifffahrt

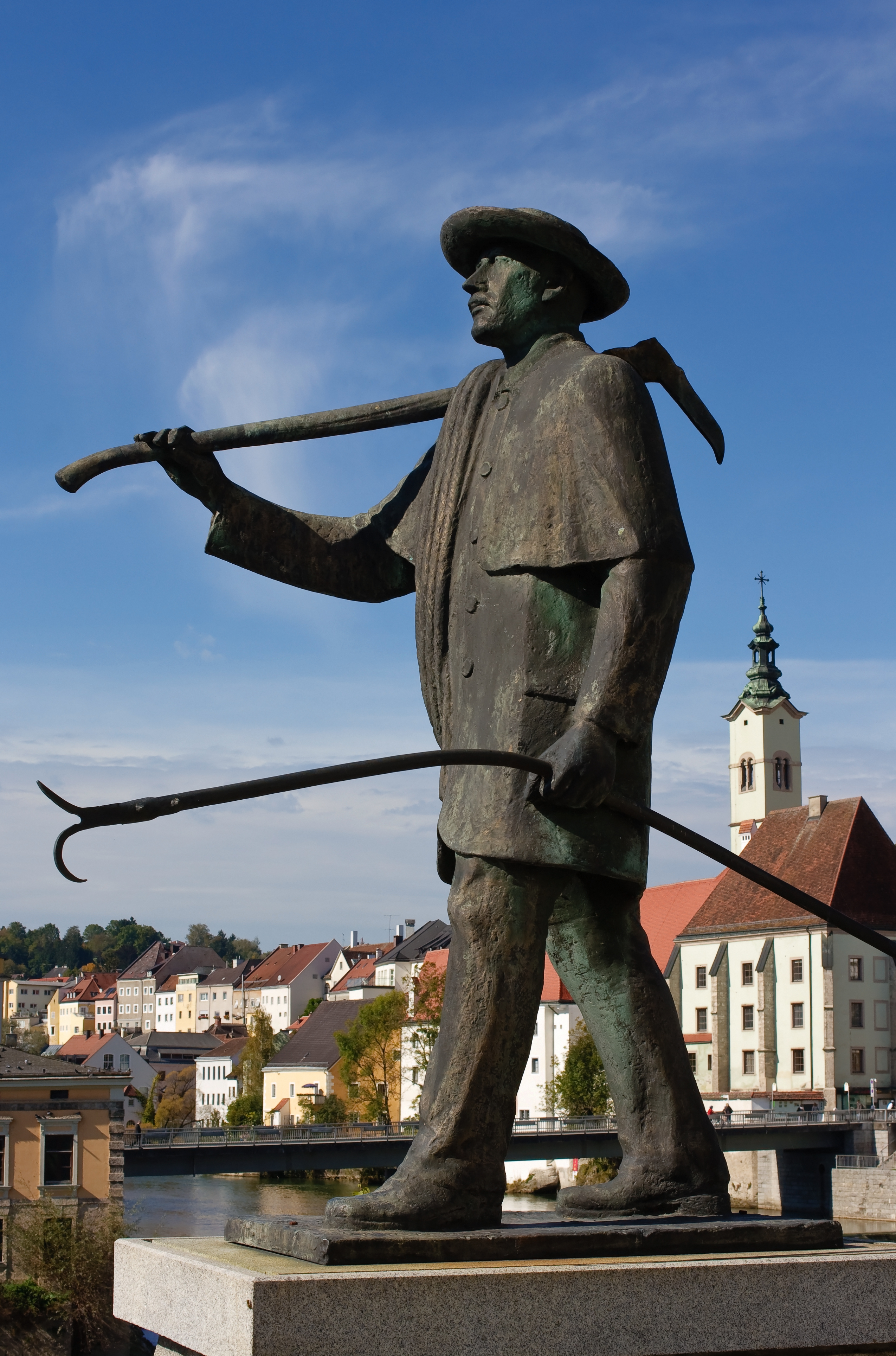
Flößerdenkmal

Schifffahrt, Flößerei und Holztrift auf den Flüssen Enns und Steyr waren für die historische Entwicklung der Stadt Steyr von entscheidender Bedeutung. So gelangten Roheisen vom steirischen Erzberg und Holz bzw. Holzkohle für den Betrieb der Schmiedehämmer nach Steyr. Bis 1890 befuhren Ladenkarl genannte Einmannflöße die Steyr. Danach lieferte die Steyrtalbahn das Holz. Für die Stromaufwärtsschifffahrt wurde an der Enns bis nach Hieflau ein Treppelweg errichtet. Im Gegenzug wurden vor allem Nahrungsmittel transportiert. Nach der Errichtung der Eisenbahn verlor die Ennsschifffahrt an Bedeutung. Dennoch gab es ca. 100 Jahre lang ein Nebeneinander von Eisenbahn und Schifffahrt bis beim Bau der Kraftwerke um 1960 auch die Flößerei auf der Enns ganz eingestellt wurde. An die Flößerei erinnert heute ein 1980 errichtetes Denkmal an der Ennsbrücke nahe der Steyrmündung. Vor dem Bau der Kraftwerke war die Enns auch für die Sportschifffahrt von großer Bedeutung.

### Freizeit

#### Parks
Schlosspark
Ab 1476 wurde unter Johannes Beckenschlager, dem geflohenen Erzbischof von Gran und späteren Erzbischof von Salzburg bei der Styraburg (heute Schloss Lamberg) erstmals ein Burggarten angelegt. Im März 1844 erhielt der damalige französische Ziergarten seine heutige Gestaltung als englischer Landschaftspark. Öffentlich zugänglich ist er seit 23. Juli 1919 und mit 1. August nahm ihn die Stadtgemeinde in Pacht. 1938 übernahm die Reichsforstverwaltung den Park zusammen mit dem Allodialbesitz des Grafen Lamberg und 1942 ging dieser Besitz an den Reichsgau Oberdonau über. Von diesem erwarb die Stadt den Park zusammen mit Glashäusern, Wasserturm und Gartenpavillon. Der Gartenpavillon (Blumauergasse 1) blieb lange ungenutzt und wurde erst 1969/72 revitalisiert, die letzte Renovierung war 2002.
Die Dreifaltigkeitssäule beim Eingang Blumauergasse stammt von 1714 und stand früher an der Leopold-Werndl-Straße. Ihren heutigen Platz erhielt sie 1974.
Enrica-von-Handel-Mazzetti-Promenade
Von 6. April bis 8. Mai 1875 wurde die 1870/71 erweiterte Promenade bepflanzt. Die Kosten dafür betrugen 2821 fl. 88 kr. Der Beschluss des Gemeinderats für die Benennung des Parks in Enrica-von-Handel-Mazzetti Promenade fiel am 29. Dezember 1931. Der Park wird jedoch heute noch zumeist einfach Promenade genannt.

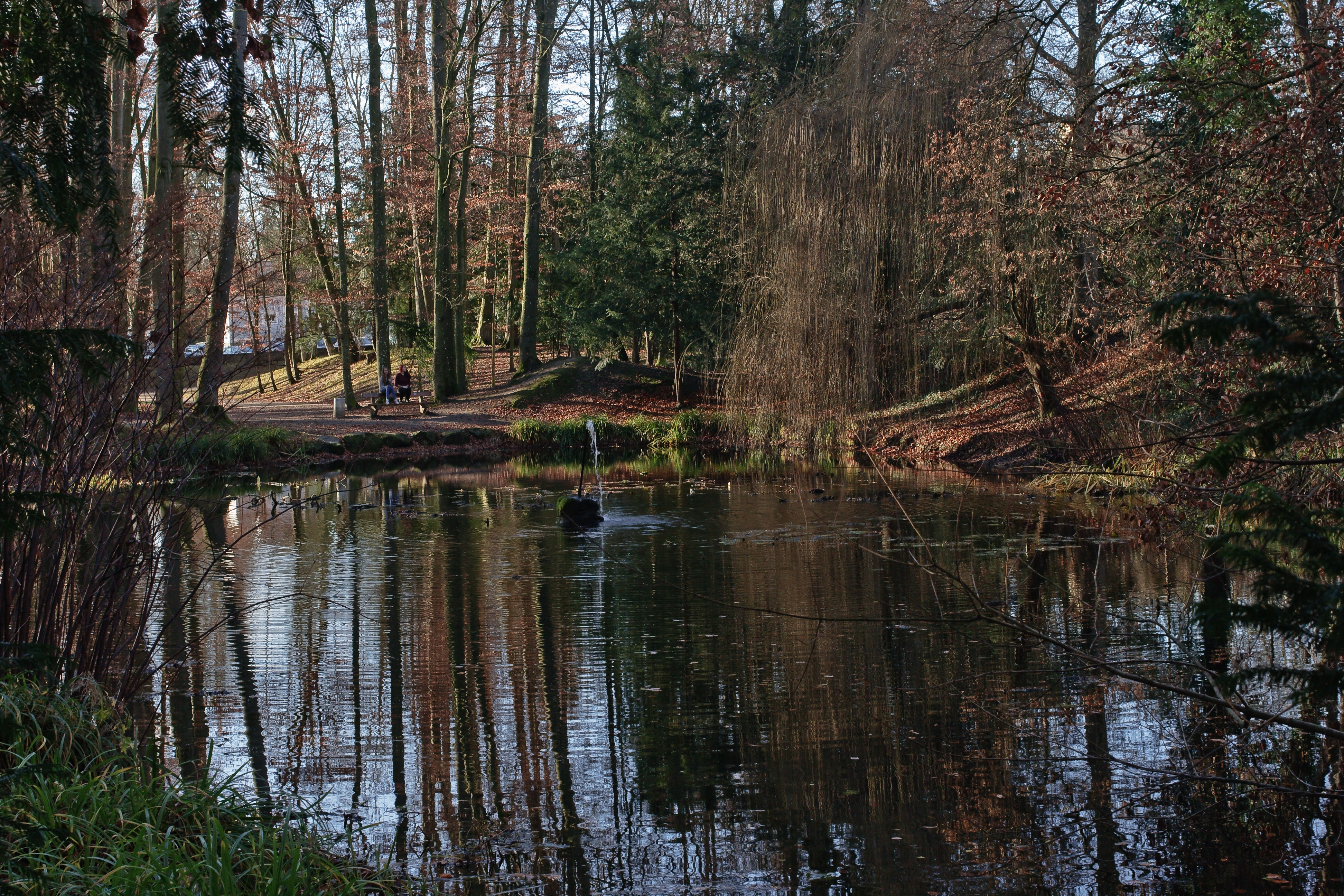
Schlosspark mit Teich
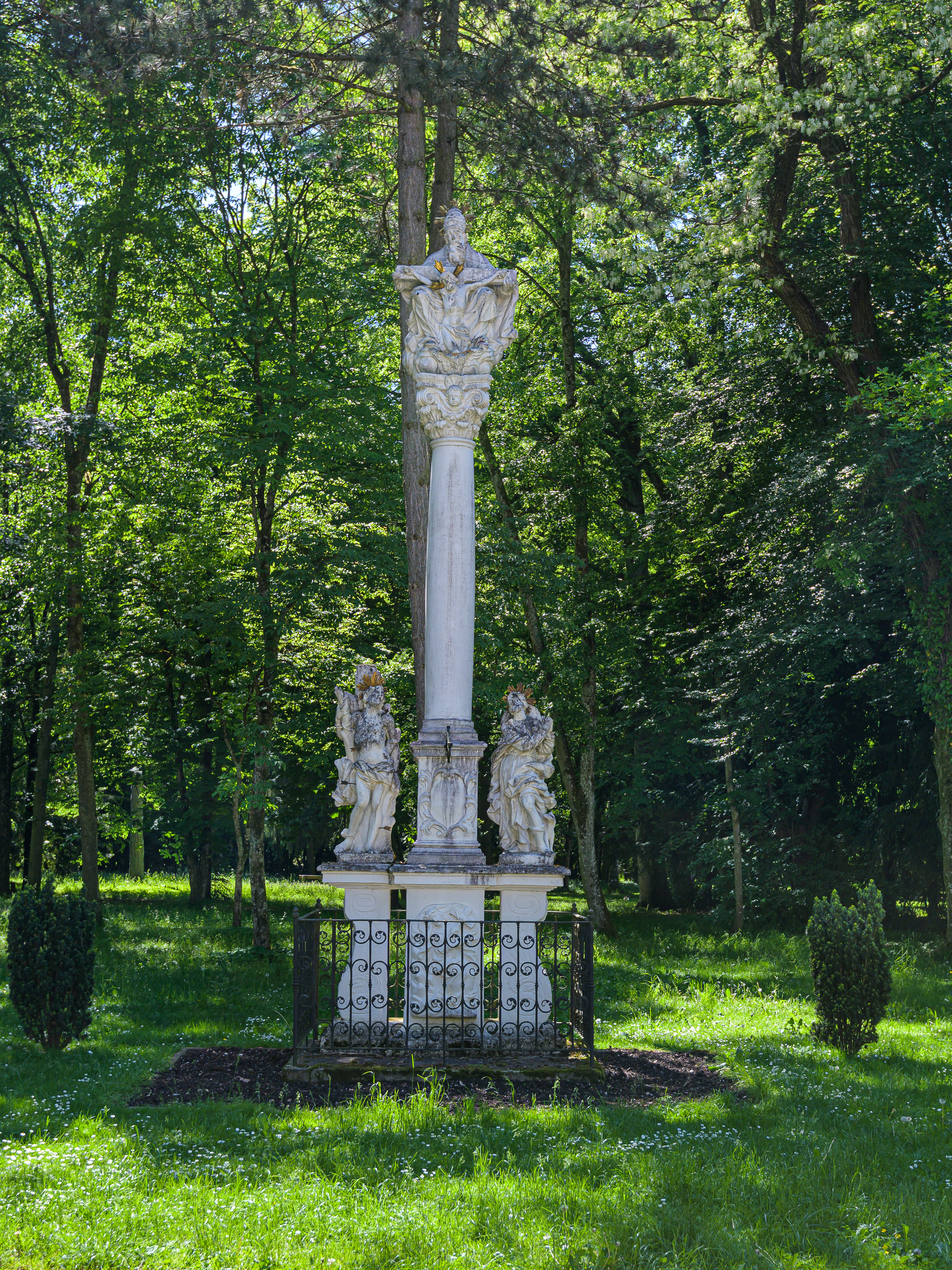
Gnadenstuhl im Schlosspark
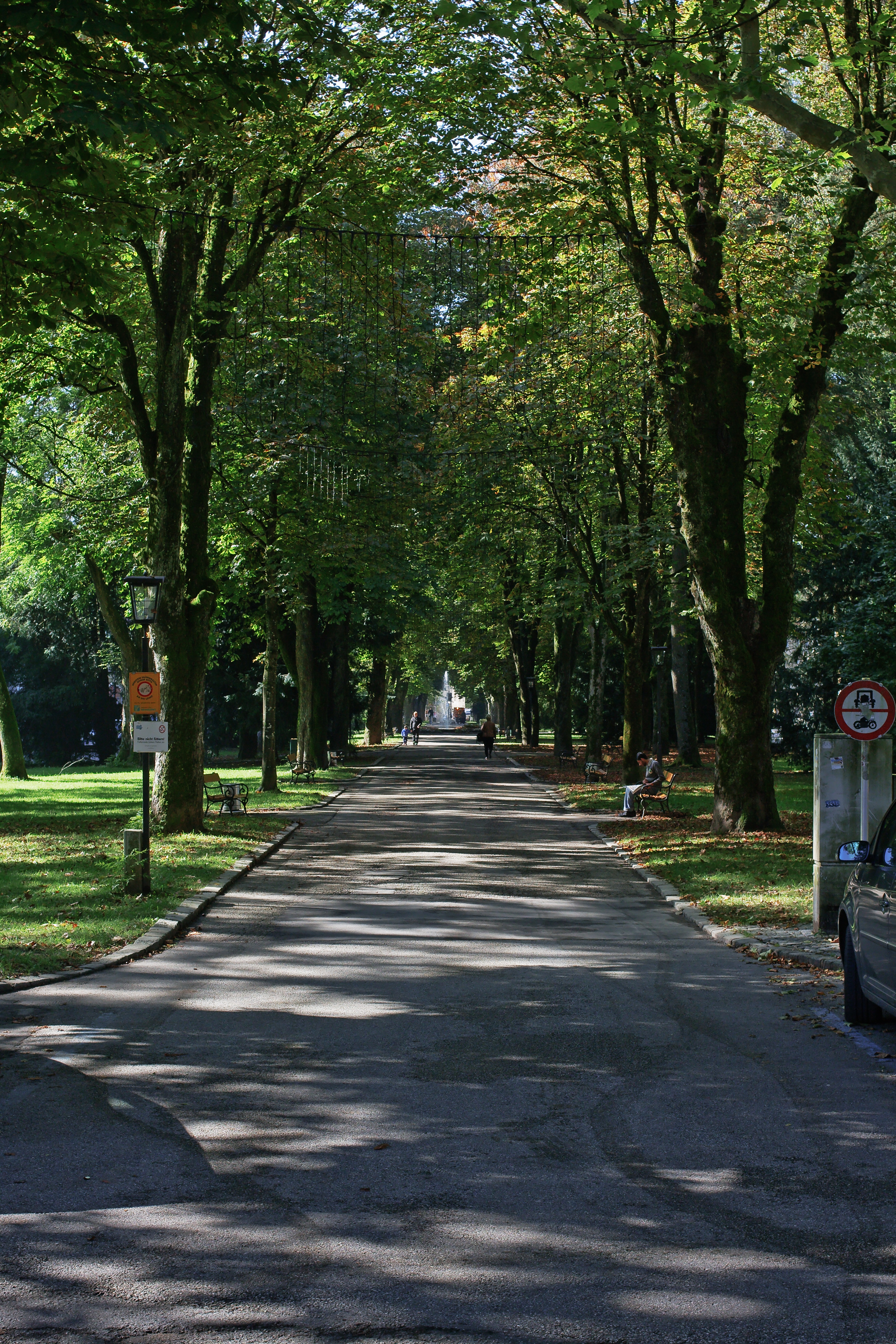
Handel-Mazzetti-Promenade
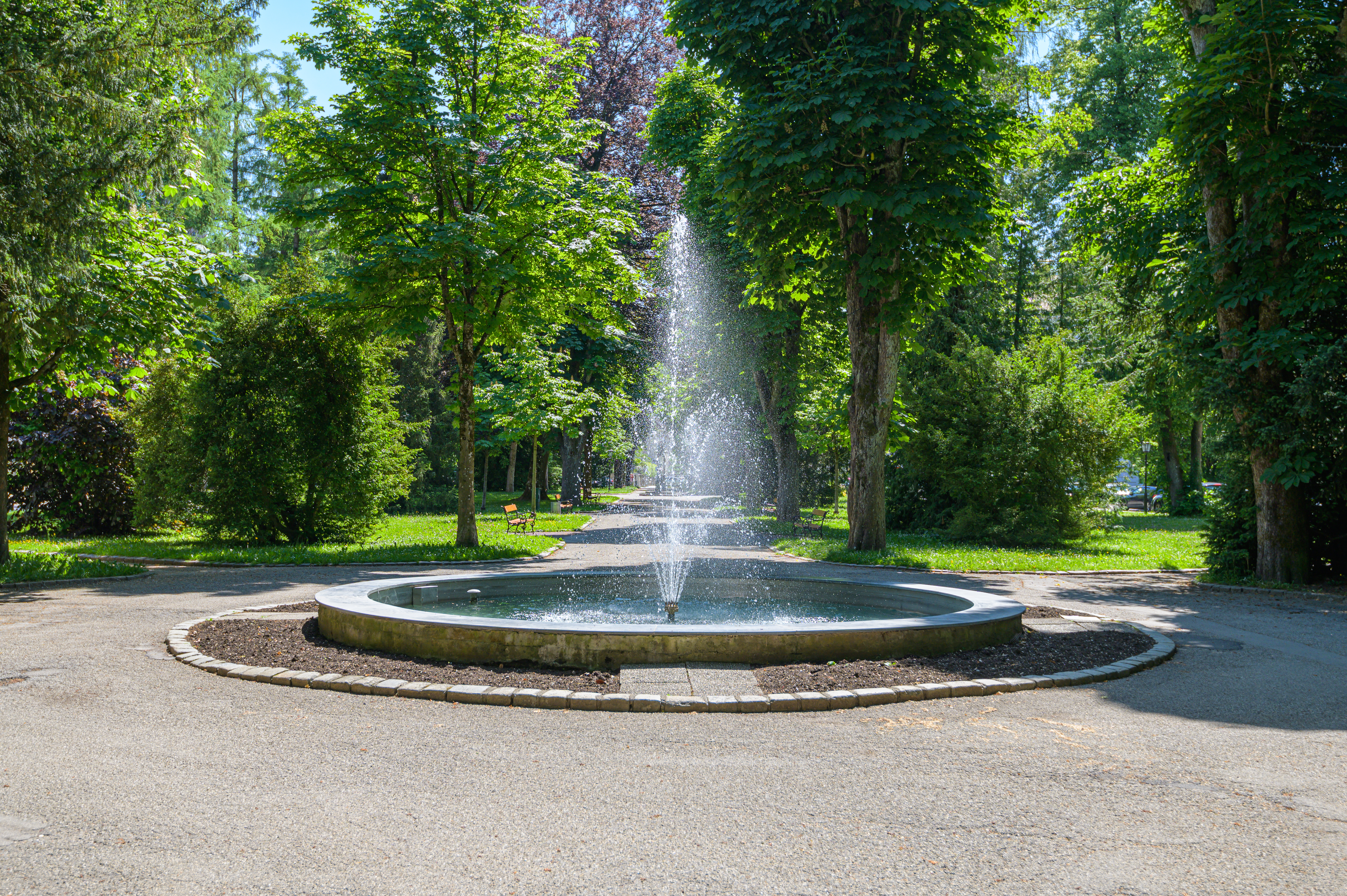
Werndlpark (Handel-Mazzetti-Promenade)

#### Frei- und Hallenbäder
Die Schwimmschule (Wehrgrabengasse 61) besteht an diesem Ort seit 1874. Sie war ursprünglich für die Arbeiter der Werndl-Werke und deren Kinder bestimmt. Das Bad ersetzt eine ältere 1863 eröffnete Anstalt auf dem Kohlanger bei der Wehrgrabenwehr, die 1873 dem Neubau des Objekts VI (6) der Waffenfabrik weichen musste. Nach Renovierungsarbeiten eröffnete das Bad am 20. Mai 1950 neu, weitreichende Modernisierungen stammen aus den Jahren 1960/61. Sein heutiges Erscheinungsbild erhielt das Bad schrittweise seit 2002, nachdem das damalige Hochwasser schwere Schäden anrichtete.

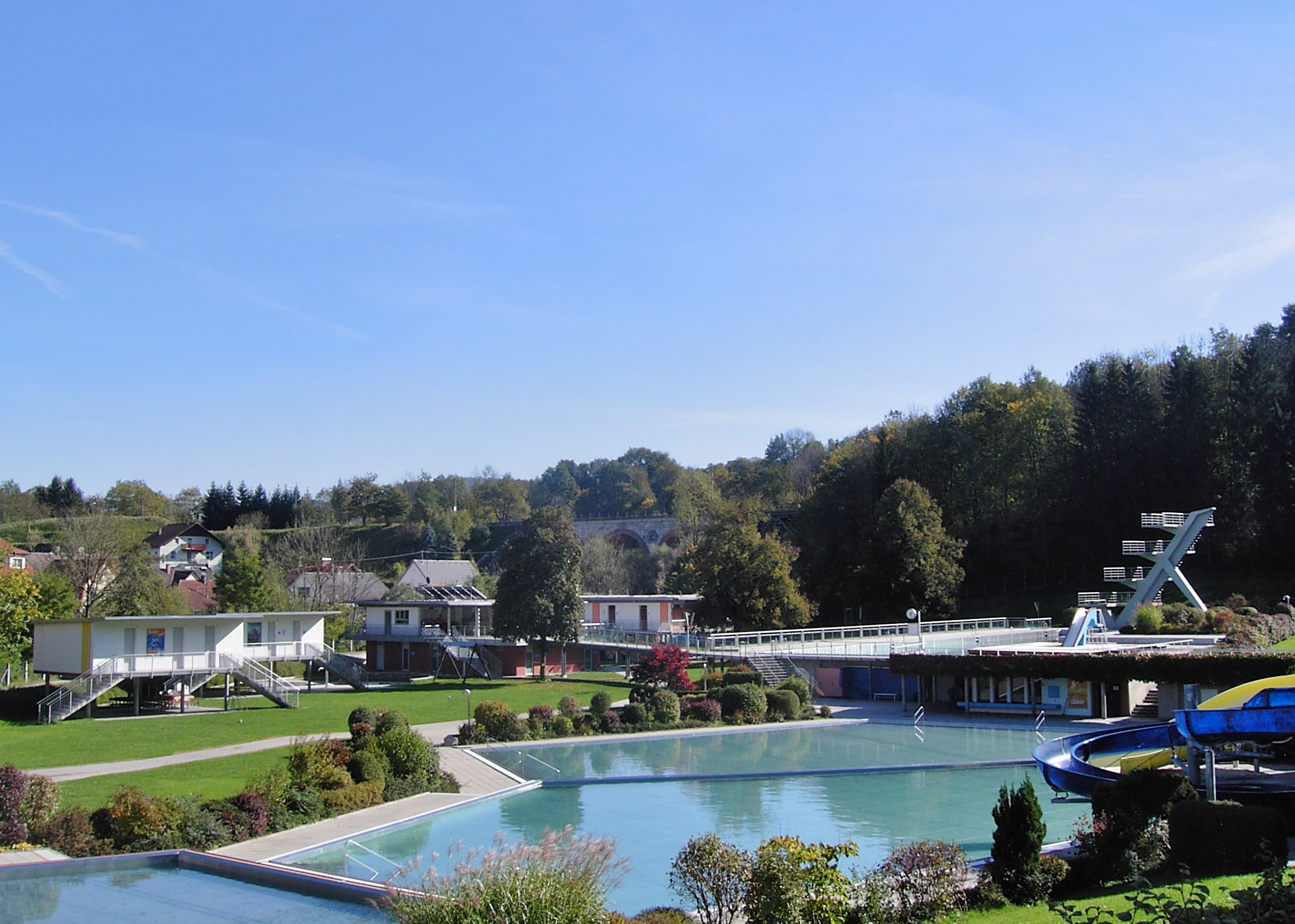
Stadtbad

Das Stadtbad (Haratzmüllerstraße 126) wurde auf dem Gelände der ehemaligen Stegmühle errichtet und eröffnete am 20. Juni 1959. Am 18. Dezember 1970 eröffnete ein Hallenbad. 1977 wurde das Stadtbad erneuert und 1978 ein Zubau zum Hallenbad errichtet. Die letzten umfangreicheren Sanierungsarbeiten (Hallenbad, Saunabereich, Wasseraufbereitung) stammen aus den Jahren 2005 bis 2008.

### Bildung
- Fachhochschule Campus Steyr
- Landeskrankenhaus Steyr
- Höhere technische Bundeslehranstalt Steyr (HTL für Elektronik-Technische Informatik, Maschineningenieurwesen, Fahrzeugtechnik, Mechatronik) mit
  - Fachschule Steyr (Elektronik, KFZ, Kunst- und Goldschmiede, Graveure)
- Bundeshandelsakademie Steyr mit
  - Bundeshandelsakademie für Berufstätige
  - Bundeshandelsschule Steyr
- Höhere Lehranstalt für wirtschaftliche Berufe Steyr mit
  - Fachschule für wirtschaftliche Berufe
  - Höhere Lehranstalt für Kultur- und Kongressmanagement
  - Fachschule für Altenhilfe und Pflegedienste
- Bundesanstalt für Kindergartenpädagogik Steyr
- Berufsschule Steyr 1 (technische Berufsschule)
- Berufsschule Steyr 2 (kaufmännische Berufsschule)
- Polytechnische Schule Steyr
- Bundesrealgymnasium Steyr
- Bundesgymnasium und Bundesrealgymnasium Steyr-Werndlpark
- Zentrum für Fernstudien Steyr (geschlossen 2013)[126]

## Wirtschaft

### Ansässige Unternehmen

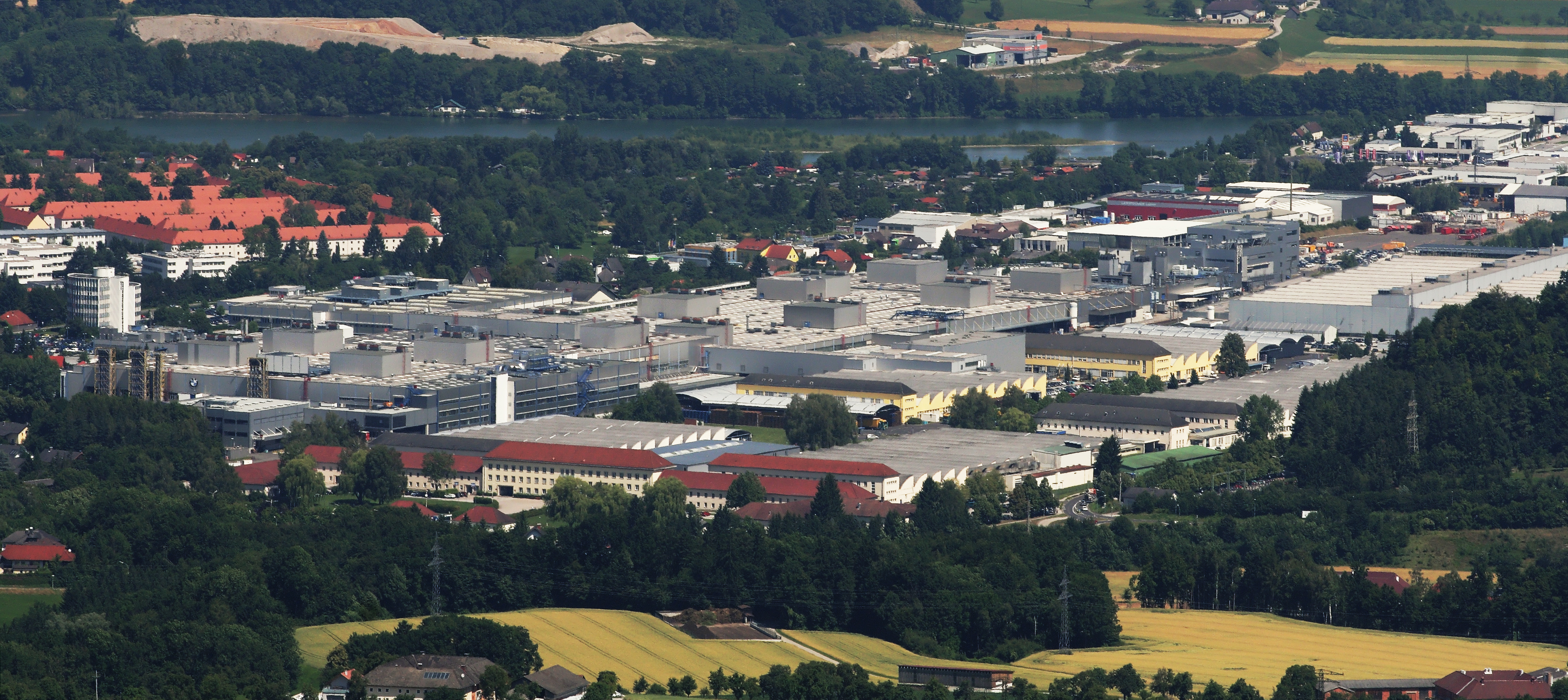
BMW-Motorenwerk und SKF-Wälzlagerwerk

In Steyr haben folgende Firmen ihren Sitz:
- AVL List Transmission Competence Center
- BMD Systemhaus GmbH
- BMW Motoren GmbH
- CGM Clinical Österreich GmbH
- Eckelt Glas GmbH
- Ennskraftwerke AG
- GFM GmbH
- Hartlauer GmbH, Fotohandelskette
- Meritor GmbH, Entwicklung und Produktion von Antriebsstrangkomponenten für Nutzfahrzeuge
- NKE AUSTRIA GmbH, Wälzlager
- Profactor Produktionsforschungs GmbH
- SKF Österreich AG, Wälzlager
- Steyr Automotive
- Steyr Motors GmbH, Produktion von Marine- und Spezialmotoren[128]
- Sommerhuber, Hafner und ehemaliger k.u.k. Hoflieferant
- WEBA Werkzeugtechnik Betriebs GmbH
- ZF Steyr

### Märkte
Es gibt einen täglichen Markt am Stadtplatz sowie Wochenmärkte am Stadtplatz, auf der Ennsleite, in Resthof und in Münichholz. In der Adventzeit gibt es den Adventmarkt Altstadt Steyr am Stadtplatz und den Steyrer Christkindlmarkt in der Promenadenallee (Werndlpark).

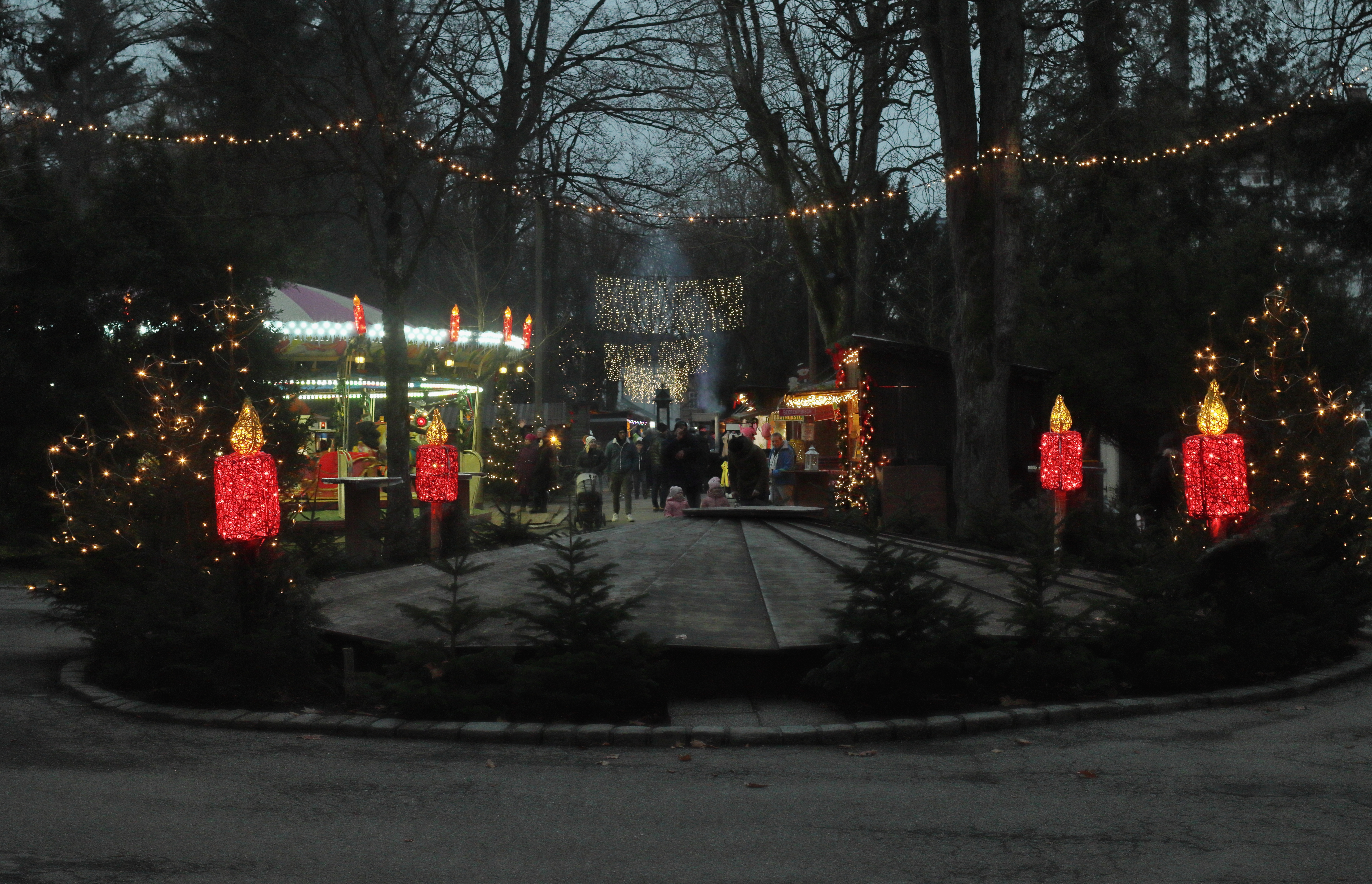
Christkindlmarkt an der Promenade (2024)
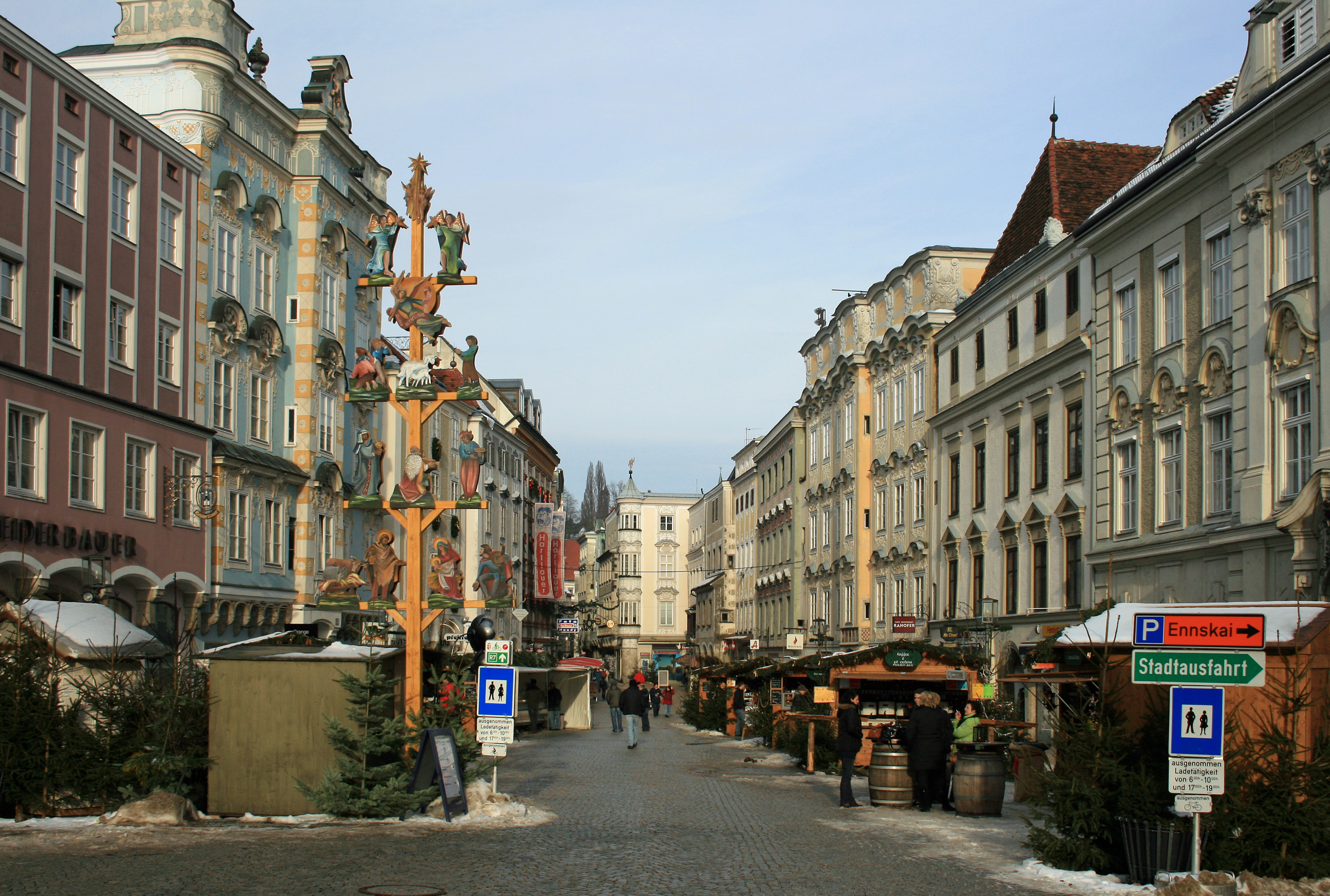
Weihnachtsmarkt Altstadt Steyr (2010)

## Persönlichkeiten

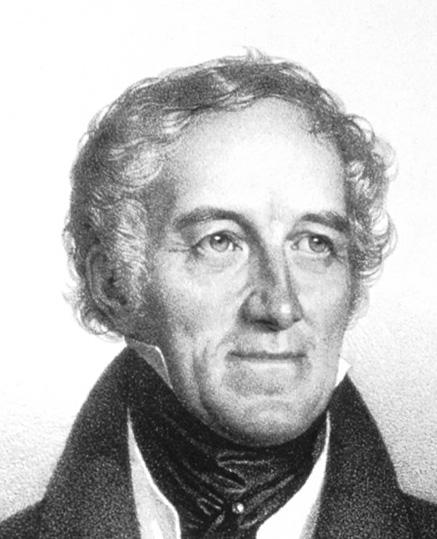
Johann Michael Vogl

Josef Werndl

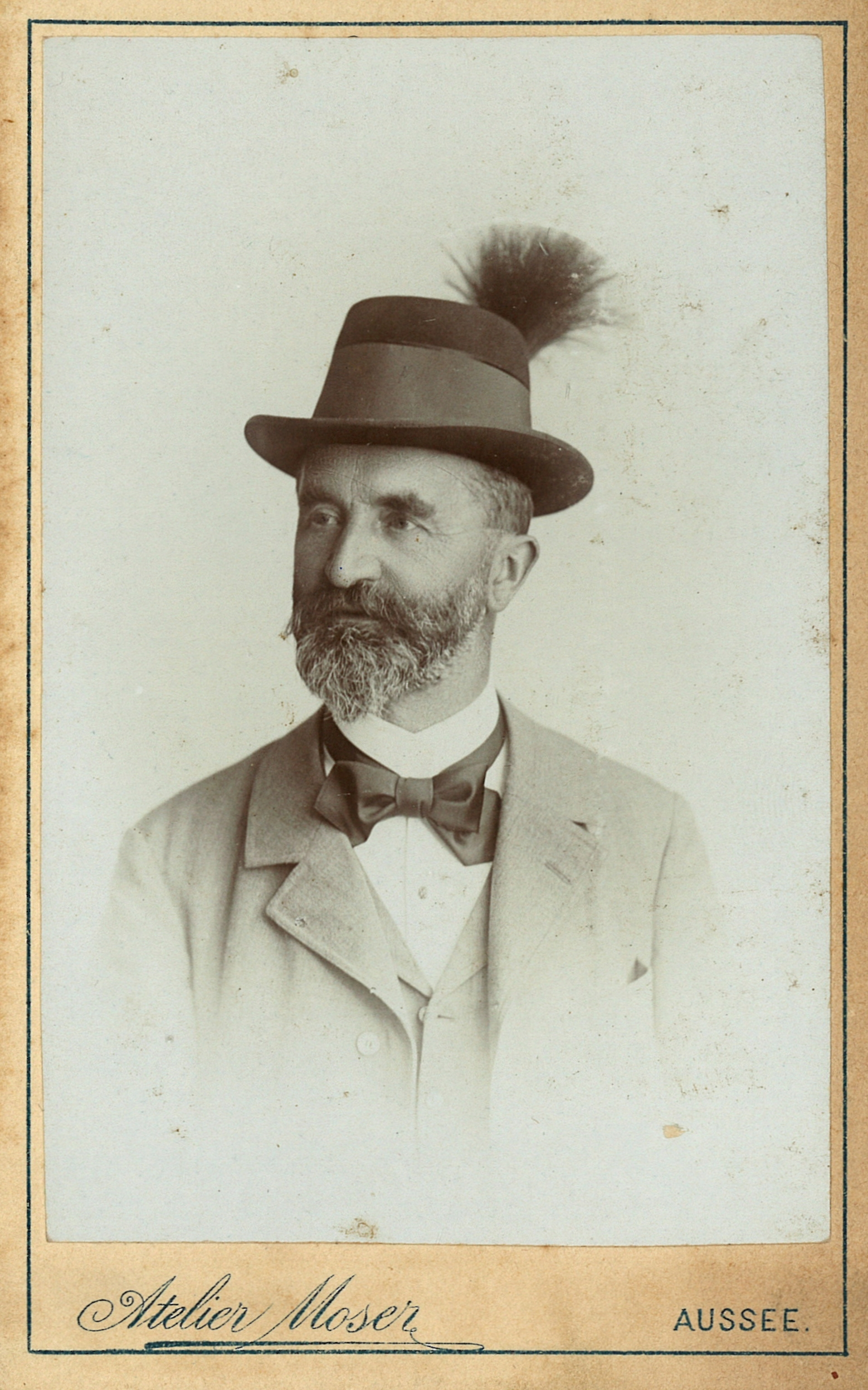
Leopold Gruber

### Söhne und Töchter der Stadt
- Johannes Stabius (≈1460–1522), Naturwissenschaftler
- Gottlieb Schröffl v. Mannsperg (1610–1680), Bürgermeister, Eisenobmann
- Matthias Abele von Lilienberg (1616–1677), Schriftsteller
- Wolff Jakob Lauffensteiner (1676–1754), Musiker und Komponist
- Franz Xaver Schwediauer (1748–1824), Arzt und Syphilisforscher
- Aloys Blumauer (1755–1798), Schriftsteller, Pseudonym A. Auer und Aloys Obermayer
- Johann Michael Vogl (1768–1840), Sänger
- Johann Baptist Mayrhofer (1787–1836), Dichter
- Leopold Werndl (1797–1855), Produzent von Waffenbestandteilen
- Ferdinand Redtenbacher (1809–1863), Maschinenbauer
- Friedrich Zeller (1817–1896), Maler
- Josef Werndl (1831–1889), Waffenproduzent
- Johann Redl (1832–1902), Politiker, Bürgermeister, Präsident der Pfandleihanstalt Steyr, Reichstagsabgeordneter
- Karl Mayrhofer (1837–1882), österreichischer Gynäkologe und Hochschullehrer
- Leopold Gruber (1841–1920), Tuchhändler, Gemeinderat und Ehrenbürger der Stadt Wels
- Franz Wickhoff (1853–1909), Kunsthistoriker
- Ignaz Freiherr Trollmann von Lovcenberg (1860–1919), k.u.k. General
- Leopold Erb (1861–1946), Reichrats- und Landtagsabgeordneter
- Michael Blümelhuber (1865–1936), Stahlschneider
- Hermann Schmid (1870–1945), Maler
- Gregor Goldbacher (1875–1950), Heimatdichter
- Julius Gschaider (1878–1963), Bürgermeister, Politiker
- Robert Stigler (1878–1975), Mediziner, Hochschullehrer und Vertreter der NS-Rassenhygiene
- Franz Koppelhuber (1885–1965), Architekt und Bildhauer
- Josef Vinzenz Großauer (1886–1951), Mundartdichter
- Alois Janak (1896–1959), Zentralbetriebsrat, Politiker
- Heinz Scholz (1897–1988), Pianist, Hochschullehrer und Präsident des Salzburger Mozarteum
- Otfried Kastner (1899–1988), Kunsthistoriker, Heimatforscher, Autor und Hochschullehrer
- Gustav Hack (1900–1971), Unternehmer und Politiker
- Rudolf Feichtmayr (1902–1975), Opernsänger
- Robert Scholz (1902–1986), Pianist, Komponist, Dirigent und Musikpädagoge
- Wilhelm Stigler (1903–1976), Architekt
- August Eigruber (1907–1947), NSDAP-Gauleiter
- Alois Feichtenberger (1908–1986), Fotograf
- August Hilber (1908–1934), Freiheitskämpfer, der im österreichischen Bürgerkrieg 1934 ums Leben kam
- Carl Hans Watzinger (1908–1994), Autor und Journalist, Pseudonym Bernhard Stauffer
- Hans Köttenstorfer (1911–1995), Medailleur und Maler
- Karl Punzer (1912–1944), Widerstandskämpfer gegen den Nationalsozialismus
- Josef F. Blumrich (1913–2002), Raketentechniker bei der NASA und Schriftsteller
- Stephan Radinger (1914–2005), Politiker
- Josef Zinkanell (1917–2008), Landwirt, Gewerkschaftsfunktionär und Politiker
- Ottilie Liebl (1921–2000), Politikerin, Mitglied des Bundesrates
- Antonia Arnold (1922–2007), Schriftstellerin
- Hermann Kutscher (1923–1997), Regisseur und Schauspieler
- Rudolf Strasser (1923–2010), Rechtswissenschaftler
- Eduard Klell (1924–2007), Maler (Maler des Phantastischen)
- Hugo Schanovsky (1927–2014), Schriftsteller, 1984–1988 Linzer Bürgermeister
- Eva Lubinger (1930–2023), Schriftstellerin
- Josef Eckelt (* 1933), Unternehmer
- Heinrich Kienberger (1934–2018), Jurist, Verfassungsrichter und Verwaltungsjurist
- Heribert Mader (1937–2022), Maler, Grafiker und Kunstpädagoge
- Hermann Reichl (1937–2022), Maschinenbauingenieur und Politiker, Landesrat in der Oberösterreichischen Landesregierung
- Wolfgang Hübsch (* 1939), Burgschauspieler
- Günther Pfaff (1939–2020), Kanute und Träger des Goldenen Verdienstzeichens der Republik Österreich
- Franz Josef Hartlauer (1944–2000), Unternehmer
- Walter Wippersberg (1945–2016), Schriftsteller, Theaterregisseur, Filmemacher und Fotokünstler
- Gerald Freihofner (1946–2019), Journalist
- Helmut Köglberger (1946–2018), Fußballspieler und -trainer
- Bernhard Ludwig (1948–2023), Kabarettist
- Johannes Mayr (* 1948), Psychologe und Hochschullehrer
- Josef J. Preyer (* 1948), Autor
- Karl Kaltenbacher (* 1950), Maler, Grafiker, Bildhauer, Choreograf und Autor
- Hans Oberleithner (* 1950), Mediziner und Zellphysiologe
- Franz Schausberger (* 1950), Historiker, Politiker, 1996 bis 2004 Landeshauptmann von Salzburg
- Karl Wagner (* 1950), Literaturwissenschaftler und Germanist
- Oscar Holub (1951–2023), Maler und Zeichner
- Hans-Peter Übleis (* 1951), Verleger und Präsident der Desert Flower Foundation
- Hannes Rossacher (* 1952), Regisseur, Filmproduzent (DoRo)
- Franz Weiß (* 1952), Maler und Kunsterzieher
- Erich Hackl (* 1954), Schriftsteller
- Beatrix Kramlovsky (* 1954), Schriftstellerin
- Albin Fries (* 1955), Pianist und Komponist
- Thomas Michael Fröschl (* 1955), Historiker, Hochschullehrer
- Theresia Haidlmayr (1955–2022), Politikerin, Abgeordnete zum Nationalrat
- Gerald Karner (* 1955), Militärexperte und Unternehmer
- Werner Seif (* 1955), Landesamtsdirektor
- Wilhelm Molterer (* 1955), Politiker
- Wolfgang Anzengruber (* 1956), Manager
- Ewald Kislinger (* 1956), Byzantinist
- Walter Schopf (* 1956), Gewerkschafter und Politiker
- Dieter Kotlowski (* 1957), Fechter
- Reinhard C. Meier-Walser (* 1957), Politikwissenschaftler und Hochschullehrer
- Gunter Damisch (1958–2016), Maler
- Johannes Angerbauer-Goldhoff (* 1958), Schmuckkünstler, Bildhauer und Konzeptkünstler
- Till Mairhofer (* 1958), Schriftsteller, Verleger, Literaturpädagoge
- Manfred Maurer (1958–1998), Schriftsteller
- Michael Radanovics (* 1958), Komponist, Arrangeur und Violinist
- Karin Fleischanderl (* 1960), Übersetzerin und Publizistin
- Wolfgang Treitler (* 1961), römisch-katholischer Theologe
- Herbert Wähner (* 1961), Graveur und Münzdesigner
- Rudolf Winter-Ebmer (* 1961), Wirtschaftswissenschaftler und Hochschullehrer
- Bernadette Huber (* 1962), bildende Künstlerin und Medienkünstlerin
- Willibald Ruttensteiner (* 1962), Fußballtrainer und -funktionär
- Judith Baum (* 1963), Malerin und Videokünstlerin
- Michaela Rabitsch (* 1963), Jazzmusikerin
- Clemens Stadlbauer (* 1963), Schriftsteller, Journalist
- Michael Strugl (* 1963), Manager und Politiker
- Herbert Bolterauer (* 1964), Organist, Komponist und Chorleiter
- Teddy Steinmayr (* 1964), Leichtathlet
- Andreas Schreiner (* 1965), Schriftsteller
- Michael Hofer (* 1966), Philosoph
- Wiltrud Schreiner (* 1967), Schauspielerin
- Sonja Hammerschmid (* 1968), Wissenschaftlerin
- Peter Egger (* 1969), Wirtschaftswissenschaftler und Hochschullehrer
- Ulrich Berger (* 1970), Wirtschaftswissenschaftler und Hochschullehrer
- Astrid Miglar (* 1970), Schriftstellerin
- Andreas Milot (* 1970), Fußballspieler und -trainer
- Markus Vogl (* 1970), Politiker, Bürgermeister der Stadt Steyr
- Manfred Paul Weinberger (* 1970), Jazzmusiker
- Sabine Kraml (* 1971), Physikerin
- Helmut Schaumberger (* 1971), Musiker, Chorleiter und Musikpädagoge
- Katrin Auer (* 1974), Politikerin (SPÖ)
- Ronald Brunmayr (* 1975), Fußballspieler
- Michael Zichy (* 1975), Philosoph
- Gabriel Felbermayr (* 1976), Wirtschaftswissenschaftler
- Austrofred (* 1976), Kabarettist, Sänger
- Alex Jürgen (* 1976), Intersex-Aktivist
- Gernot Schedlberger (* 1976), Komponist, Pianist
- Peter Sommerer (* 1976), Dirigent
- Peter Trebsche (* 1977), Prähistoriker
- Carmen Kirchweger (* 1978), Filmeditorin und Regisseurin
- Sabine Schatz (* 1978), Politikerin, Abgeordnete zum Nationalrat
- Marco Braun (* 1980), Schauspieler
- Torsten Knabel (* 1980), Fußballspieler
- Wolfgang Warsch (* 1980), Molekularbiologe und Spieleautor
- Silke Dammerer (* 1981), Politikerin (ÖVP) und Bäuerin
- Philipp Klausberger (* 1981), Rechtswissenschaftler
- Wolfgang Lindner jr. (* 1981), österreichischer Musiker, Musikproduzent und Verleger
- Gerlinde Wallner (* 1982), Radiomoderatorin
- Mario Reiter (* 1986), Fußballspieler
- Leopold Baumberger (* 1987), Abt in Stift Wilten
- Emanuel Schreiner (* 1989), Fußballspieler
- Johannes Rohrweck (* 1990), Freestyle-Skier
- Claudia Hartl (* 1992), Skiobobfahrerin
- Philipp Steinmayr (* 1993), Motorradrennfahrer
- Kevin Stöger (* 1993), Fußballspieler
- Victoria Pfeil (* 1994), Jazzmusikerin
- Paul Schuberth (* 1994), Akkordeonist und Pianist
- Tommy Wright (* 1995), Fußballspieler und -trainer
- Barbara Haas (* 1996), Tennisspielerin
- Tobias Rattinger (* 1997), Leichtathlet
- Michael Martic (* 2000), Fußballspieler
- Claudia Wenger (* 2001), Fußballspielerin
- Mario Pejazic (* 2005), Fußballspieler
- Felix Schönegger (* 2006), Fußballspieler

### Ehrenbürger
- Hermann Leithenmayr († 2010), 1991 bis 2001 Bürgermeister der Stadt Steyr
- Heinrich Schwarz, († 2018), 1984 bis 1991 Bürgermeister der Stadt Steyr
- Franz Weiss, 1974 bis 1984 Bürgermeister der Stadt Steyr
- Leopold Steinbrecher (1886–1964), Bürgermeister der Stadt Steyr

### Personen mit Bezug zur Stadt
- Caspar Thierfelder (1525–1594), Rechenmeister und Kalendermacher
- Lorenz Wessel (* 1529; † nach 1576), Kürschner und Meistersinger
- Cölestin Pestaluz (1608–1678), Benediktiner und Abt von Stift Gleink
- Johann Maximilian von Lamberg (1608–1682), Diplomat, Minister und Burggraf der Stadt Steyr
- Rupert Kimpfler (1638–1708), Benediktiner und Abt von Stift Gleink
- Andreas Gschwandtner (1696–1762), Benediktiner und Abt von Stift Gleink
- Valentin Preuenhueber († 1642), Geschichtsschreiber
- Friedrich Wilhelm Arming (1805–1864), Arzt und Schriftsteller
- Karl Wilhelm Mayrhofer (1806–1853), Arzt und Schriftsteller
- Franz Sandböck (1817–1891), Buchhändler und Verleger
- Alexander Julius Schindler (1818–1885), Schriftsteller und Politiker, Chemiker und Justiziar in Steyr
- Anton Plochberger (1823–1890), Baumeister
- Karl Holub (1830–1903), Waffenmeister
- Anton Spitalsky (1831–1909), Technischer Direktor der Österreichischen Waffenfabriksgesellschaft
- Enrica von Handel-Mazzetti (1871–1955), Schriftstellerin
- Hans Mayrhofer (1876–1949), Vizebürgermeister in Steyr, OÖ Landtags- und Nationalratsabgeordneter
- Anton Neumann (1885–1964), Politiker (VdU), Nationalratsabgeordneter, Vizebürgermeister von Steyr, Mittelschullehrer, Ehrenringträger von Steyr
- Hubert Messenböck (1887–1946), Pädagoge, Landesschulinspektor, Vizebürgermeister von Steyr und Abgeordneter zu Landtag
- Rudolf Marktschläger (1896–1966), Sparkassendirektor, Vizebürgermeister und Abgeordneter zum Nationalrat
- Josef Ahrer (1908–1934), Sozialdemokrat, wurde als Beteiligter der Februarkämpfe 1934 verurteilt und im Schloss Lamberg hingerichtet
- Johann Steinbock (1909–2004), Stadtpfarrer von Steyr, KZ-Häftling in Dachau 1942–1945
- Bruno Kralowetz (1911–2001), Erfinder und Gründer der GFM (Gesellschaft für Fertigungstechnik und Maschinenbau)
- Franz Enge (1913–1989), Politiker, Nationalratsabgeordneter, Ehrenbürger und Ehrenringträger der Stadt Steyr
- Hermann Friedl (1920–1988), Mediziner und Schriftsteller
- Veronika Handlgruber (1920–2003), Lyrikerin, Kinder- und Jugendbuchautorin
- Marlen Haushofer (1920–1970), Schriftstellerin
- Karl Mostböck (1921–2013), Maler und Grafiker, Ehrenringträger von Steyr
- Dora Dunkl (1925–1982), Lyrikerin und Schriftstellerin
- Sidonie Adlersburg (Abschied von Sidonie) (1933–1943)
- Rudolf Manfred Zörner (* 1938), Bildhauer, Maler und Grafiker
- Robert Wandl (* 1948), Wirtschaftskammersekretär von 1986 bis 2008[132]
- Walter Ebenhofer (* 1952), Fotograf
- Gerald Brandstötter (1959–2004), Bildhauer
- Martin Fiala (* 1964), Komponist, Chorleiter und Musikpädagoge
- Klaus Oberleitner (* 1967), Musikpädagoge, Organist und Chorleiter
- Julian Gillesberger (* 1972), Musiker und Kulturmanager

## Städtepartnerschaften
- Bethlehem, Palästina[133]
- Eisenerz, Österreich
- Kettering (Ohio), USA
- Plauen (Sachsen), Deutschland
- San Benedetto del Tronto, Italien

## Sport
- ASKÖ Karate Steyr: international bekannter Karateverein.
- SK Vorwärts Steyr: der bekannteste Steyrer Fußballverein. Vorwärts Steyr wurde 1919 gegründet und spielte bisher neun Saisonen in der höchsten österreichischen Spielklasse. Ab der Saison 2018/19 spielt der Verein in der 2. Liga.
- Der SK Amateure Steyr und der Grazer SC waren in der Saison 1938/39 die ersten Vereine von außerhalb Wiens bzw. Niederösterreichs, die in der höchsten österreichischen Spielklasse antraten.
- Eishockey Klub Steyr: spielt in der Oberliga
- LAC Amateure Steyr: Leichtathletikclub der Stadt Steyr
- ATSV Steyr Sektion Eiskunstlauf: Eiskunstlauf Verein der Stadt Steyr
- SV Forelle Steyr (Kanu, Segeln, Stocksport, Tennis)